# بوسطن
بوسْطُن أو بُسْطُن (بالإنجليزية: Boston) عاصمة كومنولث ماستشوستس في الولايات المتحدة وأكثر مدنها اكتظاظًا بالسكان، إذ تحل في المرتبة 21 ضمن المدن الأكثر سكانًا في الولايات المتحدة. تبلغ مساحة المدينة 48.4 ميل مربع (125 كم2) مع عدد سكان قُدر بـ692,600 نسمة في عام 2019، ما يجعلها كذلك المدينة الأكثر اكتظاظًا بالسكان في نيو إنجلاند. هي مقر مقاطعة سفلك (على الرغم من حل حكومة المقاطعة في 1 يوليو 1999). تُعتبر المدينة الركيزة الاقتصادية والثقافية لمنطقة حضرية أكبر بكثير تُعرف باسم بوسطن الكبرى، وهي منطقة إحصائية حضرية وموطن لتعداد قُدر بنحو 4.8 مليون نسمة في عام 2016 وتُصنف عاشر أكبر منطقة في البلاد من ناحية عدد السكان. تُعتبر المنطقة الإحصائية المشتركة الأوسع نطاقًا، والتي تقابل عمومًا منطقة التنقل، وتضم بروفيدنس، رود آيلاند موطنًا لنحو 8.2 مليون نسمة، ما يجعلها سادس أكثر المناطق اكتظاظًا بالسكان في الولايات المتحدة.
بوسطن أحد أقدم البلديات في الولايات المتحدة، أنشأها المستوطنون التطهيريون في شبه جزيرة شوموت عام 1630 تيمنًا ببلدة إنجليزية تحمل نفس الاسم. شهدت عددًا من الأحداث البارزة للثورة الأمريكية، كمذبحة بوسطن وحادثة حفلة شاي بوسطن ومعركة بانكر هيل وحصار بوسطن. بعد الاستقلال الأمريكي عن بريطانيا العظمى، بقيت المدينة ميناءً هامًا ومركزًا للتصنيع فضلًا عن كونها مركزًا للتعليم والثقافة. توسعت المدينة لتتجاوز شبه الجزيرة الأصلية من خلال استصلاح الأراضي وضم البلديات. يجذب تاريخها الغني العديد من السياح، إذ يستقطب سوق فانيل هول وحده أكثر من 20 مليون زائر سنويًا. تُعتبر بوسطن سباقة في العديد من الأمور إذ تحتوي على أول حديقة عامة في الولايات المتحدة (بوسطن المشتركة، 1634) وأول مدرسة عامة أو حكومية (مدرسة بوسطن اللاتينية، 1635) وأول نظام مترو (مترو شارع تريمونت، 1897).
في خلال العقدين الأولين من القرن الحادي والعشرين ازدهرت بوسطن في مجال البحوث العلمية. ساهم وجود العديد من الكليات والجامعات في منطقة بوسطن بتقدمها في مجال التعليم العالي، بما في ذلك القانون والطب والهندسة وريادة الأعمال، وتُعتبر المدينة رائدة على الصعيد العالمي في مجالي الابتكار وتنظيم المشاريع، مع امتلاكها نحو 5000 شركة ناشئة. تشمل القاعدة الاقتصادية في بوسطن أيضًا التمويل والخدمات المهنية وخدمات الأعمال والتقنية الحيوية وتكنولوجيا المعلومات والأنشطة الحكومية. تحظى الأسر في المدينة بأعلى معدل للأعمال الخيرية في الولايات المتحدة، بينما تحتل الشركات والمؤسسات المرتبة الأولى في البلاد فيما يتعلق بالاستدامة البيئية والاستثمار. تمتلك المدينة واحدة من أعلى تكاليف المعيشة في الولايات المتحدة نظرًا لما جرى فيها من استطباق، ومع ذلك، ما تزال بوسطن تحتل مرتبةً عاليةً بين مدن العالم بالنسبة لجودة العيش فيها.

## تاريخيًا

### الاستعمار
في بادئ الأمر، أطلق أوائل المستوطنين الأوروبيين في بوسطن اسم ترايماونتن على المنطقة (تيمنًا بجبالها الثلاثة التي لم يبق منها سوى آثار في يومنا هذا)، ولكنهم أعادوا تسميتها لاحقًا باسم بوسطن تيمنًا بمدينة بوسطن، لنكولنشاير في إنجلترا، موطن العديد من المستعمرين البارزين. أعاد المستعمرون التطهيريون القادمون من إنجلترا تسمية المدينة في السابع من سبتمبر 1630 (وفق تاريخ النمط القديم)، إذ انتقلوا من تشارلزتاون في وقت سابق من ذلك العام بحثًا عن المياه العذبة. اقتصر استيطانهم في البداية على شبه جزيرة شوموت، التي كانت آنذاك محاطة بخليج ماساتشوستس ونهر تشارلز وتتصل باليابسة عبر برزخ ضيق. يُعتقد أن شبه الجزيرة كانت مأهولة منذ عام 4000 قبل الميلاد.
في عام 1629، ترأس جون ونثروب الحاكم الأول لمستعمرة خليج ماساتشوستس التوقيع على اتفاقية كامبريدج، وهي وثيقة تأسيسية رئيسية للمدينة. كان للأخلاق التطهيرية وتركيزها على التعليم أثر على تاريخ المدينة المبكر، وتأسست أول مدرسة عامة في أمريكا، مدرسة بوسطن اللاتينية، في بوسطن عام 1635.
لعب جون هول وابتكاره عملة شلن شجرة الصنوبر دورًا مركزيًا في إنشاء مستعمرة خليج ماساتشوستس والكنيسة الجنوبية القديمة في مطلع القرن السابع عشر. في عام 1652، أذنت محكمة ماساتشوستس العامة لجون هال بسك العملات. «أنتجت دار هول لسك العملات فئات من عملة الفضة، بما في ذلك شلن شجرة الصنوبر، لأكثر من 30 عامًا حتى لم تعد الحالة السياسية والاقتصادية مجدية لتشغيل دار سك العملات». لأسباب غلب عليها الطابع السياسي، اعتبر الملك تشارلز الثاني دار «هول لسك العملات» خيانة عظمى تستحق عقوبة الشنق والسحب والإرباع. «في 6 أبريل 1681، قدم إدوارد راندولف التماسًا للملك، وأبلغه أن المستعمرة ما تزال تطبع عملاتها النقدية التي اعتبرها خيانة عظمى ويعتقد أنها كافية لإبطال الميثاق. طالب بإصدار أمر بأي حق القضائي (دعوى قانونية تلزم المدعى عليهم بإظهار السلطة التي يمتلكونها لممارسة بعض الحقوق أو الصلاحية أو الامتياز الذي يدعون أنهم يملكونه) ضد ماساتشوستس بسبب الانتهاكات».
كانت بوسطن أكبر مدينة في المستعمرات الثلاثة عشر إلى أن فاقتها فيلادلفيا في منتصف القرن الثامن عشر. جعل موقع بوسطن المقابل للمحيط منها ميناءً حيويًا، وارتكز عمل المدينة في المقام الأول على النقل البحري وصيد الأسماك خلال أيام الاستعمار. مع ذلك، كانت بوسطن راكدة في العقود التي سبقت الثورة. بحلول منتصف القرن الثامن عشر، تجاوزت مدينتا نيويورك وفيلادلفيا بوسطن في الثروة. خلال هذه الفترة، واجهت بوسطن صعوبات مالية حتى مع نمو المدن الأخرى في نيو إنجلاند بسرعة.

### الثورة وحصار بوسطن

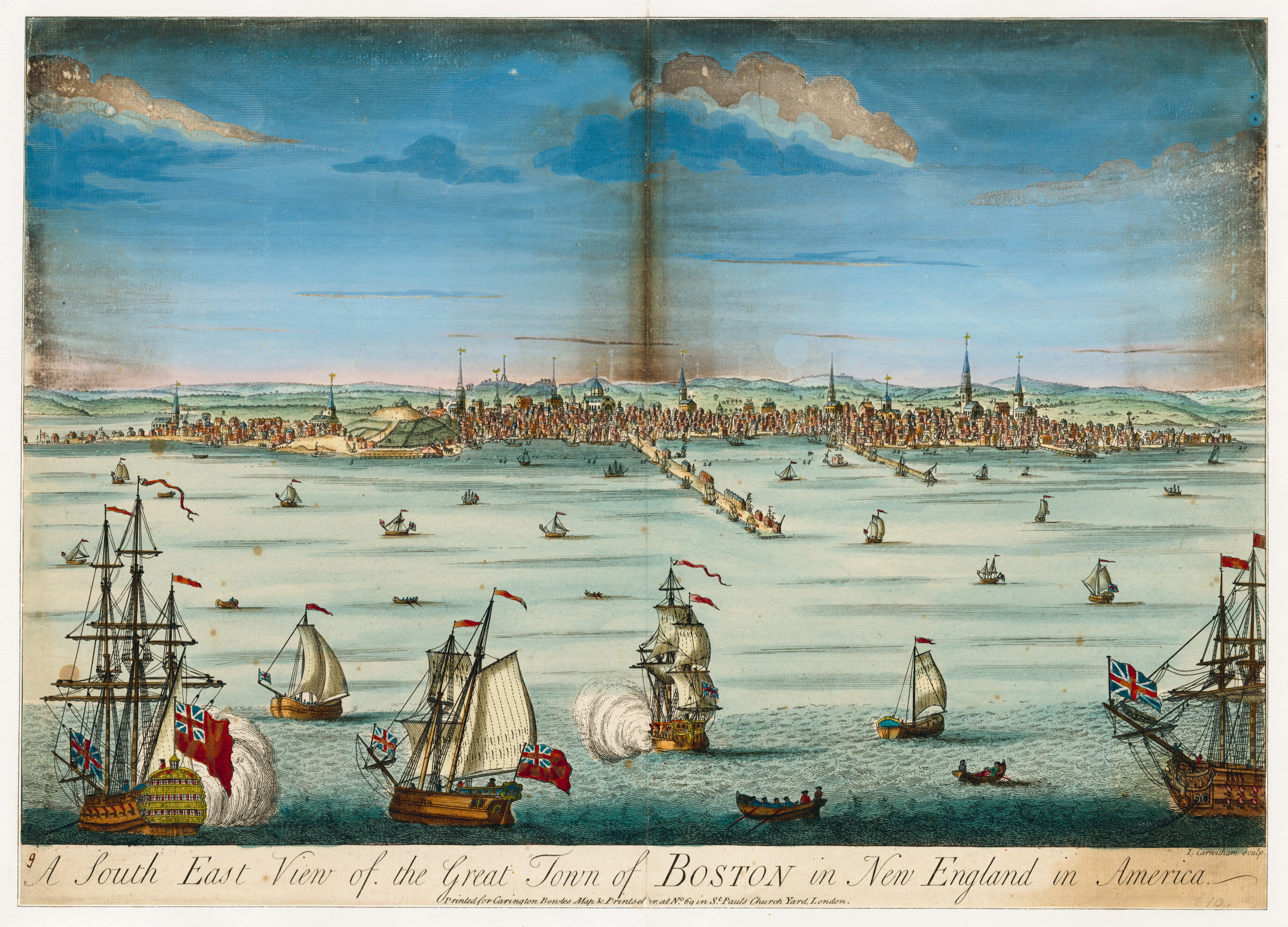
مشهد جنوبي شرقة لمدينة بوسطن العظيمة في نيو إنجلاند في أميركا (1730).

جرت العديد من الأحداث الحاسمة أثناء الثورة الأمريكية في بوسطن أو بالقرب منها. ساهمت رغبة سكان بوسطن بالانضمام للأعمال الغوغائية إلى جانب تزايد عدم ثقة المستعمرين ببريطانيا أو برلمانها في تعزيز روح الثورة في المدينة. عندما أقر البرلمان البريطاني قانون الطوابع في عام 1765، دمرت عصابات بوسطن الغوغائية منازل أندرو أوليفر، المسؤول المكلف بإنفاذ القانون، وتوماس هاشينسون، نائب حاكم ماساتشوستس آنذاك. أرسل البريطانيون كتيبتين إلى بوسطن في عام 1768 في محاولة لقمع المستعمرين الغاضبين. لم يرق الأمر للمستعمرين. في عام 1770، خلال مذبحة بوسطن، أطلقت القوات البريطانية النار على حشد بدأ بمضايقتهم بعنف. أُرغم المستعمرون البريطانيون على سحب قواتهم. حظي الحدث بدعاية واسعة النطاق وأشعل حركة ثورية في أمريكا.
في عام 1773، أقر البرلمان قانون الشاي. رأى العديد من المستعمرين هذا العمل محاولة لإرغامهم على قبول الضرائب المقررة بموجب قوانين تاونشيند. كان هذا العمل الدافع وراء حادثة حفلة شاي بوسطن، إذ ألقى العديد من مواطني بوسطن الغاضبين شحنة كاملة من الشاي أرسلتها شركة الهند الشرقية إلى ميناء بوسطن. كانت حادثة حفلة شاي بوسطن حدثًا رئيسيًا أدى إلى اندلاع الثورة، بينما ردت الحكومة البريطانية بشدة بفرض قوانين لا تطاق، وطالبت سكان بوسطن بالتعويض عن الشاي المدمر. أثار ذلك غضب المستعمرين واندلعت الحرب الثورية الأمريكية، وبدأت الحرب في المنطقة المحيطة ببوسطن بمعارك لكسنطن وكنكرد.

في عام 1773، ألقت مجموعة من مواطني بوسطن الغاضبين شحنة من الشاي أرسلتها شركة الهند الشرقية إلى ميناء بوسطن احتجاجًا على قانون الشاي، في حدث يعرف باسم حادثة حفلة شاي بوسطن.

حوصرت بوسطن لمدة عام تقريبًا خلال حصار بوسطن الذي بدأ في 19 أبريل 1775. أعاقت ميليشيا نيو إنجلاند حركة الجيش البريطاني. قاد السير ويليام هاو، القائد العام للقوات البريطانية في أمريكا الشمالية آنذاك، الجيش البريطاني أثناء الحصار. في 17 يونيو، استولى البريطانيون على شبه جزيرة تشارلزتاون في بوسطن، خلال معركة بانكر هيل. تفوق الجيش البريطاني على عدد الميليشيات المتمركزة هناك، لكنه كان نصرًا باهظ الثمن للبريطانيين لأن جيشهم تكبد خسائر لا يمكن تعويضها. برهن القتال على مهارة الميليشيات وتدريبها، إذ أن دفاعهم العنيد زاد من صعوبة استيلاء البريطانيين على تشارلزتاون دون أن يعانوا المزيد من الخسائر التي لا يمكن تعويضها.
بعد عدة أسابيع، استولى جورج واشنطن على الميليشيا بعد أن أنشأ الكونغرس القاري الجيش القاري لتوحيد الجهد الثوري. واجه الجانبان صعوبات ونقص في الإمدادات أثناء الحصار، واقتصر القتال على غارات ومناوشات محدودة النطاق. أعاق برزخ بوسطن نيك الضيق، والذي بلغ عرضه آنذاك نحو مئة قدم فقط، قدرة واشنطن على غزو بوسطن، أعقب ذلك حالة جمود طويلة. وضع ضابط شاب، روفوس بوتنام، خطة لتشييد تحصينات محمولة من الخشب والتي يمكن إقامتها على أرض متجمدة تحت جنح الليل. أشرف بوتنام على هذا الجهد، الذي تكلل بتركيب التحصينات وعشرات المدافع على مرتفعات دورشيستر التي جلبها هنري نوكس بشق الأنفس عبر الثلوج من فورت تيكوندروغا. استيقظ البريطانيون في الصباح التالي مدهوشين لرؤية مجموعة كبيرة من المدافع الموجهة نحوهم. يُعتقد أن الجنرال هاو قال إن الأمريكيين فعلوا في ليلة واحدة أكثر من ما قد يفعله جيشه في ستة أشهر. حاول الجيش البريطاني إطلاق وابل من المدافع لمدة ساعتين، ولكن لم تتمكن طلقاتهم من الوصول إلى مدافع المستعمرين في هذا الارتفاع. استسلم البريطانيون، واستقلوا سفنهم وأبحروا بعيدًا. ما تزال بوسطن تحتفل بيوم الجلاء كل عام. أُعجب واشنطن بهذا الفعل، وجعل روفوس بوتنام كبير مهندسيه.

### ما بعد الثورة وحرب عام 1812
بعد الثورة، ساعد تقليد بوسطن الراسخ في الصيد البحري على جعلها واحدة من أغنى الموانئ الدولية في العالم، بالإضافة إلى تجارة الرقيق والنبيذ والأسماك والملح والتبغ التي احتلت أهمية خاصة. جرى الحد من نشاط ميناء بوسطن بشكل كبير من خلال قانون الحظر لعام 1807 (الذي اعتُمد خلال الحروب النابليونية) وحرب عام 1812. استؤنفت التجارة الخارجية عقب هذه الأعمال العدائية، ولكن تجار بوسطن وجدوا بدائل لاستثماراتهم الرأسمالية في غضون ذلك. أصبح التصنيع عنصرًا مهمًا في اقتصاد المدينة، وتجاوزت الصناعات التحويلية التجارة الدولية في الأهمية الاقتصادية بحلول منتصف القرن التاسع عشر. سهلت شبكة من الأنهار الصغيرة المطلة على المدينة والتي تربطها بالمنطقة المحيطة من عملية شحن البضائع ما أسفر عن انتشار المطاحن والمصانع. لاحقًا، عززت شبكة كثيفة من السكك الحديدية صناعة المنطقة وتجارتها.
ازدهرت بوسطن ثقافيًا خلال هذه الفترة، وأصبح نشاطها الأدبي النادر واهتمامها الكبير بالفن محط إعجاب الناس، واعتُبر أفراد عائلات بوسطن القديمة –الذين عُرِفوا لاحقًا ببراهمة بوسطن–النخبة الاجتماعية والثقافية في الدولة.
كانت بوسطن من أوائل موانئ تجارة الرقيق الثلاثية في المحيط الأطلسي في مستعمرات نيو إنجلاند، ولكن سرعان ما تفوقت مدينتي سالم في ماساتشوستس ونيوبورت في رود آيلاند عليها. أصبحت بوسطن في نهاية المطاف مركزًا لحركة الإبطالية. ردت المدينة بقوة على قانون الرقيق الهارب لعام 1850، مساهمة في محاولة الرئيس فرانكلين بيرس لجعل بوسطن قدوة بعد قضية هروب الرقيق أنطوني بيرنز.
في عام 1822، صوت مواطنو بوسطن لتغيير اسمها الرسمي من «بلدة بوسطن» إلى «مدينة بوسطن»، وفي 19 مارس 1822، وافق سكان بوسطن على الميثاق الذي يدرجها مدينة. بلغ عدد سكان بوسطن نحو 46,226 نسمة في الوقت الذي أُدرجت فيه مدينة، في حين كانت مساحة المدينة 4.8 ميل مربع فقط (12 كم2).

### القرن التاسع عشر

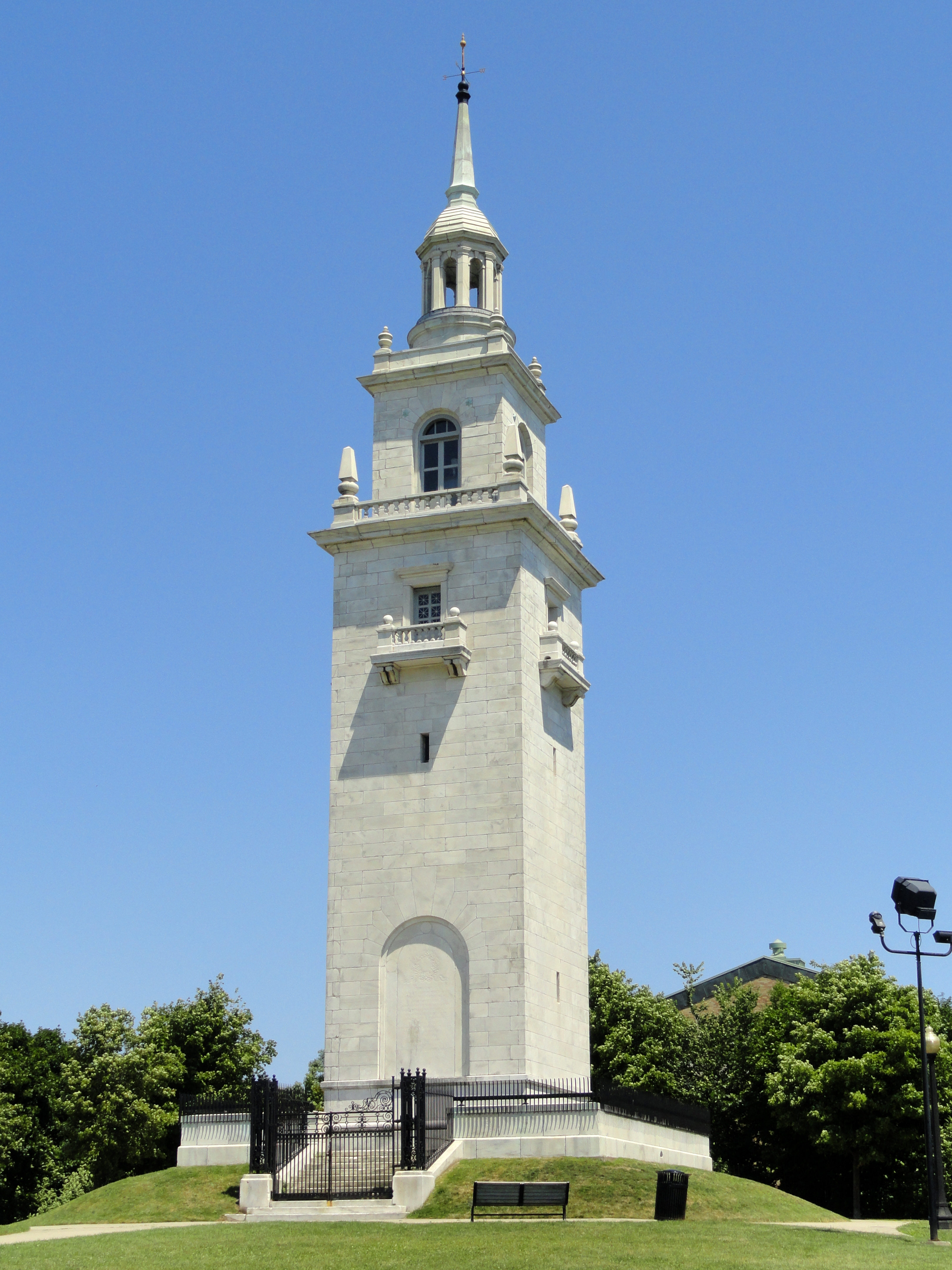
أُقيم نصب مرتفعات دورشيستر في المكان الذي وُضعت فيه تحصينات بوتنام. احتجزت القوات الأمريكية المدينة لبقية الحرب.

في عشرينيات القرن التاسع عشر، ازداد عدد سكان بوسطن بسرعة، وتغير التكوين العرقي للمدينة بشكل كبير مع الموجة الأولى من المهاجرين الأوروبيين. هيمن المهاجرون الأيرلنديون على الموجة الأولى من القادمين الجدد خلال هذه الفترة، ولا سيما في أعقاب المجاعة الكبرى، وبحلول عام 1850، بلغ عدد الأيرلنديين الذين يعيشون في بوسطن نحو 35,000. في النصف الأخير من القرن التاسع عشر، شهدت المدينة أعداد متزايدة من المهاجرين الذين استقروا في المدينة من الأيرلنديين والألمان واللبنانيين والسوريين والكنديين الفرنسيين والروس واليهود البولنديين. بحلول نهاية القرن التاسع عشر، أصبحت الأحياء الأساسية في بوسطن معاقل للمهاجرين مختلفي الأعراق الذين أسفرت إقامتهم هناك عن حدوث تغيير ثقافي دائم. أصبح الإيطاليون أكبر سكان الطرف الشمالي، بينما هيمن الأيرلنديون على جنوب بوسطن وتشارلزتاون، واستقر اليهود الروس في الطرف الغربي. جلب الأيرلنديون والإيطاليون معهم الكاثوليكية الرومانية. حاليًا، يشكل الكاثوليك أكبر طائفة دينية في بوسطن، وكان للأيرلنديين دور بارز في سياسة بوسطن منذ أوائل القرن العشرين، ومن بين الشخصيات البارزة: عائلة كينيدي وتيب أونيل وجون فيتزجيرالد.

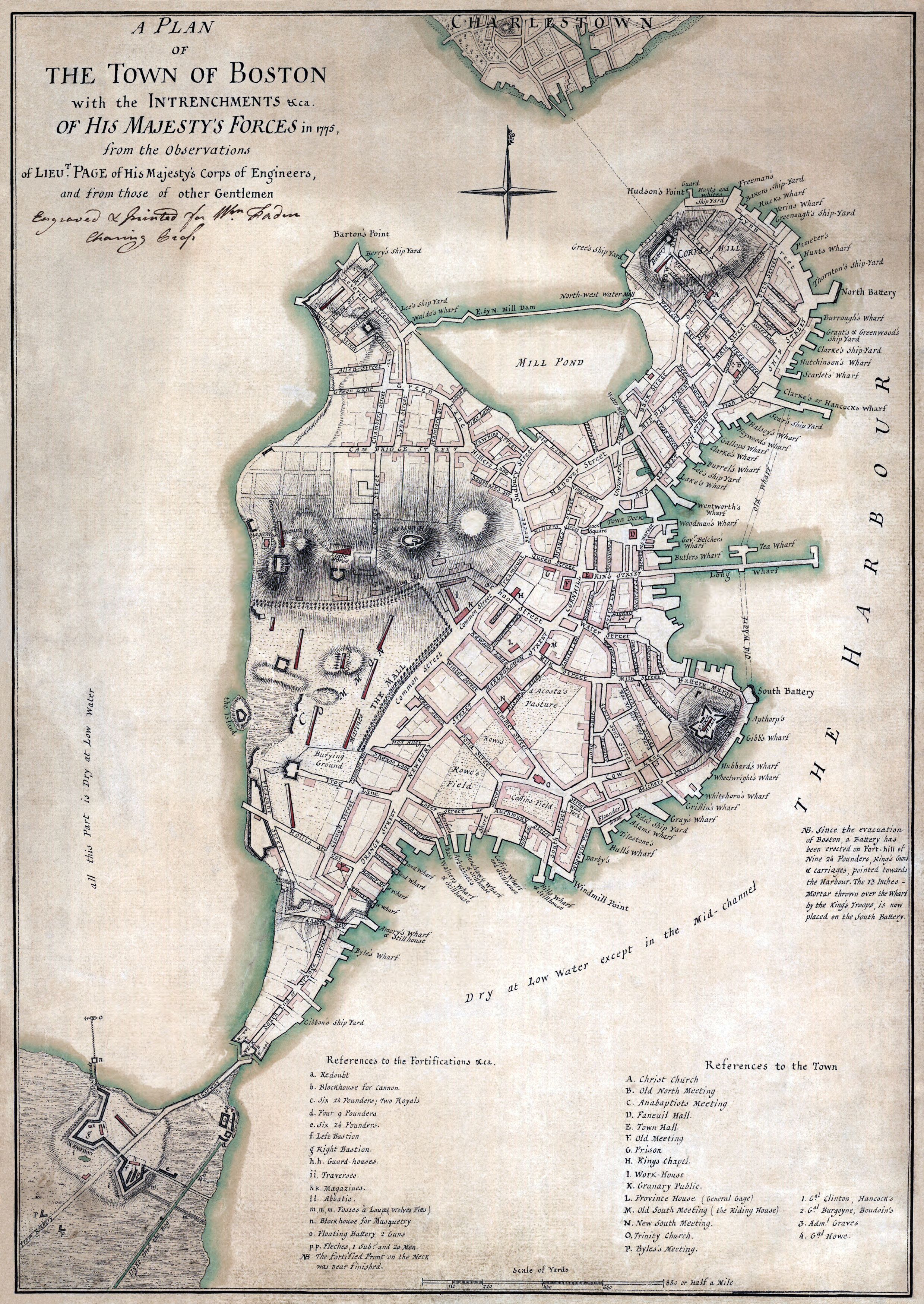
خريطة تظهر تقييم ميداني بريطاني لبوسطن في عام 1775.

بين عامي 1631 و1890، تضاعفت مساحة المدينة بمقدار ثلاث أضعاف من خلال استصلاح الأراضي عن طريق ملء المستنقعات والمسطحات الطينية والفجوات بين الأرصفة على طول الجبهة المائية. بُذِلت أكبر جهود الاستصلاح خلال القرن التاسع عشر، وابتداءً من عام 1807، استُخدمت قمة تلة بيكون لملء بركة مزرعة مساحتها 50 فدان (20 هكتار) أصبحت فيما بعد تُعرف بمنطقة ساحة هايماركت. يقع مجلس الدولة في الوقت الحاضر على هذه التلة المنخفضة. استحدثت مشاريع الاستصلاح في منتصف القرن أجزاء كبيرة من الطرف الجنوبي والغربي والمنطقة المالية والحي الصيني.
بعد حريق بوسطن العظيم في عام 1872، استخدم العمال ركام البناء ردمًا على طول الواجهة المائية في وسط المدينة. خلال منتصف القرن التاسع عشر إلى أواخره، ملأ العمال نحو 600 فدان (2.4 كم2) من مستنقعات نهر تشارلز الواقعة غرب بوسطن المشتركة بالحصى الذي جلبته السكك الحديدية من تلال مرتفعات نيدهام. ضمت المدينة العديد من البلدات المجاورة كجنوب بوسطن (1804) وشرق بوسطن (1836) وروكسبيري (1868) ودورشيستر (بما في ذلك ماتابان في الوقت الحاضر وجزء من جنوب بوسطن) (1870) وبرايتون (بما في ذلك ألستون في الوقت الحاضر) (1874) وغرب روكسبري (بما في ذلك جامايكا بلاين في الوقت الحاضر وروزلينديل) (1874) وتشارلزتاون (1874) وهايد بارك (1912). لم تنجح مقترحات أخرى لضم بروكلين وكامبريدج وتشيلسي.

### مطلع القرن العشرين

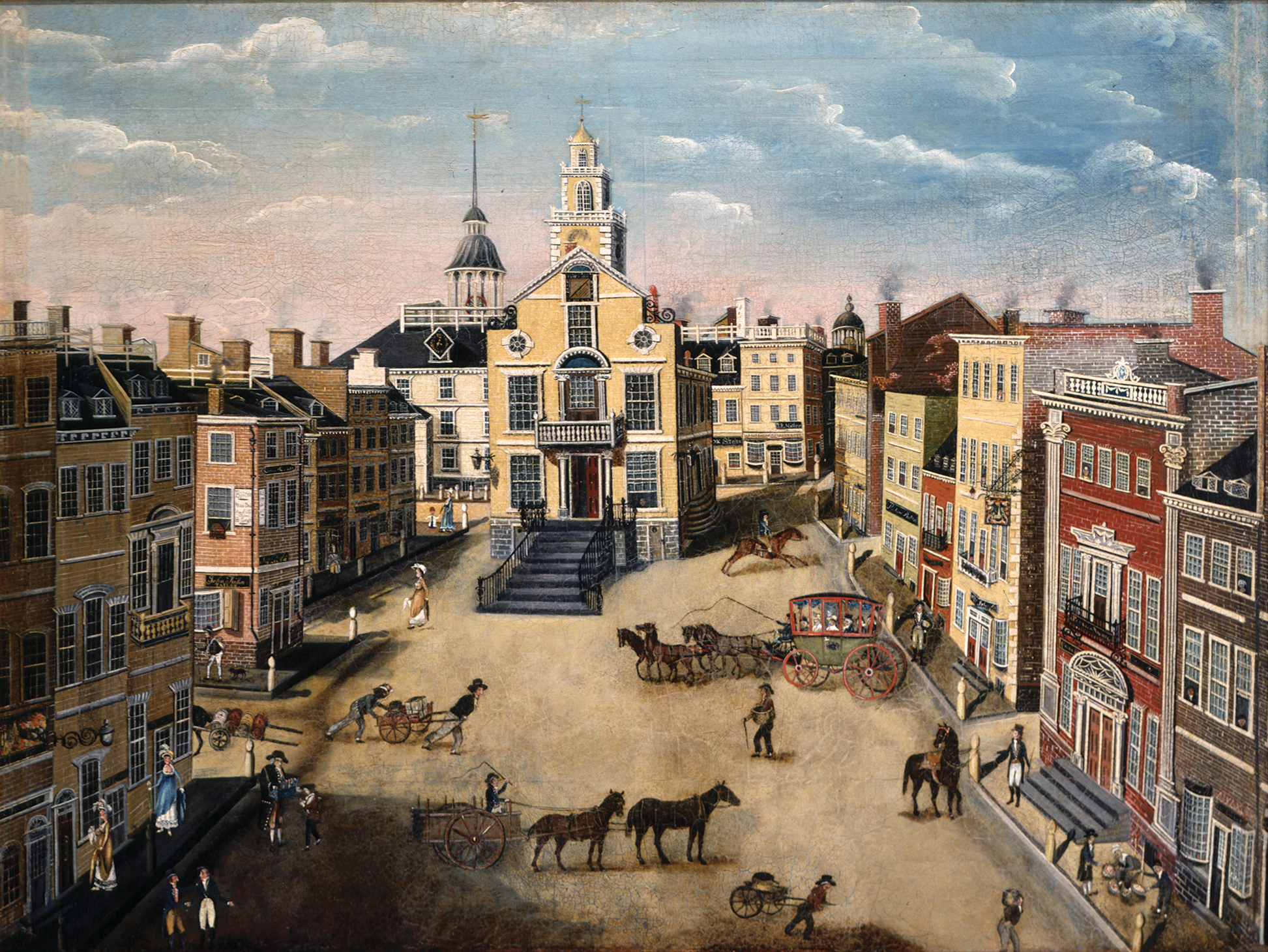
شارع الولاية، عام 1801.

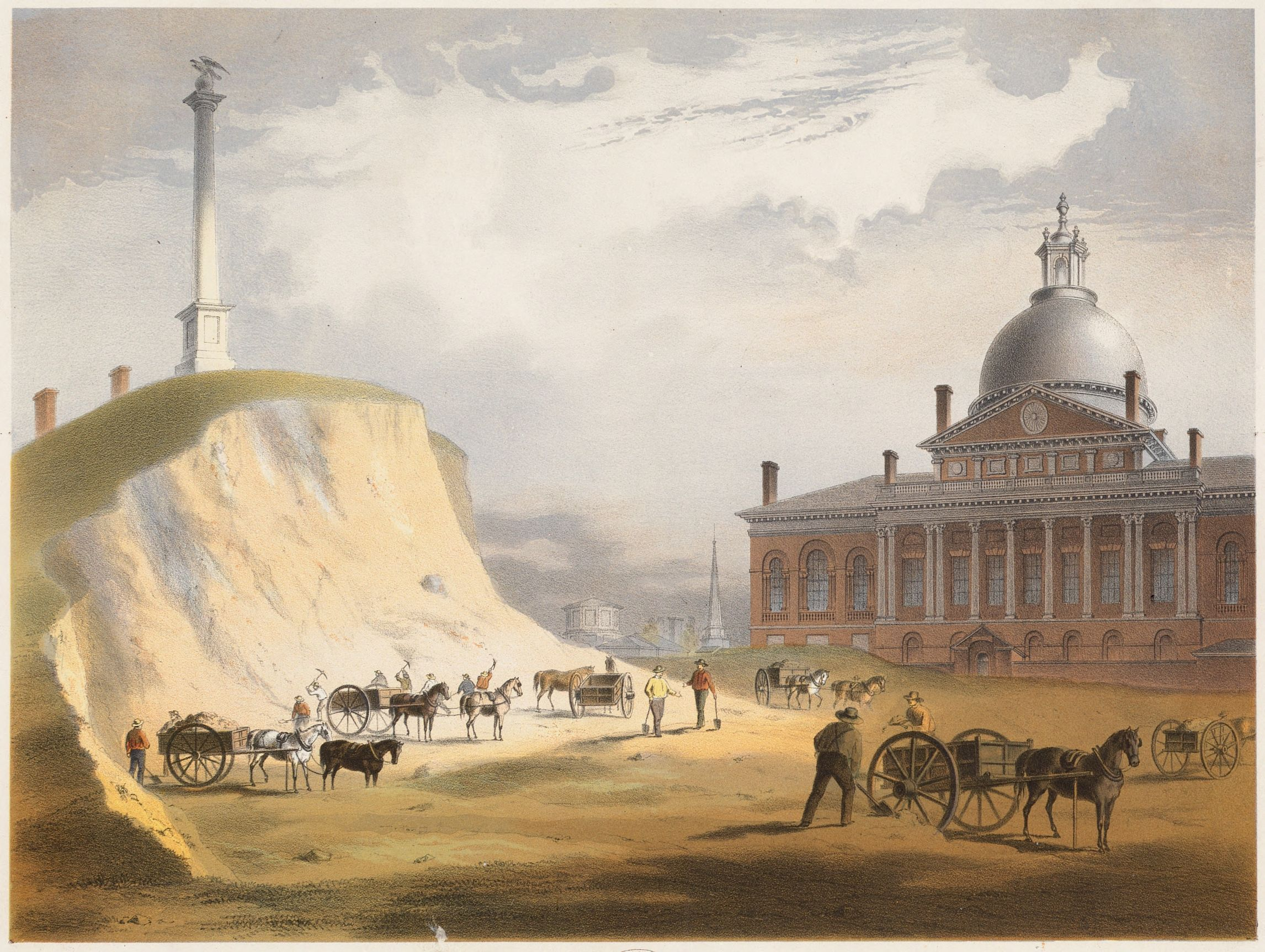
شق تلة بيكون في عام 1811، مشهد من الشمال مقابل مجلس ولاية ماساتشوستس.

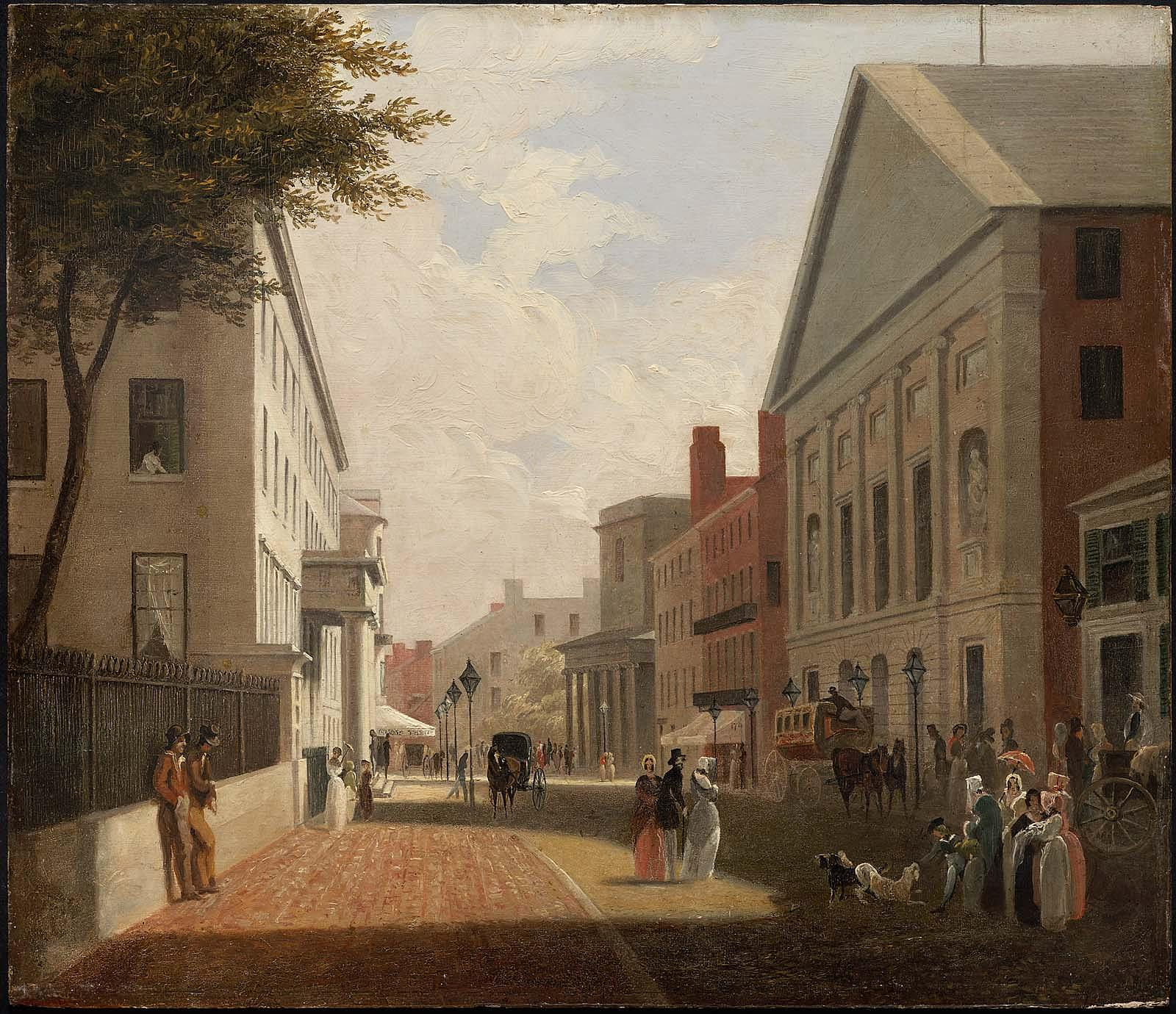
شارع تريمونت، 1843

افتُتح فينواي بارك، موطن فريق بوسطن ريد سوكس في عام 1912.
أُنشئت العديد من المباني ذات الأهمية المعمارية خلال الأعوام الأولى من القرن العشرين كقاعة البستنة ونادي التنس والمضرب ومتحف إيزابيلا ستيوارت غاردنر واستوديوهات فينواي وقاعة جوردان ودار أوبرا بوسطن. ذكر المؤلف روبرت ماكلوسكي جسر لونغفيلو، الذي بُني في عام 1906، في كتاب أفسح الطريق للبط الصغير واصفًا خصائص «عبوات الملح والفلفل».
مرت بوسطن بفترة تدهور من أوائل القرن العشرين إلى منتصفه، إذ أصبحت المصانع قديمة وعفا عليها الزمن وانتقلت الشركات من المنطقة لعمالة أرخص في أماكن أخرى. استجابت بوسطن ببدء مشاريع تجديد حضرية مختلفة، بإشراف هيئة إعادة التنمية في بوسطن التي أُنشئت في عام 1957. في عام 1958، بدأت هيئة إعادة التنمية مشروع تحسين حي ويست إيند التاريخي. قوبلت عمليات الهدم الموسعة بمعارضة شعبية قوية، وتشردت آلاف الأسر.
واصلت الهيئة تنفيذ مشاريع المنفعة العامة، بما في ذلك إخلاء منطقة ميدان سكولاي النابضة بالحياة لبناء مركز الحكومة على الطراز الحديث. في عام 1965، افتُتح مركز كولومبيا بوينت الصحي في حي دورشيستر، وهو أول مركز صحي مجتمعي في الولايات المتحدة. خدم المركز منطقة كولومبيا بوينت السكنية العامة الضخمة المجاورة له، المُنشأة في عام 1953. ما يزال المركز الصحي قيد التشغيل، وأُعيد تكريسه في عام 1990 باسم مركز غيغر غيبسون الصحي المجتمعي. أُعيد تطوير مجمع كولومبيا بوينت السكني وتنشيطه من عام 1984 إلى عام 1990 ليصبح إعمارًا سكنيًا متفاوت الإيرادات باسم شقق هاربور بوينت.
بحلول سبعينيات القرن العشرين، بدأ اقتصاد المدينة في الانتعاش بعد 30 عامًا من الانكماش الاقتصادي. شُيد عدد كبير من ناطحات السحاب في المنطقة المالية وفي خليج باك باي خلال هذه الفترة. استمر هذا الازدهار إلى منتصف ثمانينيات القرن العشرين واستؤنف بعد القليل من فترات الانقطاع. قادت بعض المستشفيات، كمستشفى ماساتشوستس العام ومركز بيث إسرائيل ديكوينس الطبي ومستشفى بريغهام والمرأة، الدولة في مجال الابتكار الطبي ورعاية المرضى. ساهمت المؤسسات التعليمية في جذب الطلاب إلى المنطقة، ككلية بوسطن المعمارية وكلية بوسطن وجامعة بوسطن ومدرسة طب هارفارد وكلية الطب بجامعة تافتس وجامعة نورث إيسترن وكلية ماساتشوستس للفن والتصميم ومعهد وينتورث للتكنولوجيا وكلية باركلي للموسيقى ومعهد بوسطن الموسيقي. مع ذلك، شهدت المدينة صراعًا بدأ في عام 1974 حول قضية إلغاء الفصل العنصري، ما أدى إلى اندلاع أعمال شغب وعنف حول المدارس العامة طوال منتصف سبعينيات القرن العشرين.

### القرن الواحد والعشرين

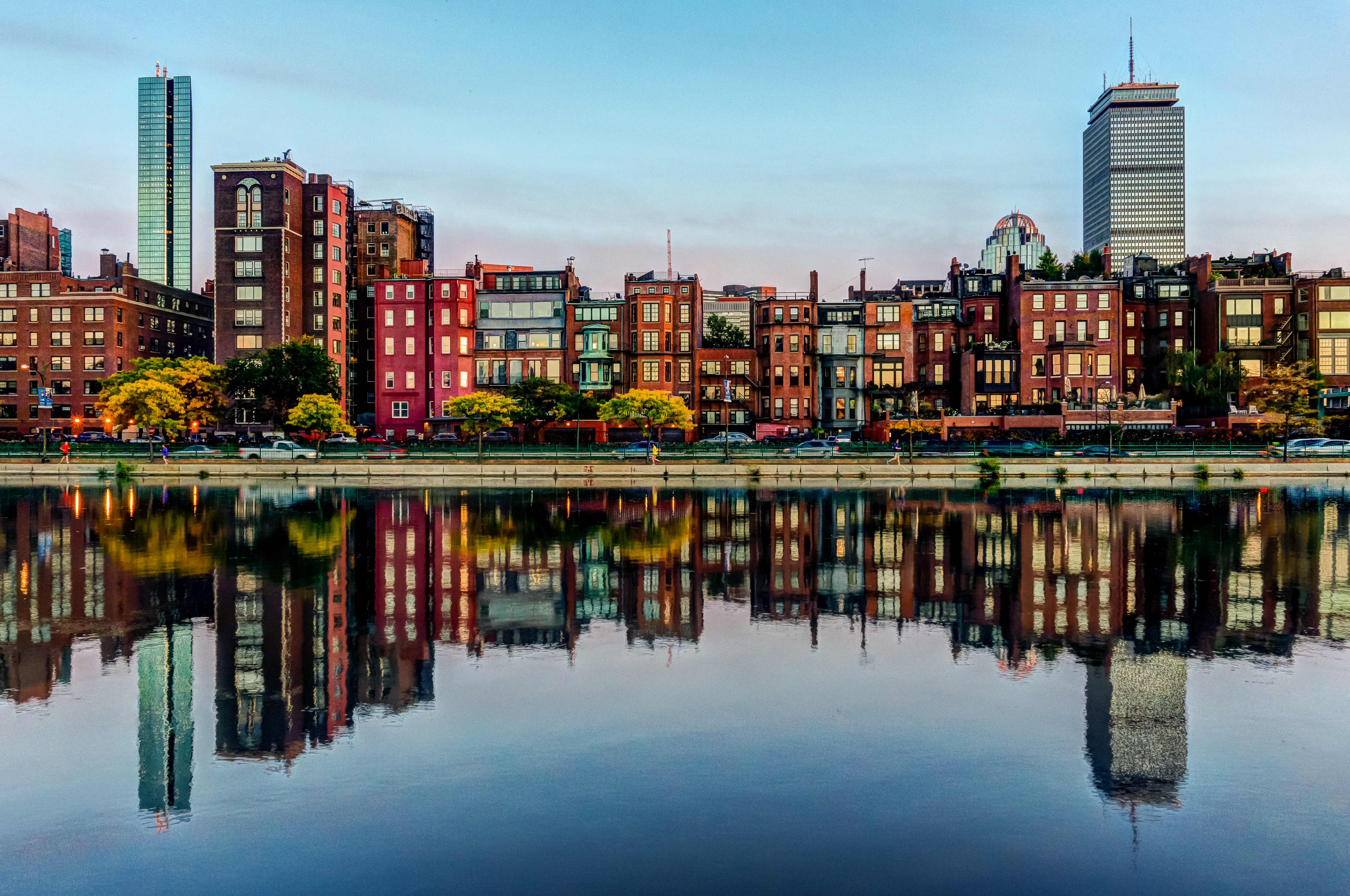
حي باك باي

تُعتبر بوسطن مركزًا فكريًا وتكنولوجيًا وسياسيًا ولكنها فقدت بعض المؤسسات الإقليمية الهامة، بما في ذلك خسارة عمليات اندماج مؤسسات مالية محلية وشراؤها مثل فليت بوسطن المالية، التي استحوذ عليها بنك أوف أمريكا القائم في شارلوت في عام 2004. اندمجت متاجر جوردن مارش وفيلينز القائمة في بوسطن ضمن سلسلة متاجر ميسي ومقرها مدينة نيويورك. في عام 1993، استحوذت صحيفة نيويورك تايمز على بوسطن غلوب، واستُرجعت في عام 2013 عندما أُعيد بيعها إلى رجل أعمال بوسطن جون دبليو هينري. في عام 2016، أُعلن عن نقل المقر الرئيسي لشركة جنرال إلكتريك من كونيتيكت إلى منطقة الميناء البحري في بوسطن، وانضمت بذلك إلى العديد من الشركات الأخرى في هذا الحي متسارع النمو.
شهدت بوسطن تنفيذ الاستطباق في النصف الأخير من القرن العشرين، مع ارتفاع حاد في أسعار المساكن منذ تسعينيات القرن العشرين. ارتفعت نفقات المعيشة، إذ تمتلك بوسطن واحدة من أعلى تكاليف المعيشة في الولايات المتحدة، وصُنفت في المرتبة 129 ضمن قائمة المدن الكبرى الأكثر تكلفة في العالم في دراسة استقصائية أُجريت في عام 2011 شملت 214 مدينة. على الرغم من القضايا المتعلقة بتكلفة المعيشة، تحتل بوسطن مرتبة عالية في تقدير المستوى المعيشي، إذ احتلت المرتبة 36 عالميًا في نوعية المعيشة في عام 2011 في دراسة استقصائية شملت 221 مدينة كبرى.
في 15 أبريل 2013، فجّر شقيقان إسلاميان شيشانيان زوجًا من القنابل بالقرب من خط النهاية في ماراثون بوسطن، ما أسفر عن مقتل ثلاثة أشخاص وإصابة نحو 264.
في عام 2016، تقدمت بوسطن بطلب رعاية الألعاب الأولمبية الصيفية لعام 2024 في الولايات المتحدة. حظي العرض بدعم رئيس البلدية ومجموعة من رواد الأعمال والجمعيات الخيرية المحلية، ولكنها انسحبت في نهاية المطاف بسبب المعارضة العامة. اختارت اللجنة الأولمبية الأمريكية لوس أنجلوس لتكون المرشحة الأمريكية وتمكنت لوس أنجلوس في نهاية المطاف من الحصول على الحق في استضافة الألعاب الأولمبية الصيفية لعام 2028.

## جغرافيًا

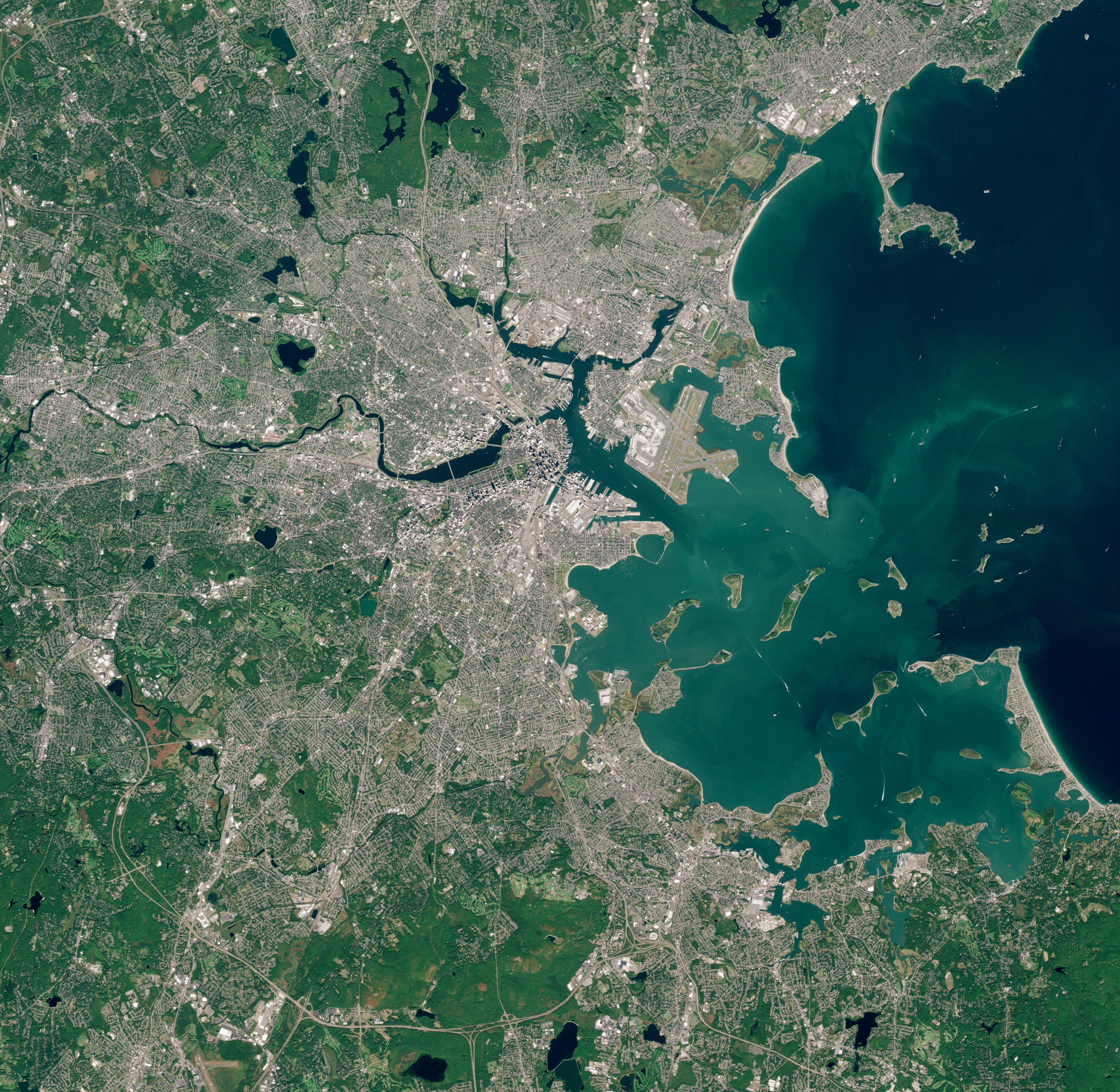
بوسطن كما تظهر من محطة الفضاء الدولية

خريطة تصويرية لبوسطن (1877)

تبلغ مساحة بوسطن 89.63 ميلًا مربعًا (232.1 كم2)، منها 48.4 ميلًا مربعًا (125.4 كم2) (54%) أراضي و 41.2 ميلًا مربعًا (106.7 كم2) (46%) مسطحات مائية. يبلغ ارتفاع المدينة، كما قيس من مطار لوجان الدولي، 19 قدمًا (5.8 متر) فوق مستوى سطح البحر. يبلغ ارتفاع أعلى نقطة في بوسطن، بلفيو هيل، 330 قدمًا (100 متر) فوق مستوى سطح البحر، وتقع أدنى نقطة على نفس ارتفاع مستوى سطح البحر. تقع بوسطن على ساحل المحيط الأطلسي، وهي عاصمة الولاية الوحيدة في الولايات الأمريكية المتجاورة على طول خط ساحلي محيطي.
تحيط منطقة «بوسطن الكبرى» ببوسطن التي تحدها مدن وبلدات متقاربة كوينثروب ورفير وتشيلسي وإيفرت وسومرفيل وكامبريدج ووتر تاون ونيوتن وبروكلين ونيدهام وديدام وكانتون وميلتون وكوينسي. يفصل نهر تشارلز بين أحياء بوسطن ألستون برايتون وفينواي كينمور وأحياء باك باي عن وترتاون ومعظم كامبريدج، ويفصل مركز بوسطن عن حي تشارلزتاون التابع لها. يقع ميناء بوسطن في الشرق، كذلك منطقة جزر ميناء بوسطن الوطنية للاستجمام (التي تضم جزءًا من أراضي المدينة، وتحديدًا جزر كالف وغالوبس وبروستر الكبرى وغرين وبروستر الصغرى وكالف الصغرى ولونغ ولوفيلز وبروستر الوسطى ونيكسس مايت وبروستر الخارجية ورينسفورد وشاغ روكس وسبيكتاكل وغريفز وتومبسون). يشكل نهر نيبونسيت الحدود بين أحياء بوسطن الجنوبية ومدينتي كوينسي وميلتون. يفصل نهر ميستك بين تشارلزتاون وتشيلسي وإيفرت، وتفصل تشيلسي كريك وميناء بوسطن بين شرق بوسطن ووسط المدينة والطرف الشمالي والميناء.

### الأحياء

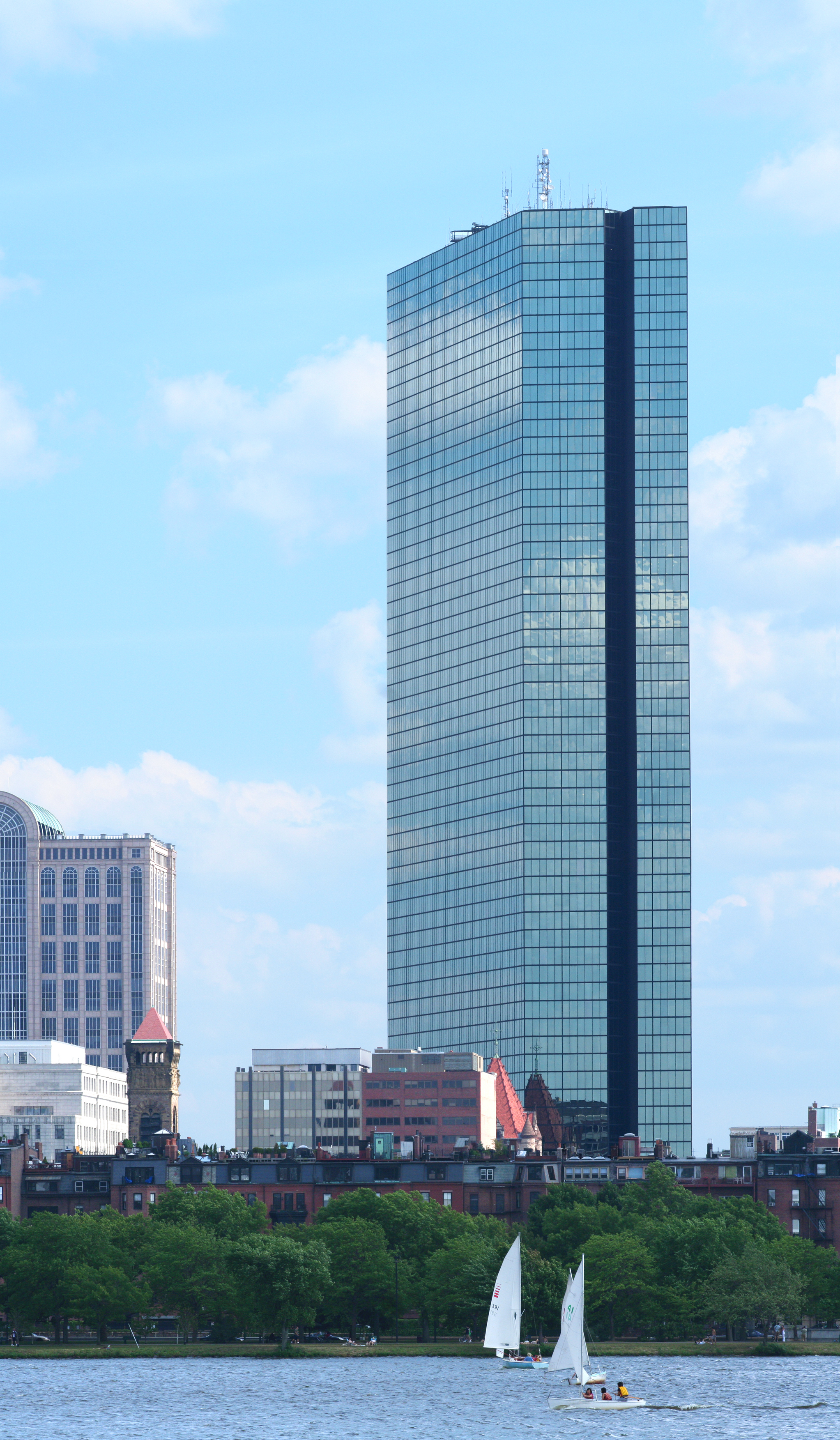
برج جون هانكون، أطول مبنى في بوسطن بارتفاع 790 قدم (240 متر).

تُعرف بوسطن أحيانًا بمدينة الأحياء بسبب كثرة تفرعاتها المتنوعة، وحدد مكتب خدمات الأحياء التابع لحكومة المدينة رسميًا عدد الأحياء فيها 23 حيًا. لم يكن هناك وجود لأكثر من ثلثي مساحة الأراضي الداخلية في بوسطن عند تأسيس المدينة. بالأحرى، أُنشئت من خلال ملء المناطق المحيطة تدريجيًا بالمد والجزر على مر القرون، إلى جانب الأراضي الناتجة عن تسوية تلال بوسطن الأصلية الثلاث أو خفضها (ترايماونتن، التي سُمي شارع تريمونت تيمنًا بها) والحصى المنقولة على متن قطار قادم من نيدهام لملء خليج باك باي.
يتألف معظم وسط المدينة ومحيطها من المباني العمرانية منخفضة الارتفاع (المبنية غالبًا على الطراز الفيدرالي والإحياء الإغريقي) التي تتخللها ناطحات سحاب حديثة، في المنطقة المالية ومركز الحكومة وجنوب بوسطن. يضم باك باي العديد من المعالم البارزة، كمكتبة بوسطن العامة ومركز العلوم المسيحية وميدان كوبلي وشارع نيوبري وأطول بنائين في نيو إنجلاند: برج جون هانكوك ومركز برودينشيال. يقع مبنى جون هانكوك القديم بالقرب من برج جون هانكوك ويحتوي على منارة مضيئة بارزة يتنبأ لونها بالطقس. تنتشر المناطق التجارية الأصغر بين صفوف المنازل العائلية المصنوعة من الخشب أو الطوب. تُعتبر مقاطعة الطرف الجنوبية التاريخية أكبر الأحياء المتبقية من العصر الفيكتوري في الولايات المتحدة الأمريكية. تأثرت جغرافية وسط بوسطن وجنوبها خصوصًا بمشروع الطريق/النفق المركزي (المعروف بشكل غير رسمي بـ«بيغ ديغ») الذي أزال الطريق المركزي المرتفع بشكل غير مباشر وضم مساحات خضراء جديدة ومناطق مكشوفة.

### المناخ

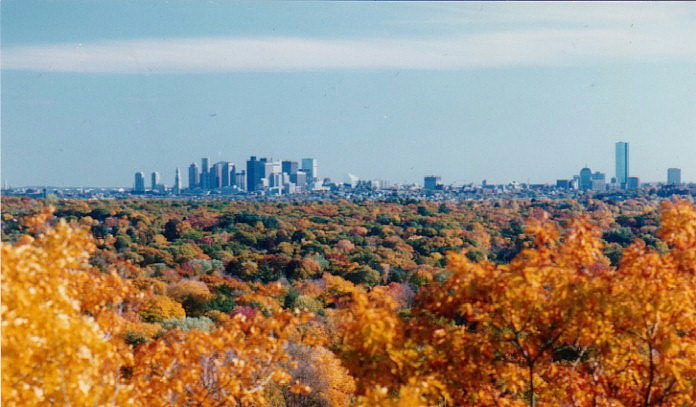
أفق بوسطن في الخلفية، وتساقط أوراق الأشجار في الخريف في المقدمة

وفقًا لتصنيف كوبن للمناخ، اعتمادًا على جهاز الآيزوثيرم المستخدم، تتمتع بوسطن إما بمناخ رطب شبه مداري تحت درجة حرارة -3 درجة مئوية (26.6 درجة فهرنهايت) أو مناخ رطب قاري تحت درجة حرارة 0 درجة مئوية. أفضل ما يمكن وصف المدينة به أنها تقع في منطقة انتقالية بين المناخين. غالبًا ما يكون الصيف حارًا ورطبًا، والشتاء باردًا وعاصفًا، مع ثلوج كثيفة من حين لآخر. عادة ما يكون الطقس في الربيع والخريف باردًا إلى معتدل، مع ظروف متفاوتة تعتمد على اتجاه الرياح وتحديد مسار التيارات المتدفقة. تقلل اتجاهات الرياح السائدة التي تهب على البحر من تأثير المحيط الأطلسي. مع ذلك، غالبًا ما تشهد المناطق الشتوية القريبة من الساحل المباشر أمطارًا أكثر من الثلوج مع سحب من الهواء الدافئ قبالة المحيط الأطلسي أحيانًا. تقع المدينة على الخط الانتقالي بين منطقتي الصلابة النباتية 6ب التابعة لوزارة الزراعة الأمريكية (تشكل معظم المدينة) و7أ (وسط المدينة وجنوب بوسطن وحي بوسطن الشرقي).
الشهر الأكثر سخونة هو يوليو، إذ يبلغ متوسط درجات الحرارة 73.4 درجة فهرنهايت (23.0 درجة مئوية). أما الشهر الأكثر برودة فهو يناير، مع متوسط درجات حرارة 29.0 درجة فهرنهايت (1.7 درجة مئوية). نادرًا ما تتجاوز درجات الحرارة 90 درجة فهرنهايت (32 درجة مئوية) في الصيف أو تصبح دون التجمد في الشتاء، إذ تحدث لمدة تتراوح بين 13 و25 يومًا في السنة على التوالي. قيست آخر درجة حرارة دون 0 درجة فهرنهايت (-18 درجة مئوية) في 7 يناير 2018، عندما انخفضت درجة الحرارة إلى -2 درجة فهرنهايت (-19 درجة مئوية). بالإضافة إلى ذلك، قد تفصل عقود بين الفترات التي تتجاوز درجات الحرارة فيها 100 فهرنهايت (38 درجة مئوية)، حدث ذلك في 22 يوليو 2011، عندما كانت درجة الحرارة 103 درجة فهرنهايت (39 درجة مئوية). يتراوح متوسط نافذة درجات حرارة التجمد بين 9 نوفمبر و5 أبريل. تتفاوت السجلات الرسمية لدرجات الحرارة بين 18 درجة فهرنهايت (-28 درجة مئوية) في 9 فبراير 1934 وحتى 104 درجة فهرنهايت (40 درجة مئوية) في 4 يوليو 1911. بلغ الحد الأقصى اليومي لدرجات الحرارة الباردة المُسجلة 2 درجة فهرنهايت (-17 درجة مئوية) في 30 ديسمبر 1917، وبالمقابل، بلغ الحد الأدنى اليومي لدرجات الحرارة الدافئة 83 درجة فهرنهايت (28 درجة مئوية) في 2 أغسطس 1975 و21 يوليو 2019.
يساهم موقع بوسطن الساحلي على شمال المحيط الأطلسي في اعتدال درجة حرارتها ولكنه يجعل المدينة عرضة لأنظمة طقس من نوع نوريستر التي قد تؤدي إلى هطول الكثير من الثلج والمطر. يبلغ متوسط هطول الأمطار في المدينة 43.8 بوصة (1,110 ملم) سنويًا، مع 43.8 بوصة (111 سم) من هطول الثلوج في الموسم الواحد. تتراوح معظم فترات تساقط الثلوج بين منتصف نوفمبر وأوائل أبريل، ونادرًا ما تتساقط الثلوج بين مايو وأكتوبر. يتباين سقوط الثلوج من عام إلى آخر، فمثلًا، لم يشهد الشتاء بين عامي 2011 و2012 سوى 9.3 بوصة (23.6 سم) من تراكم الثلوج، بينما بلغ تراكمها في الشتاء السابق 81.0 بوصة (2.06 متر).
الضباب شائع إلى حد ما، ولا سيما في الربيع وأوائل الصيف. غالبًا ما يهب نسيم البحر على المدينة نظرًا لموقعها على طول شمال المحيط الأطلسي، ويحدث ذلك خصوصًا في أواخر الربيع، حيث ما تزال درجات حرارة المياه باردة نوعًا ما وتكون درجات الحرارة في الساحل أكثر برودة بمقدار 20 درجة فهرنهايت (11 درجة مئوية) مقارنة ببضعة أميال داخل المدينة، ينخفض هذا الفرق أحيانًا قرابة منتصف النهار. تحدث العواصف الرعدية في الفترة بين مايو وسبتمبر، وتكون أحيانًا شديدة مصحوبة بهطول شديد ورياح مدمرة وأمطار غزيرة. شهدت بوسطن العديد من تحذيرات الأعاصير، على الرغم من عدم تعرض وسط المدينة لإعصار عنيف من قبل. تكون العواصف المدمرة أكثر شيوعًا في المناطق الشمالية والغربية والشمالية الغربية من المدينة. تمتلك بوسطن مناخ مشمس نسبيًا لمدينة ساحلية على خط عرضها، بمتوسط اشعاع شمسي يتجاوز 2,600 ساعة سنويًا.

## الخصائص السكانية
في عام 2019، قُدر عدد المقيمين في بوسطن بـ 692,600 نسمة يعيشون في 266,724 أسرة –أي بزيادة سكانية بنسبة 9% مقارنة بعام 2010. المدينة هي ثالث أكثر المدن الكبيرة كثافة سكانية في الولايات المتحدة بعدد سكان يتجاوز نصف مليون نسمة، وعاصمة الولاية الأكثر كثافة سكانية. قد يتواجد نحو 1.2 مليون شخص داخل حدود بوسطن خلال ساعات العمل، وقد يصل العدد إلى 2 مليون شخص خلال المناسبات الخاصة. يُعزى هذا التذبذب في عدد السكان إلى مئات الآلاف من سكان الضواحي الذين يسافرون إلى المدينة للعمل والتعليم والرعاية الصحية والمناسبات الخاصة.
يتوزع السكان في المدينة وفق الفئة العمرية كالتالي: 21.9 % دون سن التاسعة عشرة و14.3% بين 20 و24 عامًا و33.2% بين 25 و44 عامًا و20.4% بين 45 و64 عامًا و10.1% ممن تزيد أعمارهم عن 65 عامًا. يبلغ متوسط عمر سكان المدينة 30.8 سنة. كل 100 أنثى يقابلها 92 ذكرًا. ويقابل كل 100 أنثى تتجاوز أعمارهن 18 عامًا 89.9 ذكرًا. يوجد 252,699 أسرة معيشية في بوسطن، تحتوي نسبة 20.4% أطفالًا دون سن 18 و25.5% أزواجًا يعيشون معًا و16.3% ربات منازل دون وجود أزواج و54.0% أفراد لا ينتمون لأسر. شكل الأفراد ما نسبته 37.1% من جميع الأسر، بينما بلغت نسبة الأفراد الذين يعيشون بمفردهم وتتجاوز أعمارهم 65 عامًا 9.0%. بلغ متوسط حجم الأسرة المعيشية 2.26، ومتوسط حجم العائلة 3.08. تمتلك بوسطن أكثر عدد من السكان الذين ينتمون لمجتمع الميم في الولايات المتحدة.
بلغ متوسط دخل الأسرة المعيشية في بوسطن 51,739 دولارًا، بينما بلغ متوسط دخل العائلة 61,035 دولارًا. كان متوسط دخل العمال الذكور المتفرغين بدوام كامل على مدار السنة 52, 544 دولارًا مقابل 46,540 دولارًا للعاملات المتفرغات على مدار السنة. بلغ دخل الفرد في المدينة 33,158 دولارًا. هناك نسبة 21.4% من السكان و16.0% من الأسر تحت خط الفقر. بلغت نسبة الذين يعيشون تحت خط الفقر من إجمالي عدد السكان 28.8% ممن تقل أعمارهم عن 18 عامًا ونسبة 20.4% ممن تتجاوز أعمارهم 65 عامًا. لدى بوسطن فجوة كبيرة في الثروة العرقية، إذ يبلغ متوسط ثروة سكان بوسطن البيض 247,500 دولار مقابل 8 دولارات متوسط ثروة المقيمين السود غير المهاجرين و0 دولارات للمهاجرين الدومينيكيين.
في عام 1950، شكل البيض 94.7% من سكان بوسطن. انخفضت نسبة البيض غير اللاتينيين في المدينة بين خمسينيات القرن العشرين ونهايته. في عام 2000، شكل البيض غير اللاتينيين 49.5% من سكان المدينة، ما جعل المدينة تحتوي على أغلبية من الأقليات لأول مرة. مع ذلك، في القرن الواحد والعشرين، شهدت المدينة عملية استطباق كبيرة، إذ انتقل البيض الأغنياء إلى مناطق لم يقطنها البيض سابقًا. في عام 2006، أشارت تقديرات مكتب تعداد الولايات المتحدة أنه منذ عام 2010، شكل البيض غير اللاتينيين أغلبية طفيفة مجددًا، ويُعزى ذلك جزئيًا إلى انهيار المساكن، فضلًا عن زيادة الجهود لإتاحة المزيد من المساكن بأسعار معقولة، انعكس ذلك على ازدياد اعداد السكان غير البيض. قد يرتبط ذلك أيضًا بزيادة عدد سكان أمريكا اللاتينية وآسيا وزيادة شفافية إحصاءات تعداد الولايات المتحدة، والتي تشير إلى أن نسبة عدد السكان البيض غير اللاتينيين تبلغ 47% (تفيد بعض التقارير باختلافات طفيفة).
يشكل السكان المنحدرون من أصل أيرلندي أكبر مجموعة عرقية منفردة في المدينة، بنسبة 15.8% من السكان، يليهم الإيطاليون بنسبة 8.3% من السكان. يُعتبر شعب الهند الغربية والكاريبي من المجموعات العرقية الكبيرة الموجودة في المدينة أيضًا ويشكلون نسبة 6.0% من السكان.
تزايدت أعداد المجموعات العرقية في بوسطن الكبرى، فوفقًا لتقديرات عام 2018، تجاوز عدد الدومنيكيين 170,000 نسمة والبورتوريكيين 145,000 نسمة والسلفادوريين 45,000 نسمة والغواتيماليين 40,000 نسمة والكولومبيين 35,000 نسمة. تضم شرق بوسطن مجموعة متنوعة من السكان من أصل إسباني لاتيني من الكولومبيين والسلفادوريين والدومينيكيين والغواتيماليين والمكسيكيين والبورتوريكيين، وحتى الناطقين بالبرتغالية من البرتغال والبرازيل. يتألف السكان اللاتينيون في أحياء جنوب غرب بوسطن من الدومينيكيين والبورتوريكيين، وعادة ما يتشاركون الأحياء في هذا القسم مع الأمريكيين الأفارقة والسود المنحدرين من مناطق الكاريبي وأفريقيا ولا سيما شعب الرأس الأخضر وهايتي. شهدت أحياء مثل جامايكا بلاين وروزلينديل زيادة أعداد الأمريكيين الدومينيكيين. تتواجد مجتمعات كبيرة ناطقة بالبرتغالية من البرتغاليين والبرازيليين وشعب الرأس الأخضر في مناطق كشرق بوسطن وروكسبيري وجامايكا بلاين، وعادة ما يتشاركون الأحياء مع الإسبان والسود والبيض.
اتخذ أكثر من 27,000 صيني أمريكي من بوسطن موطنًا لهم في عام 2003.
| العرق/ الإثنية           | 2017   | 2010   | 1990   | 1970   | 1940   |
| البيض غير اللاتينيين     | %43.90 | %47.00 | %59.00 | %0.795 | %96.60 |
| السود                    | %23.10 | %24.40 | %23.80 | %16.30 | %3.10  |
| اللاتينيين (من أي عرق)   | %20.40 | %17.50 | %10.80 | %0.028 | %0.10  |
| الآسيويون                | %9.70  | %8.90  | %5.30  | %1.30  | %0.20  |
| مجموعتين عرقيتين أو أكثر | %3.10  | %3.90  | –      | –      | –      |
| الأمريكيين الأصليين      | %0.80  | %0.40  | %0.30  | %0.20  | –      |

## السلالات
وفقًا لتقديرات احصاء المجتمع الأمريكي لخمسة أعوام خلال الفترة 2012-2016، فإن أكبر مجموعات السلالات في بوسطن، ماساتشوستس هي:
| السلالة                     | النسبة من سكان بوسطن | النسبة من سكان ماساتشوستس | النسبة من سكان الولايات المتحدة | نسبة التفاوت بين المدينة والولاية | نسبة التفاوت بين المدينة والولايات المتحدة |
| أيرلندية                    | %14.06               | %21.16                    | %10.39                          | %7.10-                            | %3.67                                      |
| إيطالية                     | %8.13                | %13.19                    | %5.39                           | %5.05-                            | %2.74                                      |
| غرب هندية أخرى              | %6.92                | %1.96                     | %0.90                           | %4.97                             | %6.02                                      |
| دومينيكية                   | %5.45                | %2.60                     | %0.68                           | %2.65                             | %4.57                                      |
| بورتوريكية                  | %5.27                | %4.52                     | %1.66                           | %0.75                             | %3.61                                      |
| صينية                       | %4.57                | %2.28                     | %1.24                           | %2.29                             | %3.33                                      |
| ألمانية                     | %4.57                | %6.00                     | %14.40                          | %1.43-                            | %9.83-                                     |
| إنجليزية                    | %4.54                | %9.77                     | %7.67                           | %5.23-                            | %3.13-                                     |
| أمريكية                     | %4.13                | %4.26                     | %6.89                           | %0.13-                            | %2.76-                                     |
| أفريقية جنوب الصحراء الكبرى | %4.09                | %2.00                     | %1.01                           | %2.09                             | %3.08                                      |
| هايتية                      | %3.58                | %1.15                     | 0.31                            | %2.43                             | %3.27                                      |
| بولندية                     | %2.48                | %4.67                     | %2.93                           | %2.19-                            | %0.45-                                     |
| الرأس الأخضر                | %2.21                | %0.97                     | %0.03                           | %1.24                             | %2.18                                      |
| فرنسية                      | %1.93                | %6.82                     | %2.56                           | %4.89-                            | %0.63-                                     |
| فيتنامية                    | %1.76                | %0.69                     | %0.54                           | %1.07                             | %1.22                                      |
| جامايكية                    | %1.70                | %0.44                     | %0.34                           | %1.26                             | %1.36                                      |
| روسية                       | %1.62                | %1.65                     | %0.88                           | %0.03-                            | %0.74                                      |
| هندية آسيوية                | %1.31                | %1.39                     | %1.09                           | %0.08-                            | %0.22                                      |
| اسكتلندية                   | %1.30                | %2.28                     | %1.71                           | %0.98-                            | %0.41-                                     |
| كندية فرنسية                | %1.19                | %3.91                     | %0.65                           | %2.71-                            | %0.54                                      |
| مكسيكية                     | %1.12                | %0.67                     | %11.96                          | %0.45                             | %10.84-                                    |
| عربية                       | %1.10                | %1.10                     | %0.59                           | %0.00                             | %0.50                                      |

### التقسيم الديمغرافي وفق الرمز البريدي

#### الدخل
البيانات التالية مستمدة من تقديرات احصاء المجتمع الأمريكي لخمسة أعوام خلال الفترة 2008-2012:
| الترتيب | الرمز البريدي                                                       | الناتج القومي للفرد بالدولار | متوسط دخل الأسر المعيشية بالدولار | متوسط دخل العائلة بالدولار | عدد السكان  | عدد الأسر المعيشية |
| 1       | (المقاطعة المالية) 02110                                            | $152,007                     | $123,795                          | $196,518                   | 1,486       | 981                |
| 2       | (مركز برودينشيال) 02199                                             | $151,060                     | $107,159                          | $146,786                   | 1,290       | 823                |
| 3       | (فورت بوينت) 02210                                                  | $93,078                      | $111,061                          | $223,411                   | 1,905       | 1,088              |
| 4       | (الطرف الشمالي) 02109                                               | $88,921                      | $128,022                          | $162,045                   | 4,277       | 2,190              |
| 5       | (باك باي/ قرية باي) 02116                                           | $81,458                      | $87,630                           | $134,875                   | 21,318      | 10,938             |
| 6       | (بيكون هيل/ المقاطعة المالية) 02108                                 | $78,569                      | $95,753                           | $153,618                   | 4,155       | 2,337              |
| 7       | (بيكون هيل/ الطرف الغربي) 02114                                     | $65,865                      | $79,734                           | $169,107                   | 11,933      | 6,752              |
| 8       | 02111 (المدينة الصينية/ المقاطعة المالية/ مقاطعة ليذر)              | $56,716                      | $44,758                           | $88,333                    | 7,616       | 3,390              |
| 9       | (تشارلز تاون) 02129                                                 | $56,267                      | $89,105                           | $98,445                    | 17,052      | 8,083              |
| 10      | (تشيستنات هيل) 02467                                                | $53,382                      | $113,952                          | $148,396                   | 22,796      | 6,351              |
| 11      | (الطرف الشمالي) 02113                                               | $52,905                      | $64,413                           | $112,589                   | 7,276       | 4,329              |
| 12      | (غرب روكسبيري) 02132                                                | $44,306                      | $82,421                           | $110,219                   | 27,163      | 11,013             |
| 13      | (الطرف الجنوبي) 02118                                               | $43,887                      | $50,000                           | $49,090                    | 26,779      | 12,512             |
| 14      | (جامايكا بلاين) 02130                                               | $42,916                      | $74,198                           | $95,426                    | 36,866      | 15,306             |
| 15      | (جنوب بوسطن) 02127                                                  | $42,854                      | $67,012                           | $68,110                    | 32,547      | 14,994             |
|         | ماساتشوستس                                                          | $35,485                      | $66,658                           | $84,380                    | 6,560,595   | 2,525,694          |
|         | بوسطن                                                               | $33,589                      | $53,136                           | $63,230                    | 619,662     | 248,704            |
|         | مقاطعة سفلك                                                         | $32,429                      | $52,700                           | $61,796                    | 724,502     | 287,442            |
| 16      | (برايتون) 02135                                                     | $31,773                      | $50,291                           | $62,602                    | 38,839      | 18,336             |
| 17      | (روزلينديل) 02131                                                   | $29,486                      | $61,099                           | $70,598                    | 30,370      | 11,282             |
|         | الولايات المتحدة                                                    | $28,051                      | $53,046                           | $64,585                    | 309,138,711 | 115,226,802        |
| 18      | (هايد بارك) 02136                                                   | $28,009                      | $57,080                           | $74,734                    | 29,219      | 10,650             |
| 19      | (ألستون) 02134                                                      | $25,319                      | $37,638                           | $49,355                    | 20,478      | 8,916              |
| 20      | (شرق بوسطن) 02128                                                   | $23,450                      | $49,549                           | $49,470                    | 41,680      | 14,965             |
| 21      | (دورشيستر- فيلدز كورنر) 02122                                       | $23,432                      | $51,798                           | $50,246                    | 25,437      | 8,216              |
| 22      | 02124 (دورشيستر- ميدان كودمان- اشمونت)                              | $23,115                      | $48,329                           | $55,031                    | 49,867      | 17,275             |
| 23      | 02125 (دورشيستر- أبهامز كورنر- سافين هيل)                           | $22,158                      | $42,298                           | $44,397                    | 31,996      | 11,481             |
| 24      | 02163 (ألستون- كلية أعمال هارفارد)                                  | $21,915                      | $43,889                           | $91,190                    | 1,842       | 562                |
| 25      | 02115 (باك باي، لونغ وود، متحف الفنون الجميلة/منطقة قاعة السمفونية) | $21,654                      | $23,677                           | $50,303                    | 29,178      | 9,958              |

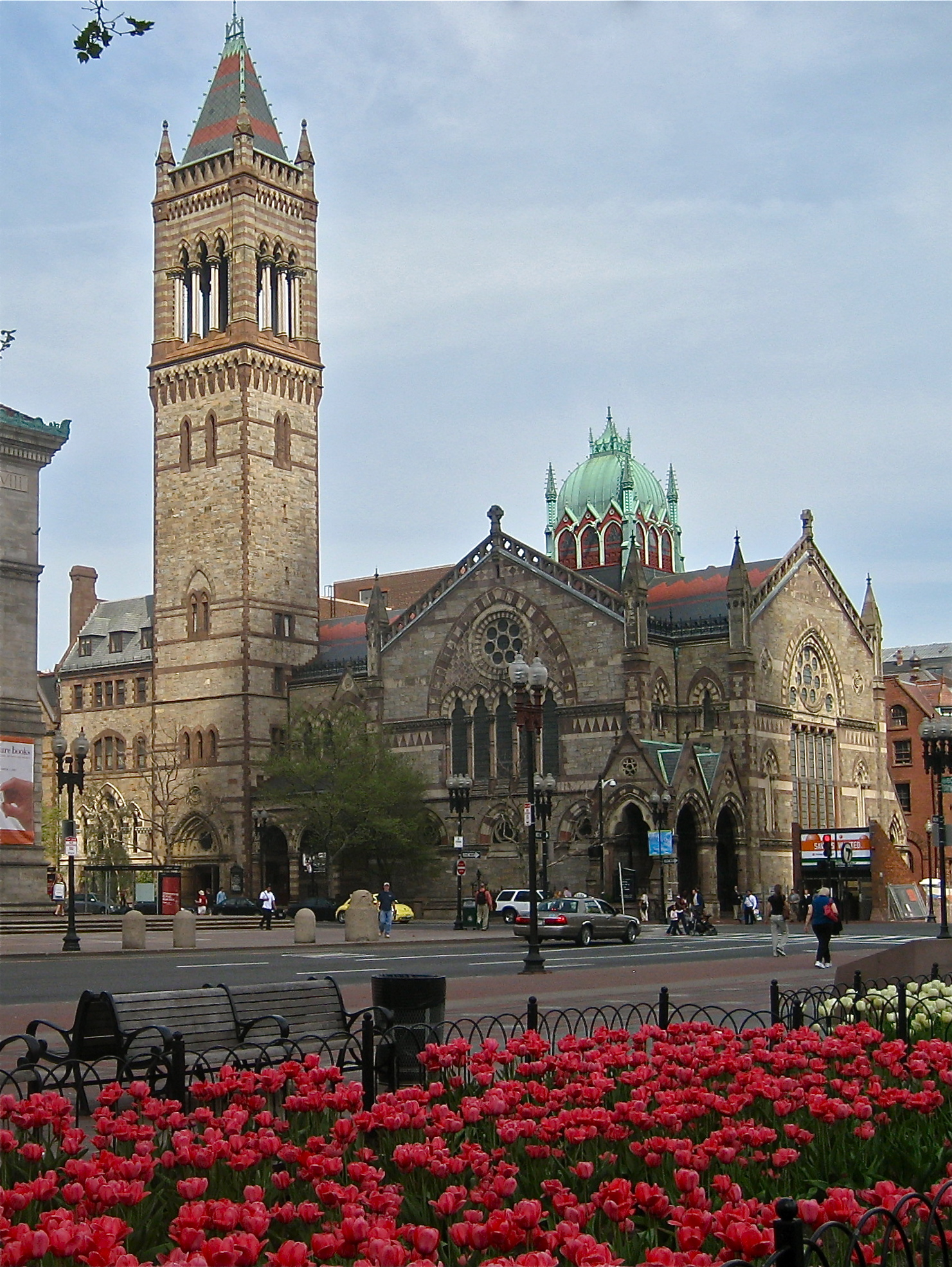
الكنيسة الجنوبية القديمة، كنيسة المسيح المتحدة التي نظمت للمرة الأولى في عام 1669

| 26      | (ماتبان) 02126                                                      | $20,649                      | $43,532                           | $52,774                    | 27,335      | 9,510              |
| 27      | (فينواي- كينمور) 02215                                              | $19,082                      | $30,823                           | $72,583                    | 23,719      | 7,995              |
| 28      | (روكسبيري) 02119                                                    | $18,998                      | $27,051                           | $35,311                    | 24,237      | 9,769              |
| 29      | (دورشيستر- جبل بودوين) 02121                                        | $18,226                      | $30,419                           | $35,439                    | 26,801      | 9,739              |
| 30      | (ميشن هيل) 02120                                                    | $17,390                      | $32,367                           | $29,583                    | 13,217      | 4,509              |

### الديانة
وفقًا لدراسة أجراها مركز بيو للأبحاث في عام 2014، يعتنق 57% من سكان المدينة الديانة المسيحية، يتردد 25% منهم على مجموعة متنوعة من الكنائس البروتستانتية ويعتنق 29% منهم المعتقدات الرومانية الكاثوليكية لا ينتمي 33% من السكان لأي طائفة دينية، بينما يتبع 10% من باقي السكان اليهودية والبوذية والإسلام والهندوسية والبهائية وغيرها من المعتقدات.
اعتبارًا من عام 2010، امتلكت الكنيسة الكاثوليكية أكبر عدد من أتباع الديانة في منطقة بوسطن الكبرى، إذ تجاوز عدد أفرادها المليونين وعدد كنائسها 339 كنيسة، تليها الكنيسة الأسقفية مع 58,000 معتنق في 160 كنيسة. ضمت كنيسة المسيح المتحدة تضم 55,000 فرد و213 كنيسة.
يقدر عدد السكان اليهود في المدينة بنحو 248,000 يهودي داخل منطقة مترو بوسطن. تقيم أكثر من نصف الأسر اليهودية في منطقة بوسطن الكبرى في المدينة نفسها أو بروكلاين أو نيوتن أو كامبريدج أو سومرفيل أو المدن المجاورة.

## الاقتصاد
| أفضل شركات التداول العام في بوسطن لعام 2018(مصنفة وفق الإيرادات) مع تصنيفات المدينة والولايات المتحدة المصدر: Fortune 500 |  |                                    |                                    |                                    |                                    |                                    |
| الترتيب |  | الشركة                             |                                    | الترتيب في الولايات المتحدة        |                                    | الإيرادات(بالملايين)               |
| 1 |  | جنرال إلكتريك                      |                                    | 18                                 |                                    | $122,274                           |
| 2 |  | ليبرتي ميوتشوال                    |                                    | 68                                 |                                    | $42,687                            |
| 3 |  | ستيت ستريت                         |                                    | 259                                |                                    | $11,774                            |
| 4 |  | أمريكان تاور                       |                                    | 419                                |                                    | $6,663.9                           |
| أفضل أصحاب الأعمال في المدينةالمصدر:                                                                                      |  |                                    |                                    |                                    |                                    |                                    |
| الترتيب |  | الشركة/المؤسسة                     | الشركة/المؤسسة                     | الشركة/المؤسسة                     | الشركة/المؤسسة                     | الشركة/المؤسسة                     |
| 1 |  | مستشفى بريغهام والمرأة             | مستشفى بريغهام والمرأة             | مستشفى بريغهام والمرأة             | مستشفى بريغهام والمرأة             | مستشفى بريغهام والمرأة             |
| 2 |  | مستشفى ماساتشوستس العام            | مستشفى ماساتشوستس العام            | مستشفى ماساتشوستس العام            | مستشفى ماساتشوستس العام            | مستشفى ماساتشوستس العام            |
| 3 |  | مركز بيث إسرائيل ديكونيس الطبي     | مركز بيث إسرائيل ديكونيس الطبي     | مركز بيث إسرائيل ديكونيس الطبي     | مركز بيث إسرائيل ديكونيس الطبي     | مركز بيث إسرائيل ديكونيس الطبي     |
| 4 |  | مستشفى بوسطن للأطفال               | مستشفى بوسطن للأطفال               | مستشفى بوسطن للأطفال               | مستشفى بوسطن للأطفال               | مستشفى بوسطن للأطفال               |
| 5 |  | مركز بوسطن الطبي                   | مركز بوسطن الطبي                   | مركز بوسطن الطبي                   | مركز بوسطن الطبي                   | مركز بوسطن الطبي                   |
| 6 |  | كلية طب جامعة بوسطن                | كلية طب جامعة بوسطن                | كلية طب جامعة بوسطن                | كلية طب جامعة بوسطن                | كلية طب جامعة بوسطن                |
| 7 |  | جامعة بوسطن                        | جامعة بوسطن                        | جامعة بوسطن                        | جامعة بوسطن                        | جامعة بوسطن                        |
| 8 |  | مستشفى تافتس للأطفال               | مستشفى تافتس للأطفال               | مستشفى تافتس للأطفال               | مستشفى تافتس للأطفال               | مستشفى تافتس للأطفال               |
| 9 |  | شركة جون هانكوك للتأمين على الحياة | شركة جون هانكوك للتأمين على الحياة | شركة جون هانكوك للتأمين على الحياة | شركة جون هانكوك للتأمين على الحياة | شركة جون هانكوك للتأمين على الحياة |
| 10 |  | مجموعة ليبرتي ميوتشوال المحدودة    | مجموعة ليبرتي ميوتشوال المحدودة    | مجموعة ليبرتي ميوتشوال المحدودة    | مجموعة ليبرتي ميوتشوال المحدودة    | مجموعة ليبرتي ميوتشوال المحدودة    |

توزيع القوى العاملة في بوسطن الكبرى لبلدة نيو إنجلاند ومنطقتها (2016)
تُصنّف بوسطن ضمن أفضل 30 مدينة ذات قوة اقتصادية كبيرة في العالم. تبلغ ثروة هذه المدينة 363 مليار دولار وتضم منطقة بوسطن الكبرى الحضرية، سادس أكبر اقتصاد في البلاد والثاني عشر في العالم.
تؤثر كليات بوسطن وجامعاتها تأثيرًا كبيرًا على الاقتصاد الإقليمي. تستقطب بوسطن أكثر من 350,000 طالب جامعي من جميع أنحاء العالم، ويساهمون بأكثر من 4.8 مليار دولار أمريكي سنويًا في اقتصاد المدينة. تمتلك المدارس أكثر عدد من الموظفين وتجتذب الصناعات إلى المدينة والمنطقة المحيطة بها. تحتضن المدينة عددًا من شركات التكنولوجيا وهي مركز للتكنولوجيا الحيوية، وتُصنف بوسطن أكبر تجمع لعلوم الحياة في البلاد نظرًا لوجود معهد ميلكين فيها. تحصل بوسطن على أعلى تمويل سنوي من وكالة معاهد الصحة الوطنية مقارنة بجميع مدن الولايات المتحدة.
تتسم المدينة بقدر كبير من الحداثة لأسباب متنوعة، بما في ذلك وجود الأوساط الأكاديمية وإمكانية الوصول إلى رأس مال المخاطر ووجود العديد من شركات التقنية المتقدمة. يواصل طريق 128 وبوسطن الكبرى احتفاظهما بأهميتهما كمركز رئيسي للاستثمار في مشاريع رؤوس أموال المخاطر، وما تزال التقنية المتقدمة قطاعًا هامًا.
تشكل السياحة كذلك جزءًا من اقتصاد بوسطن، إذ أنفق 21.2 مليون زائر محلي ودولي 8.3 مليار دولار في عام 2011. دون احتساب الزوار القادمين من كندا والمكسيك، زار أكثر من 1.4 مليون سائح دولي بوسطن في عام 2014، وتصدرت الصين والمملكة المتحدة قائمة الدول التي قدم منها السياح. ساهم وضع بوسطن كعاصمة للولاية وكذلك الموطن الإقليمي للوكالات الاتحادية في جعل القانون والحكومة عنصرًا مهمًا آخر في اقتصاد المدينة. المدينة ميناء بحري رئيسي تقع على طول الساحل الشرقي للولايات المتحدة وفيها أقدم ميناء صناعي وصيد يعمل باستمرار في النصف الغربي من الأرض.
صُنفت بوسطن في مؤشر المراكز المالية العالمية لعام 2018 في المركز الثالث عشر الأكثر تنافسية للخدمات المالية في العالم والثانية الأكثر تنافسية في الولايات المتحدة. ساهمت شركة فيديليتي للاستثمارات ومقرها بوسطن في الترويج لصندوق الاستثمار المشترك في ثمانينات القرن العشرين وجعلت بوسطن واحدة من المراكز المالية الأولى في الولايات المتحدة. المدينة هي المقر الرئيسي لمصرف سانتاندير، وبوسطن مركز لشركات رأس مال المخاطر. يقع مقر شركة ستيت ستريت، المتخصصة في إدارة الأصول وخدمات الامتلاك، في المدينة. بوسطن مركز للطباعة والنشر –تضم المدينة العديد من شركات النشر كهوتون ميفلين هاركورت ودور نشر بيدفورد مارتن وبيكون. توظف وحدات النشر التابعة لشركة بيرسون مئات الأشخاص في بوسطن. تحتضن المدينة ثلاثة مراكز مؤتمرات رئيسية –مركز هاينز للمؤتمرات ومقره باك باي ومركز التجارة العالمي للميناء البحري ومركز بوسطن للمؤتمرات والمعارض ومقره الواجهة البحرية في جنوب بوسطن. أعلنت شركة جنرال إلكتريك في يناير 2016 عن قرارها بنقل مقر الشركة العالمي إلى منطقة الميناء البحري في بوسطن، من فيرفيلد بكونيتيكت، مستشهدة بعوامل من بينها صدارة بوسطن في مجال التعليم العالي. بوسطن هي مقر العديد من الشركات الرياضية وشركات الأحذية الرئيسية بما في ذلك كونفيرس ونيو بالانس وريبوك. يقع المقر الرئيسي لشركات روكبورت وبوما وولفيرين العالمية ومكاتبها الإقليمية خارج المدينة.
في عام 2019، بلغ الوقت الذي يهدره السائقون في حركة المرور في منطقة بوسطن نحو 164 ساعة في السنة والذي يسفر عن تقليل الانتاجية بسبب ازدحام حركة المرور في المنطقة. بلغت الخسارة 2,300 دولار سنويًا لكل سائق في التكاليف.

## التعليم

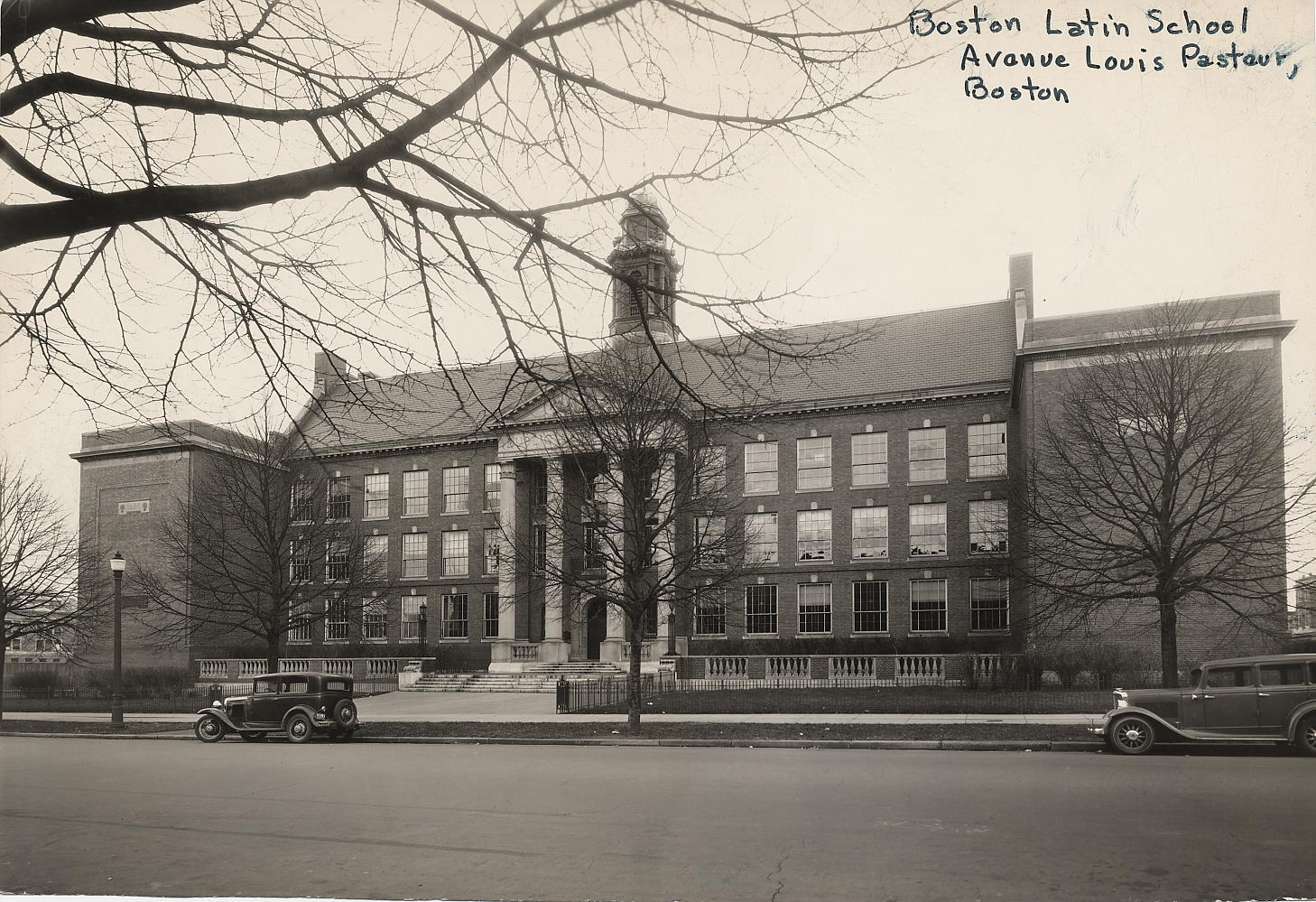
تأسست مدرسة بوسطن اللاتينية في عام 1635 وهي أقدم مدرسة ثانوية عامة في الولايات المتحدة.

### التعليم الابتدائي والثانوي

معهد ماساتشوستس للتكنولوجيا المُصنف ضمن أفضل الجامعات في العالم.

تضم مدارس بوسطن العامة 57,000 طالب ملتحق بـ145 مدرسة، بما في ذلك أكاديمية بوسطن اللاتينية المعروفة ومدرسة جون دي أوبراينت للرياضيات والعلوم ومدرسة بوسطن اللاتينية. تأسست مدرسة بوسطن اللاتينية في عام 1635 وهي أقدم مدرسة ثانوية عامة في الولايات المتحدة. تدير بوسطن كذلك ثاني أقدم مدرسة ثانوية عامة في الولايات المتحدة وأقدم مدرسة ابتدائية عامة فيها. ينحدر 40% من طلاب المنظومة التعليمية من أصل إسباني أو لاتيني و35% من الأمريكيين السود أو الأفارقة و13% من البيض و9% من الآسيويين. يوجد أيضًا مدارس خاصة وأبرشية ومستقلة، ويلتحق نحو 3,300 طالب من الأقليات بمدارس الضواحي من خلال الفرص التي يوفرها المجلس الحضري للفرص التعليمية. في سبتمبر 2019، افتتحت المدينة بوسطن سيفز رسميًا، وهو مشروع يوفر لكل طفل مسجل في نظام رياض الأطفال في المدينة حساب ادخار يحتوي على 50 دولار بغرض استخدامه في التدريب الجامعي أو المهني.

### الدراسات العليا

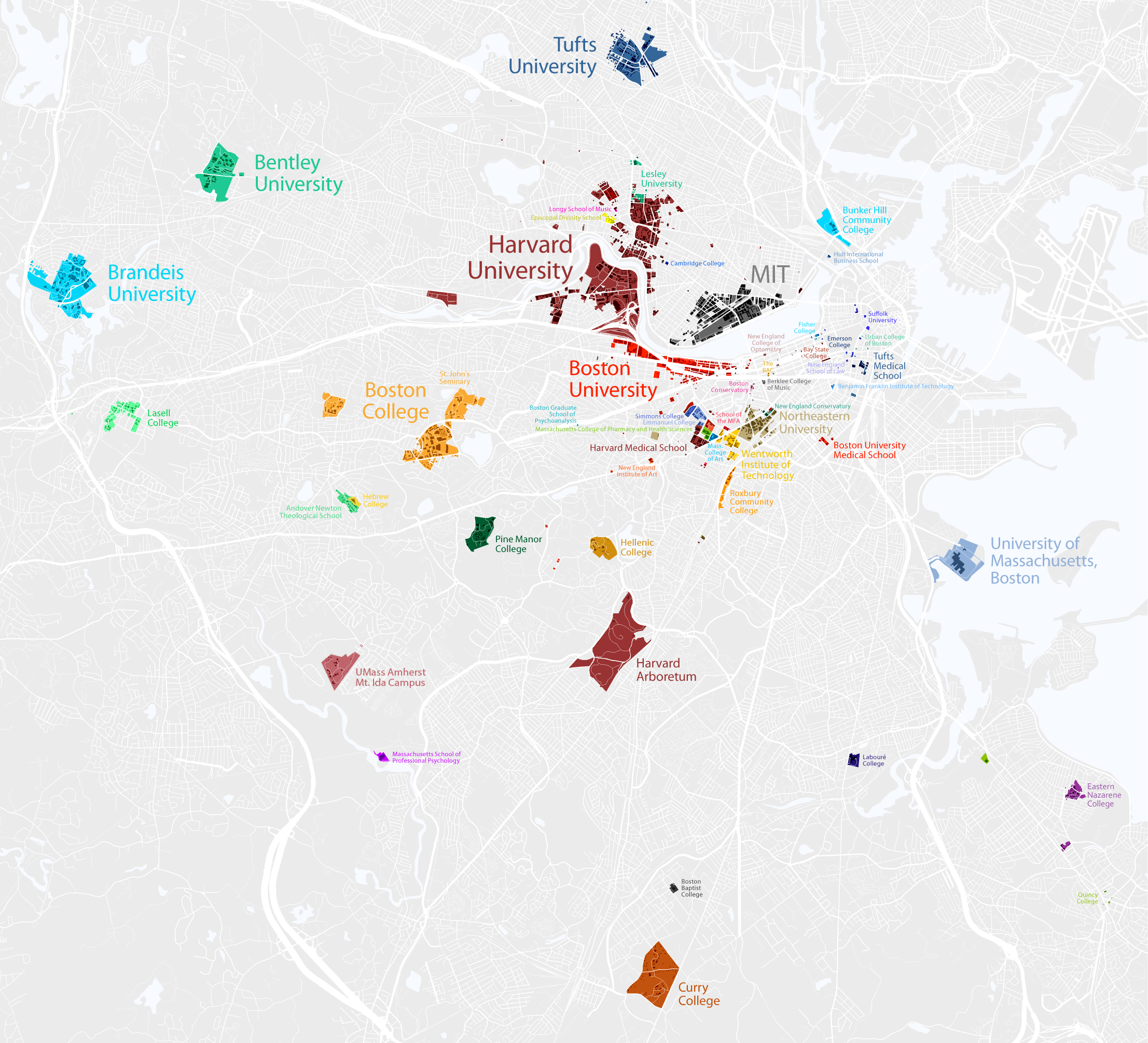
خريطة جامعات منطقة بوسطن

تقع بعض الجامعات الأكثر شهرة وذات التصنيف المرتفع على الصعيد العالمي بالقرب من بوسطن. توجد ثلاث جامعات ذات حضور قوي في المدينة، هارفارد ومعهد ماساتشوستس للتكنولوجيا وتافتس، وتقع خارج بوسطن مباشرة في مدينتي كامبريدج وسومرفيل، وتُعرف باسم مثلث القدرات العقلية. تقع جامعة هارفارد، أقدم معهد للعليم العالي في البلاد، بمحاذاة نهر تشارلز في كامبريدج، على الرغم من وجود معظم ممتلكاتها من الأراضي في بوسطن كذلك الكثير من أنشطتها التعليمية التي تجري هناك. توجد كلية إدارة الأعمال التابعة لجامعة هارفارد ومرافق الألعاب الرياضية في حي ألستون ببوسطن، بينما توجد كليات الطب وطب الاسنان والصحة العامة في منطقة لونغوود.
أُنشئ معهد ماساتشوستس للتكنولوجيا في بوسطن وعُرف سابقًا باسم «بوسطن للتكنولوجيا»، ونُقل مقره عبر النهر إلى كامبريدج في عام 1916. يقع الحرم الجامعي الرئيسي لجامعة تافتس شمال المدينة في سومرفيل وميدفورد، على الرغم من وجود كلياتها الطبية وطب الأسنان في المدينة الصينية ببوسطن في مركز تافتس الطبي، وهي مؤسسة طبية أكاديمية تضم 451 سريرًا، وتحتضن مستشفى يوفر جميع الخدمات للبالغين بالإضافة إلى مستشفى تافتس للأطفال.

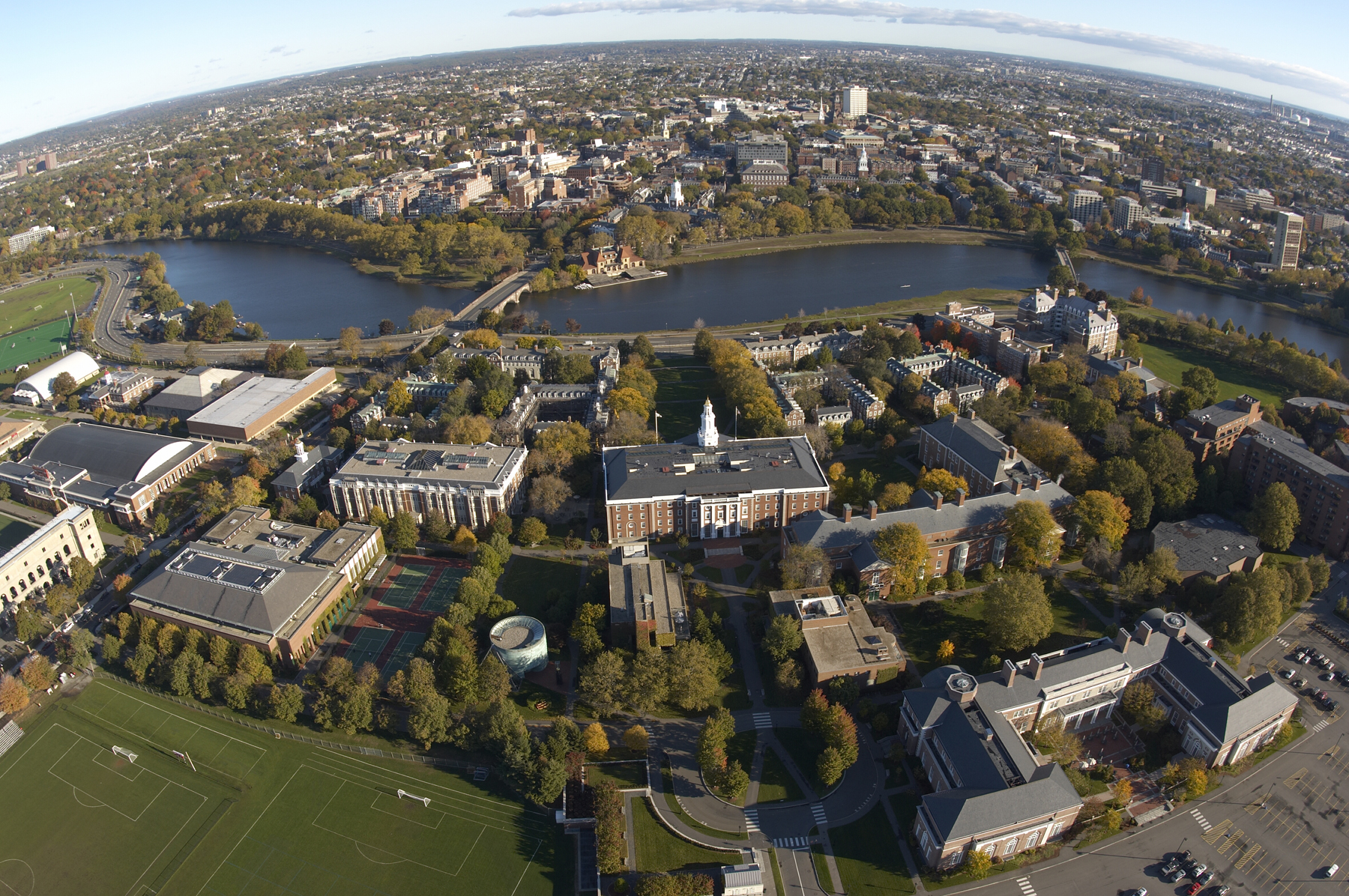
كلية الأعمال بجامعة هارفارد، واحدة من أكبر كليات الأعمال في البلاد

تضم رابطة الجامعات الأمريكية أربع جامعات في منطقة بوسطن الكبرى (أكثر من أي منطقة حضرية أخرى): جامعة هارفارد ومعهد ماساتشوستس للتكنولوجيا وجامعة بوسطن وجامعة برانديز. علاوة على ذلك، تحتوي بوسطن الكبرى على سبع جامعات ذات أعلى نشاط بحثي وفقًا لتصنيف كارنيغي. يشمل ذلك، بالإضافة إلى الأربعة آنفة الذكر، كلية بوسطن والجامعة الشمالية الشرقية وجامعة تافتس. بذلك، تمتلك بوسطن أكبر تجمع لهذه المؤسسات في منطقة حضرية واحدة مقارنة بغيرها من المدن. حصلت المستشفيات والجامعات والمؤسسات البحثية في بوسطن الكبرى على أكثر من 1.77 مليار دولار من منح المعاهد الوطنية للصحة في عام 2013، وهي أموال أكثر من تلك التي حصلت عليها أي منطقة حضرية أمريكية أخرى.
تضم بوسطن الكبرى أكثر من 100 كلية وجامعة، ويلتحق 250,000 طالب ببوسطن وكامبريدج بمفردهما. تضم قائمة أكبر الجامعات الخاصة في المدينة جامعة بوسطن (وهي رابع أكبر مؤسسة توظيفية في المدينة)، مع حرمها الجامعي الرئيسي الواقع على طول جادة الكومنولث وحرمها الطبي في الطرف الجنوبي، والجامعة الشمالية الشرقية في منطقة فينواي، وجامعة سفلك بالقرب من بيكون هيل، والتي تضم كلية الحقوق وكلية إدارة الأعمال، بالإضافة إلى كلية بوسطن الممتدة على حدود بوسطن (برايتون) ونيوتن. الجامعة العامة الوحيدة في بوسطن هي جامعة ماساتشوستس بوسطن في كولومبيا بوينت في دورشيستر. تحتوي بوسطن أيضًا على كليتي مجتمع عامتين في روكسبيري وبانكر هيل. مجملًا، توظف كليات بوسطن وجامعاتها أكثر من 42,600 شخص، يمثلون نحو 7% من القوة العاملة في المدينة.
يوجد العديد من الكليات الخاصة الصغيرة في بوسطن ككلية بابسون وجامعة بنتلي وكلية بوسطن المعمارية وكلية إيمانويل وكلية فيشر ومعهد مستشفى ماساتشوستس العام للمهن الصحية وكلية ماساتشوستس للصيدلة والعلوم الصحية وكلية سيمونز وكلية ويليسلي وكلية ويلوك ومعهد وينتورث للتكنولوجيا وكلية نيو إنجلاند للحقوق (التي أُنشئت أصلًا أول كلية قانون للإناث في أمريكا) وكلية إيمرسون.
تحتضن بوسطن الحضرية العديد من مدارس الموسيقى والفنون، بما في ذلك كلية الفنون والتصميم بجامعة ليزلي وكلية ماساتشوستس للفنون ومدرسة متحف الفنون الجميلة وكلية نيو إنجلاند للفنون والتصميم (التابعة لجامعة سفلك) ومدرسة لونغي للموسيقى في كلية بارد ومعهد نيو إنجلاند الموسيقي (أقدم معهد مستقل في الولايات المتحدة). من بين المعاهد الموسيقية الأخرى معهد بوسطن للموسيقى وكلية بيركلي للموسيقى، التي جعلت من بوسطن مركزًا هامًا لموسيقى الجاز.

## الأمن العام

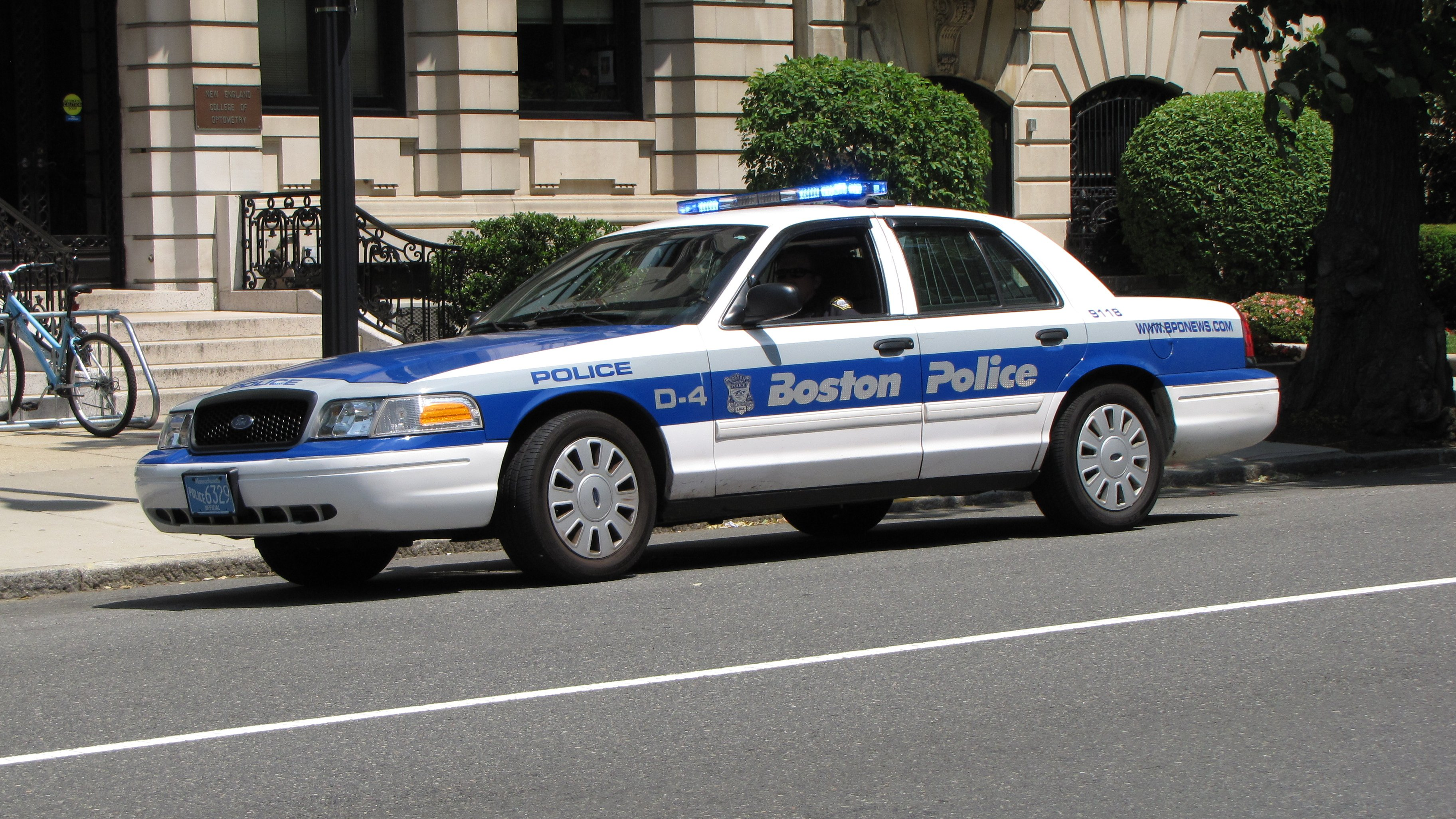
سيارة شرطة بوسطن في شارع بيكون

أدرجت بوسطن 414 مليون دولار من نفقات إدارة شرطة بوسطن ضمن الميزانية المالية لعام 2021. وهي ثاني أكبر مخصصات مالية تنفقها المدينة بعد مخصصات المدارس العامة في بوسطن.
على غرار العديد من المدن الأمريكية الكبرى، شهدت بوسطن انخفاضًا كبيرًا في جرائم العنف منذ أوائل تسعينيات القرن العشرين. يعود الفضل في انخفاض معدل الجريمة في بوسطن منذ التسعينيات إلى تعاون إدارة شرطة بوسطن مع مجموعات الأحياء والأبرشيات الكنسية لمنع انضمام الشباب إلى العصابات، فضلًا عن ضلوع المدعي العام في الولايات المتحدة ومكاتب المدعي العام في المقاطعة. ساهم ذلك جزئيًا بإنجاز ما وُصف بـ«معجزة بوسطن». انخفض عدد جرائم القتل في المدينة من 152 جريمة في عام 1990 (بمعدل مصرع 26.5 شخص لكل مئة ألف) إلى 31 جريمة فقط –لم يرتكب حدث أي منها– في عام 1999 (بمعدل مصرع 5.26 شخص لكل مئة ألف).
في عام 2008، بلغ عدد جرائم القتل المبلغ عنها 62 جريمة. بحلول 30 ديسمبر 2016، انخفضت الجرائم الكبرى بنسبة 7% وبلغ عدد جرائم القتل 46 مقارنة بـ40 جريمة في عام 2015.

## الثقافة

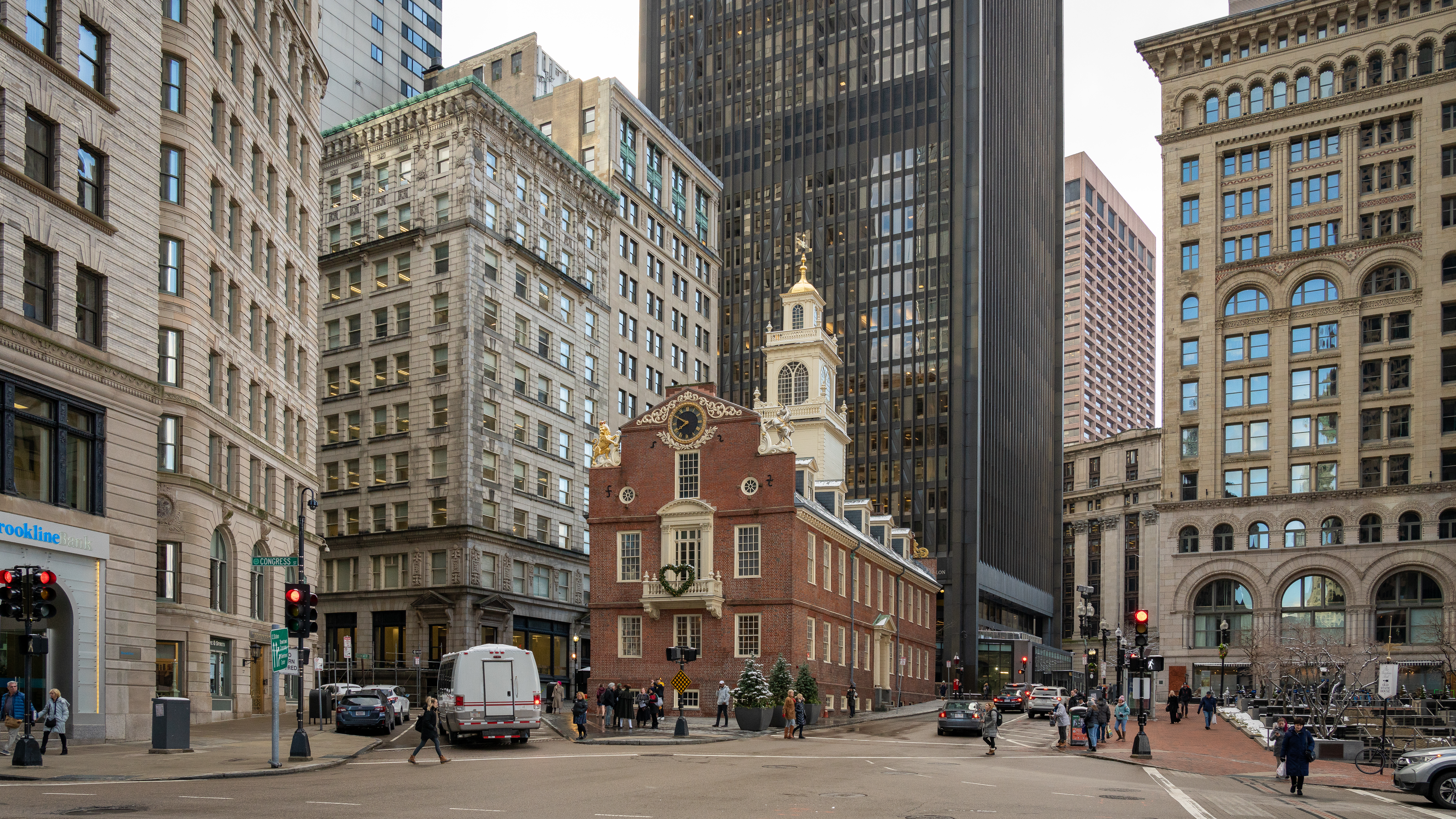
مبنى البلدية القديم، متحف على طريق الحرية بالقرب من موقع مذبحة بوسطن

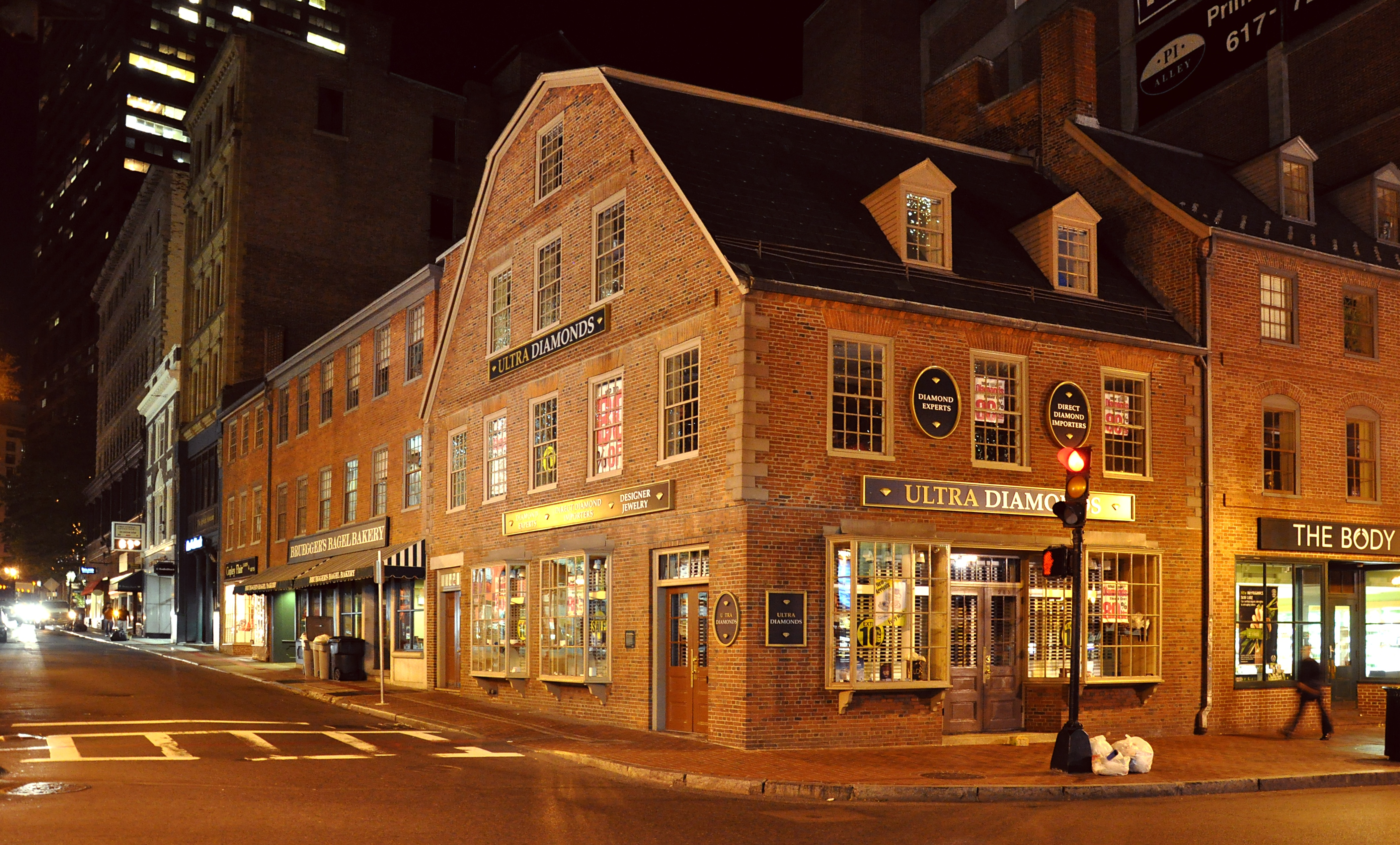
في القرن التاسع عشر، أصبحت مكتبة الزاوية القديمة ملتقى للكُتاب، منهم إمرسون وثورو ومارغريت فولر. هنا طبع جيمس راسل لويل النسخ الأولى من صحيفة ذا أتلانتيك الشهرية.

تشترك بوسطن مع نيو إنجلاند الكبرى في العديد من الجذور الثقافية، بما في ذلك لهجة نيو إنجلاند الشرقية غير الرائية المعروفة بلهجة بوسطن، بالإضافة إلى الطعام ولا سيما المأكولات البحرية والملح ومنتجات الألبان. تمتلك بوسطن أيضًا مجموعة خاصة بها من الألفاظ المستحدثة المعروفة بعامية بوسطن والفكاهة الساخرة.
في أوائل القرن الثامن عشر، كتب ويليام تودور أن بوسطن «ربما تمتعت بالديمقراطية الأكثر مثالية وتنظيمًا على الإطلاق. هناك أمر يصعب تحقيقه كشهرة أثينا الخالدة، حتى أن اسمها ذاته لا يضاهيه أي شيء من عصرنا هذا، ولم أجد ما يقترب من مشابهة أيام تلك المدينة العظيمة ولو في بعض الأمور، مهما بدا الوصول إلى ذلك النموذج المرموق بعيدًا. ومن هذا المنطلق، أطلق على بوسطن اسم «أثينا أمريكا» (وهو لقب فيلادلفيا كذلك) لثقافتها الأدبية وسمعتها المكتسبة باعتبارها «العاصمة الفكرية للولايات المتحدة».
في القرن التاسع عشر، كتب في بوسطن العديد من المؤلفين كرالف والدو إمرسون وهنري ديفد ثورو وناثانيال هاوثورن ومارغريت فولر أوسولي وجيمس راسل لويل وهنري وادزورث لونغفيل. يرى البعض أن مكتبة الزاوية القديمة «مهد الأدب الأمريكي»، حيث التقى هؤلاء الكُتاب ونُشرت صحيفة ذا أتلانتيك الشهرية للمرة الأولى. في عام 1852، تأسست مكتبة بوسطن العامة وهي أول مكتبة مجانية في الولايات المتحدة. ما تزال ثقافة بوسطن الأدبية مستمرة حتى اليوم بفضل العديد من جامعات المدينة ومهرجان بوسطن للكتاب.

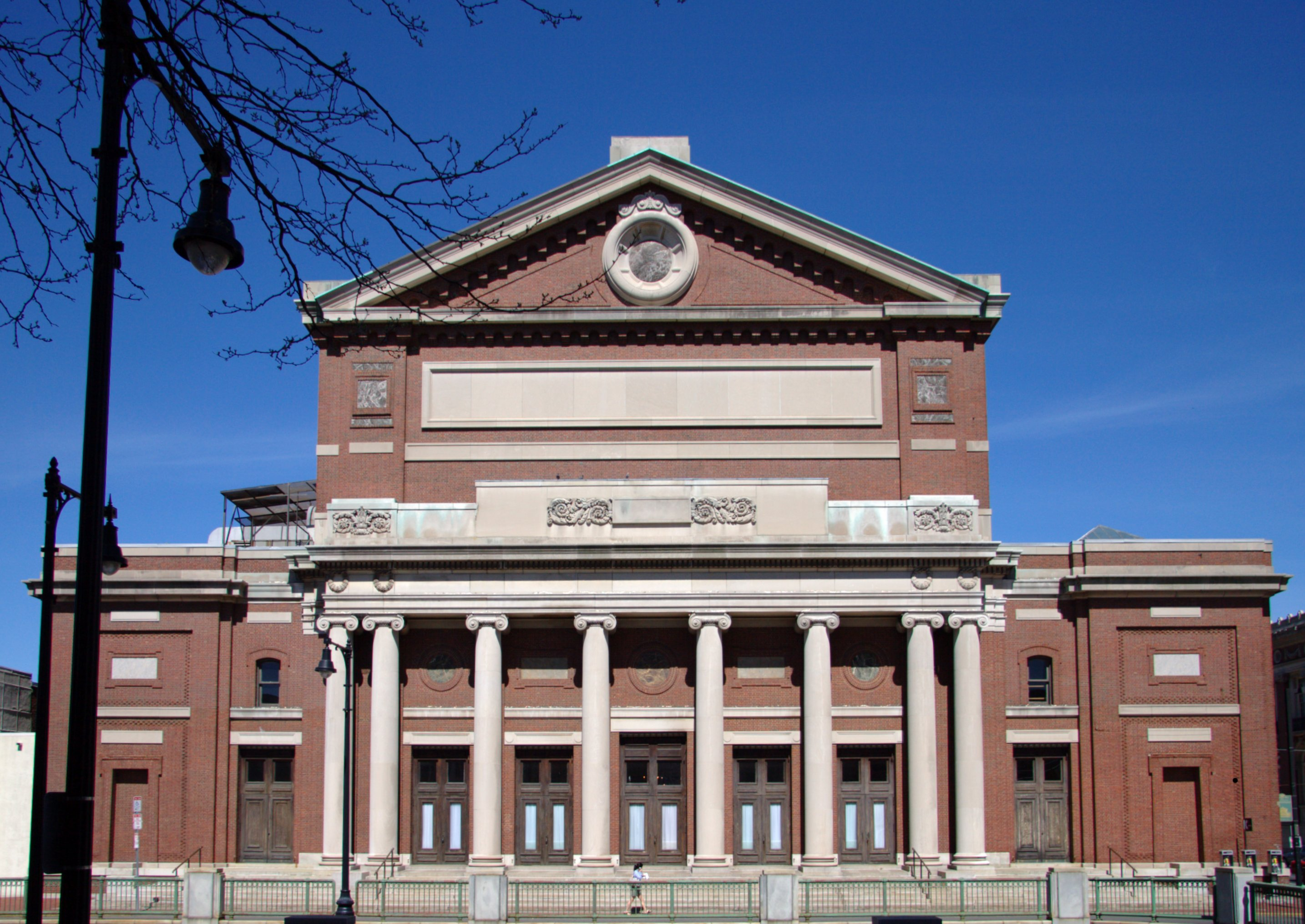
قاعة السيمفونية، موطن أوركسترا سيمفونية بوسطن

تعزز الموسيقى من الترابط الاجتماعي في بوسطن. تُعتبر أوركسترا سيمفونية بوسطن واحدة من أعظم خمس فرق الأوركسترا الأمريكية، ووصفتها مجلة الموسيقى الكلاسيكية غراموفون بأنها واحدة من أفضل فرق الأوركسترا في العالم. تستضيف قاعة السيمفونية (غرب باك باي) أوركسترا سيمفونية بوسطن وأوركسترا سيمفونية بوسطن الشبابية، أكبر أوركسترا للشباب في البلاد، وأوركسترا بوسطن بوب. وصفت صحيفة الغارديان البريطانية قاعة السيمفونية في بوسطن بأنها «أحد أفضل الأماكن للموسيقى الكلاسيكية في العالم»، وأضافت «توجد قاعة السيمفونية في بوسطن حيث كان العلم جزءًا أساسيًا في تصميم قاعة الحفلات الموسيقية». تقام حفلات موسيقية أخرى في قاعة جوردان التابعة لمعهد نيو إنجلاند الموسيقي. تؤدي فرقة باليه بوسطن عروضها في دار أوبرا بوسطن. من منظمات الفنون المسرحية الأخرى في المدينة شركة أوبرا بوسطن ليريك وأوبرا بوسطن وبوسطن باروك (أول أوركسترا باروك دائمة في الولايات المتحدة) وجمعية هاندل وهايدن (أحد أقدم شركات الجوقة في الولايات المتحدة). تُعتبر المدينة مركزًا للموسيقى الكلاسيكية المعاصرة بوجود عدد من فرق الأداء، والتي يرتبط بعضها بمعاهد المدينة الموسيقية وجامعاتها. من تلك الفرق مشروع أوركسترا موديرن بةسطن وبوسطن موزيكا فيفا. يوجد العديد من المسارح في منطقة المسرح جنوب بوسطن المشتركة أو بالقرب منها، بما في ذلك مسرح كاتلر ماجيستيك ومركز سيتي للفنون المسرحية ومسرح كولونيال ومسرح أورفيوم.
هناك العديد من الأحداث السنوية الرئيسية التي تقام في بوسطن، كاحتفال الليلة الأولى المُقام في ليلة رأس السنة ومهرجان بوسطن للموسيقى المبكرة ومهرجان بوسطن للفنون السنوي المُقام في حديقة كريستوفر كولومبوس ووترفرونت، وموكب ومهرجان بوسطن السنوي لفخر المثليين الذي يُعقد في يونيو، والأعياد الصيفية الإيطالية في الطرف الشمالي التي تكرم القديسين الكاثوليك. تمثل المدينة مقرًا للعديد من الأحداث خلال الرابع من يوليو. تشمل الاحتفالات مهرجان هاربورفيست الذي يستمر لمدة أسبوع وحفل بوسطن بوب مصحوبًا بألعاب نارية على ضفاف نهر تشارلز.
احتُفظ بالعديد من المواقع التاريخية التي تعود لفترة الثورة الأمريكية جزءًا من حديقة بوسطن التاريخية الوطنية نظرًا لدور المدينة البارز. يوجد العديد من تلك المواقع على طول طريق الحرية، الذي يتسم بوجود خط أحمر من الطوب المثبت في الأرض.

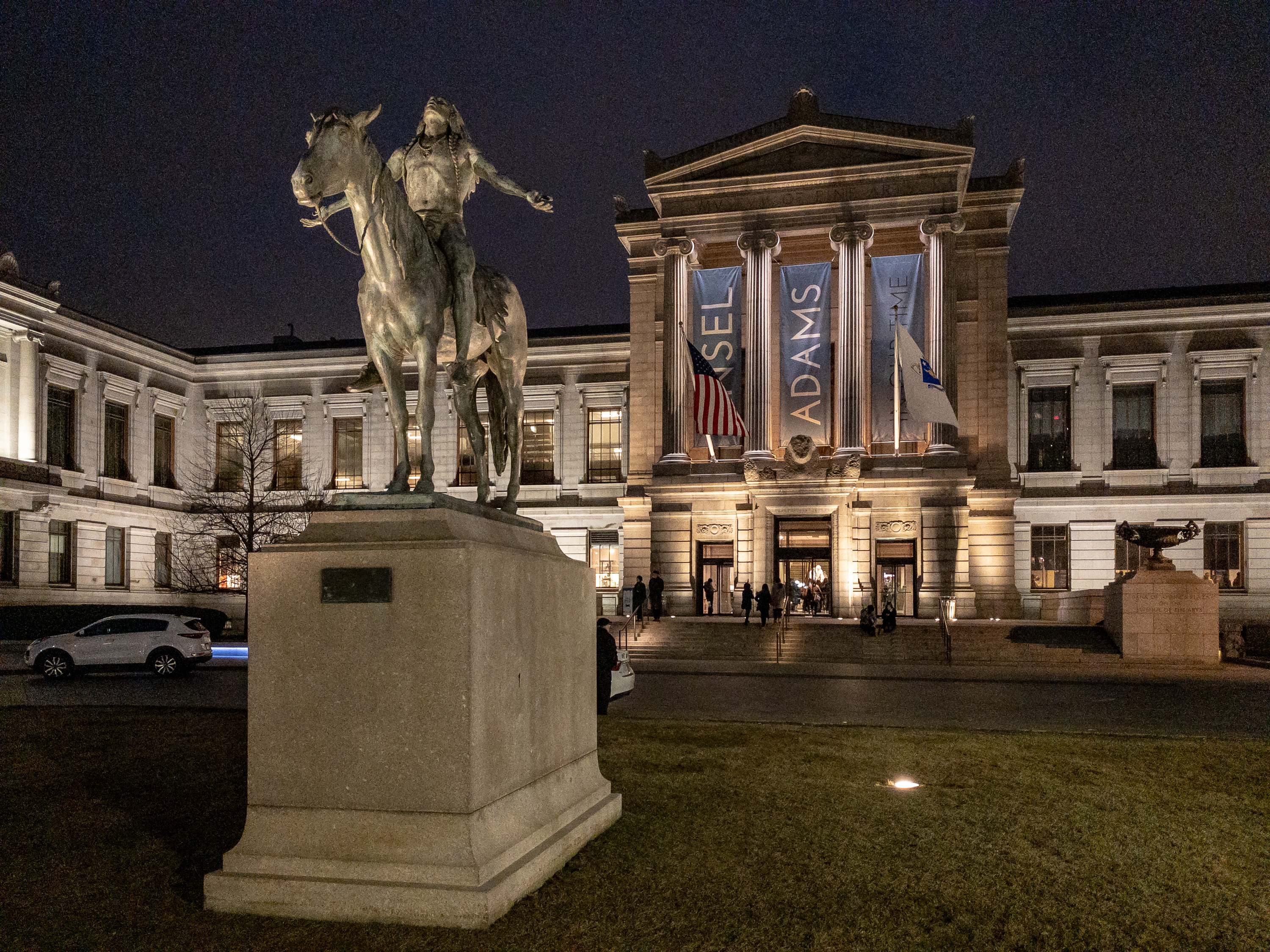
متحف الفنون الجميلة

تحتضن المدينة كذلك العديد من المتاحف والمعارض الفنية بما في ذلك متحف الفنون الجميلة ومتحف إيزابيلا ستيوارت غاردنر. يقع معهد الفن المعاصر في مبنى حديث صممه استوديو ديلر سكوفيديو رينفرو في منطقة الميناء البحري. تمثل مقاطعة بوسطن للفن والتصميم في الطرف الجنوبي (جنوب واشنطن) وشارع نيوبيري وجهات للمعارض الفنية. تقع جامعة ماساتشوستس بوسطن في كولومبيا بوينت، وكذلك معهد إدوارد كينيدي لمجلس الشيوخ الأمريكي ومكتبة ومتحف جون كينيدي الرئاسي ومتحف محفوظات وكومنولث ماساتشوستس. يوجد داخل المدينة متحف بوسطن أثينوم (أحد أقدم المكتبات المستقلة في الولايات المتحدة) ومتحف بوسطن للأطفال وحانة بول اند فينش (المعروفة من البرنامج التلفزيوني تشيرز) ومتحف العلوم ومتحف نيو إنجلاند للأحياء المائية.
أصبحت بوسطن مركزًا دينيًا مرموقًا منذ نشأتها. تخدم أسقفية بوسطن الرومانية الكاثوليكية نحو 300 أبرشية ومقرها في كاتدرائية الصليب المقدس (1875) في الطرف الجنوبي، في حين تخدم أسقفية ماساتشوستس نحو200 أبرشية، ومقرها الأسقفي في كنيسة كاتدرائية سانت بول (1819). يقع مقر الرابطة التوحيدية الخلاصية في حي فورت بوينت. ويقع مقر هيئة العلماء المسيحيين في باك باي في كنيسة الأم (1894). تُعد الكنيسة الأولى أقدم كنيسة في بوسطن، تأسست في عام 1630. تُعد كنيسة الملك أول كنيسة أنجليكانية في المدينة، تأسست في عام 1686 وتحولت إلى التوحيدية في عام 1785. من بين الكنائس الأخرى كنيسة المسيح (المعروفة باسم كنيسة الشمال القديمة في عام 1723)، وهي أقدم مبنى كنيسة في المدينة، وكنيسة الثالوث (1733) وكنيسة بارك ستريت (1809) والكنيسة الجنوبية القديمة (1874) وكنيسة اليوبيل المسيحية وكنيسة بازيليكا وضريح سيدة المعونة الأبدية في حي ميشن هيل (1878).

## البيئة

### مكافحة التلوث

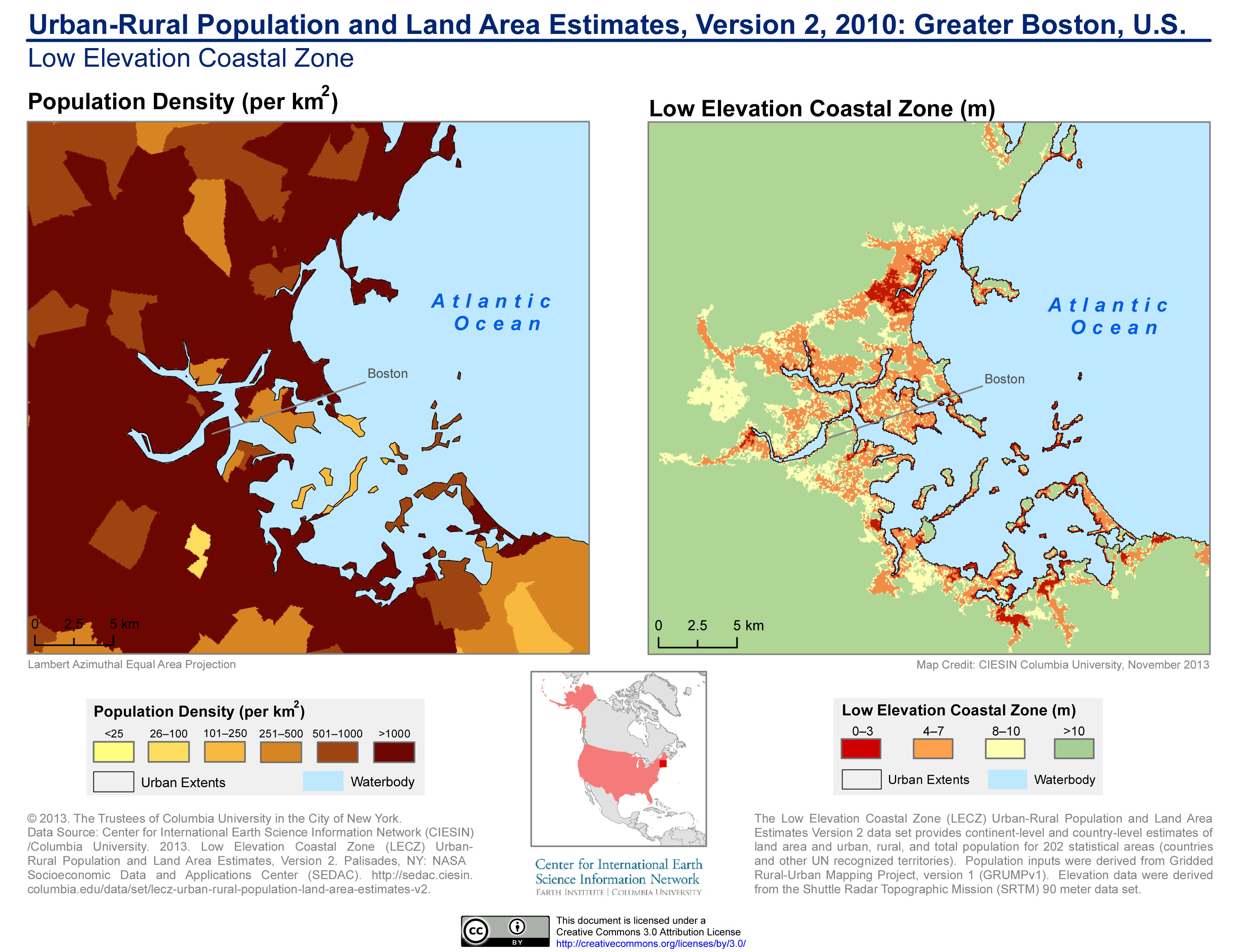
الكثافة السكانية وارتفاع مستوى سطح البحر في بوسطن الكبرى (2010)

يتسم الهواء في بوسطن عمومًا بالنقاء الجيد جدًا. وفقًا لوكالة حماية البيئة الأمريكية، كان الهواء ضارًا بالصحة العامة خلال أربعة أيام فقط بين عامي 2004 و2013.
تتميز مقاطعة ألستون غرين بامتلاكها أحد أنظف منشآت الطاقة في بوسطن، إذ تضم ثلاثة مرافق سكنية متوافقة إيكولوجيًا. تحقق بوسطن كذلك تقدمًا في مجال توفير مرافق سكنية صديقة للبيئة بتكلفة ميسورة للمساعدة في الحد من تأثير الكربون على المدينة مع إتاحة هذه المبادرات ماليًا لعدد أكبر من السكان في الوقت ذاته. تُحدَّث خطة بوسطن للمناخ كل ثلاث سنوات وعُدّلت مؤخرًا في عام 2013. تشمل هذه التشريعات قانون الإبلاغ عن الطاقة في المباني والكشف عنها، والذي يقتضي من المباني الكبيرة في المدينة الكشف عن إحصائياتها السنوية فيما يتعلق باستخدام الطاقة والمياه والمشاركة في تقييم الطاقة كل خمس سنوات. تعلن المدينة هذه الإحصاءات لعامة الشعب، ما يزيد من الحوافز التي تدفع المباني أن تكون أكثر وعيًا بالبيئة.
طرح العمدة ثوماس مينينو مبادرة تحفيزية لتجديد مباني بوسطن والتي من شأنها خفض تكلفة المعيشة في المباني التي تعتبر فعالة في استخدام الطاقة. يمنح ذلك الناس فرصة العثور على سكن في الأحياء المساندة للبيئة. تتمثل غاية هذه المبادرة بإشراك 500 شخص من بوسطن في تقييم مجاني للطاقة من منازلهم.

### نقاء المياه وتوافرها
تُدعم العديد من المباني القديمة في بعض مناطق بوسطن بأكوام خشبية مغروسة في تربة المنطقة المستصلحة، وتحافظ هذه الأكوام على متانتها إذا غُمرت في الماء، ولكنها تُصاب بالعفن الجاف إذا تعرضت للهواء لفترات طويلة. تنخفض مستويات المياه الجوفية في العديد من مناطق المدينة، ويعزى ذلك جزئيًا إلى زيادة كمية مياه الأمطار التي تُصرف مباشرة في المجاري بدلًا من امتصاص الأرض لها. مع ذلك، تُعتبر إمدادات المياه الصالحة للشرب في بوسطن من خزانات كواببن وواكست أحد مصادر المياه النقية القليلة في البلاد المستوفية لأحكام القانون الاتحادي للمياه النظيفة دون ترشيح.

### تغير المناخوارتفاع مستوى سطح البحر
وضعت مدينة بوسطن خطة عمل مناخية تغطي خفض نسبة الكربون في المباني ووسائل النقل واستخدام الطاقة. كُلف العمدة ثوماس مينينو بتنفيذ أول خطة عمل مناخية في المدينة في عام 2007، ونُشرت آخر المستجدات في عام 2011. منذ ذلك الحين، استند العمدة مارتي والش إلى هذه الخطط مع مزيد من التحديثات التي صدرت في عامي 2014 و2019. تشكل مدينة بوسطن، باعتبارها منطقة ساحلية معظمها مبني على أرض مستصلحة على ارتفاع مستوى سطح البحر، مصدر قلق كبير لحكومة المدينة. تتوقع الصيغة الأخيرة من خطة العمل المناخية أن يتراوح ارتفاع مستوى سطح البحر في بوسطن بين قدمين وسبعة أقدام بحلول نهاية القرن. تضع مبادرة منفصلة، ميناء بوسطن لمجابهة الكوارث، توصيات خاصة بكل حي بشأن قدرة المناطق الساحلية على الصمود.

## الرياضة

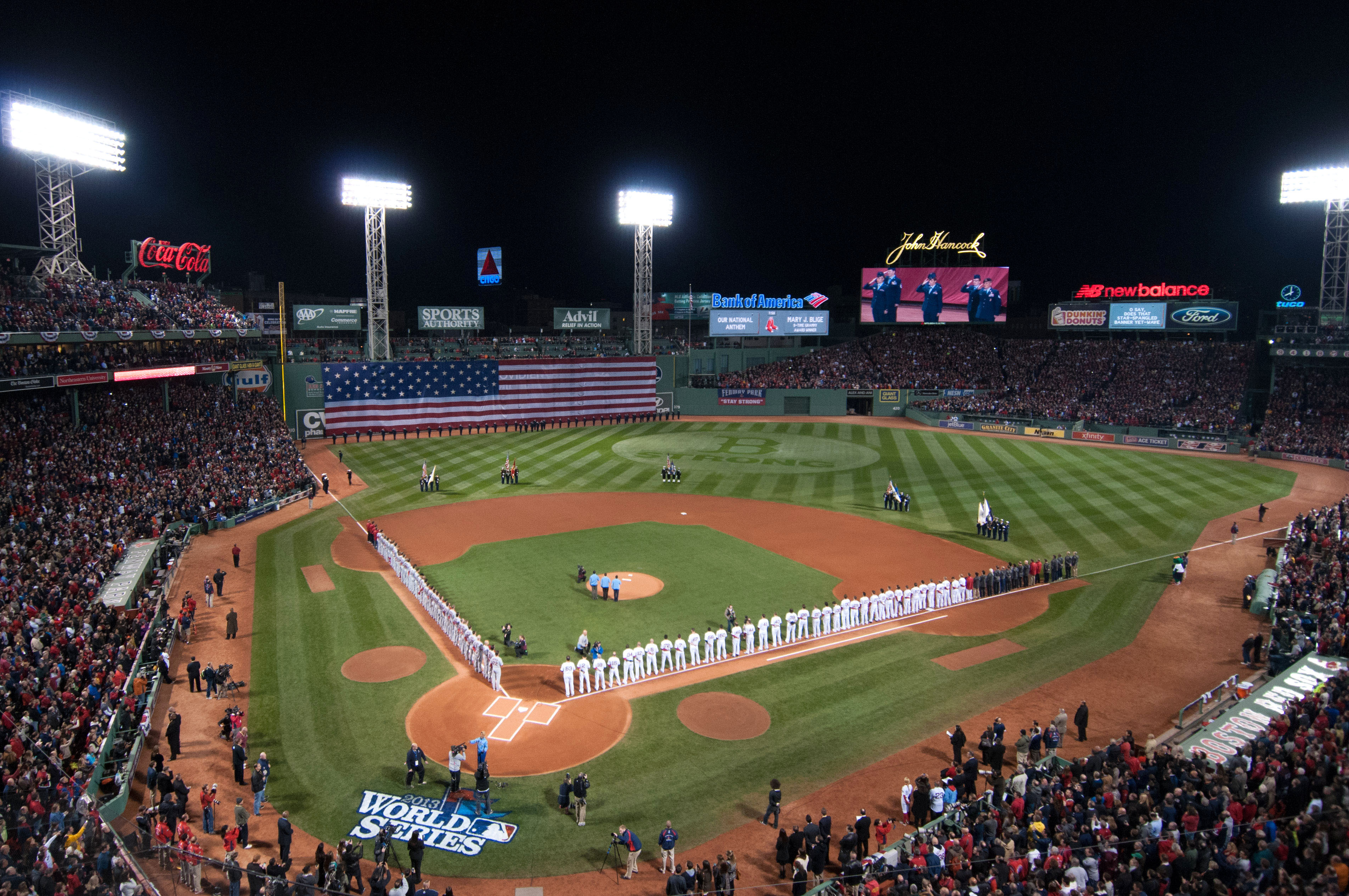
فينواي بارك، أقدم ملعب بيسبول محترف مُستخدم إلى وقتنا هذا.

تمتلك بوسطن فِرقًا في أربع دوريات رياضية محترفة كبرى في أمريكا الشمالية بالإضافة إلى دوري النخبة الأمريكي لكرة القدم، واعتبارًا من عام 2019، فازت بـ39 بطولة في هذه البطولات. تشترك بوسطن مع ثماني مدن (شيكاغو وديترويت ولوس أنجلوس ونيويورك وفيلادلفيا وسانت لويس وواشنطن) في الفوز بجميع بطولات الدوريات الرياضية الأربعة الكبرى في أمريكا. اقتُرح منح بوسطن لقب «مدينة البطولة في الولايات المتحدة الأمريكية» الجديدة، إذ فازت فرق الرياضة المحترفة في المدينة باثنتي عشرة بطولة منذ عام 2001: بيتريوتس (2001 و2003 و2004 و2014 و2016 و2018) وريد سوكس (2004 و2007 و2013 و2018) وسيلتكس (2008) وبروينز (2011). جعل هذا الحب للرياضة من بوسطن خيار اللجنة الأولمبية الأمريكية للمطالبة بعقد الألعاب الأولمبية الصيفية لعام 2024 فيها، ولكن المدينة استشهدت بالمخاوف المالية عندما سحبت العرض في 27 يوليو 2015.

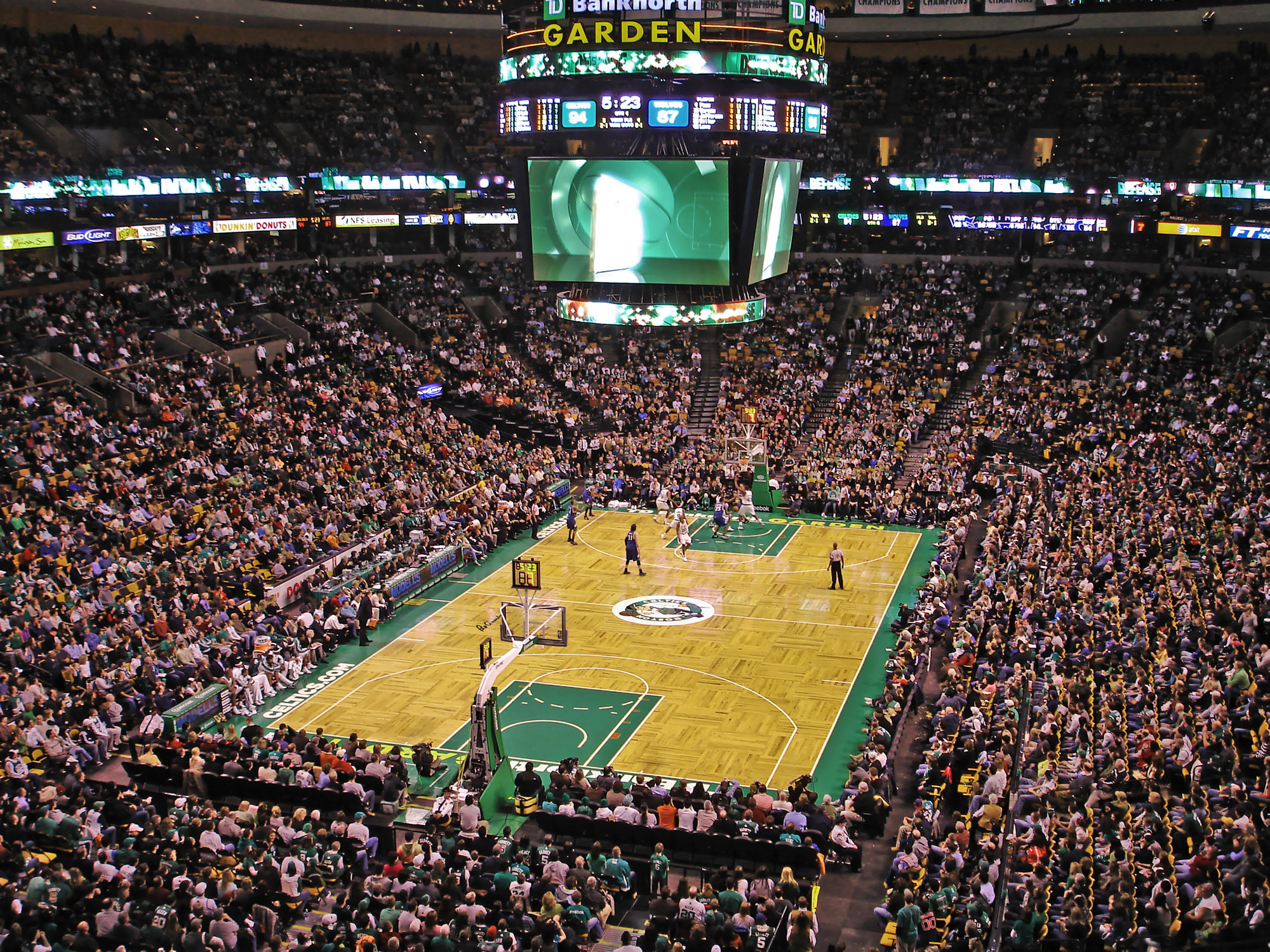
فريق سيلتكس أثناء مبارة على ملعب تي دي غاردن

يلعب فريق بوسطن ريد سوكس، وهو عضو مؤسس في دوري كرة القاعدة الرئيسي التابع للدوري الأمريكي في عام 1901، مباريات الإياب في فينواي بارك بالقرب من ميدان كينمور في قسم فينواي في المدينة. أُنشئ في عام 1912، ويمتلك أقدم حلبة رياضية أو ملعب مُستخدم فعليًا في الولايات المتحدة من بين أربع دوريات رياضية أمريكية محترفة رئيسية: دوري كُرة القاعدة الرئيسي والدوري الوطني لكرة القدم الأمريكية والدوري الأمريكي لكرة السلة للمحترفين ودوري الهوكي الوطني. في عام 1903، أُقيم في بوسطن أول بطولة حديثة لنهائيات كأس العالم لدوري كرة القاعدة الرئيسي. جرت المباراة بين بطل الدوري الأمريكي، بوسطن أمريكان وبطل الدوري الوطني، بيتسبرغ بايرتس. يبدو أن التقارير المتواصلة التي تفيد بأن الفريق كان يُعرف في عام 1903 باسم بوسطن بيلغرامز لا أساس لها من الصحة. يُعتبر فريق ريد ستوكنغز أول فريق كرة قاعدة محترف في بوسطن، وهو أحد الأعضاء المؤسسين للرابطة الوطنية في عام 1871، والدوري الوطني في عام 1876. لعب الفريق تحت هذا الاسم حتى عام 1883، وبإسم بين إيترز حتى عام 1911، وإسم بريفز من عام 1912 حتى انتقل إلى ميلواكي بعد موسم 1952. منذ عام 1966، لعب في أتلانتا باسم أتلانتا بريفز.

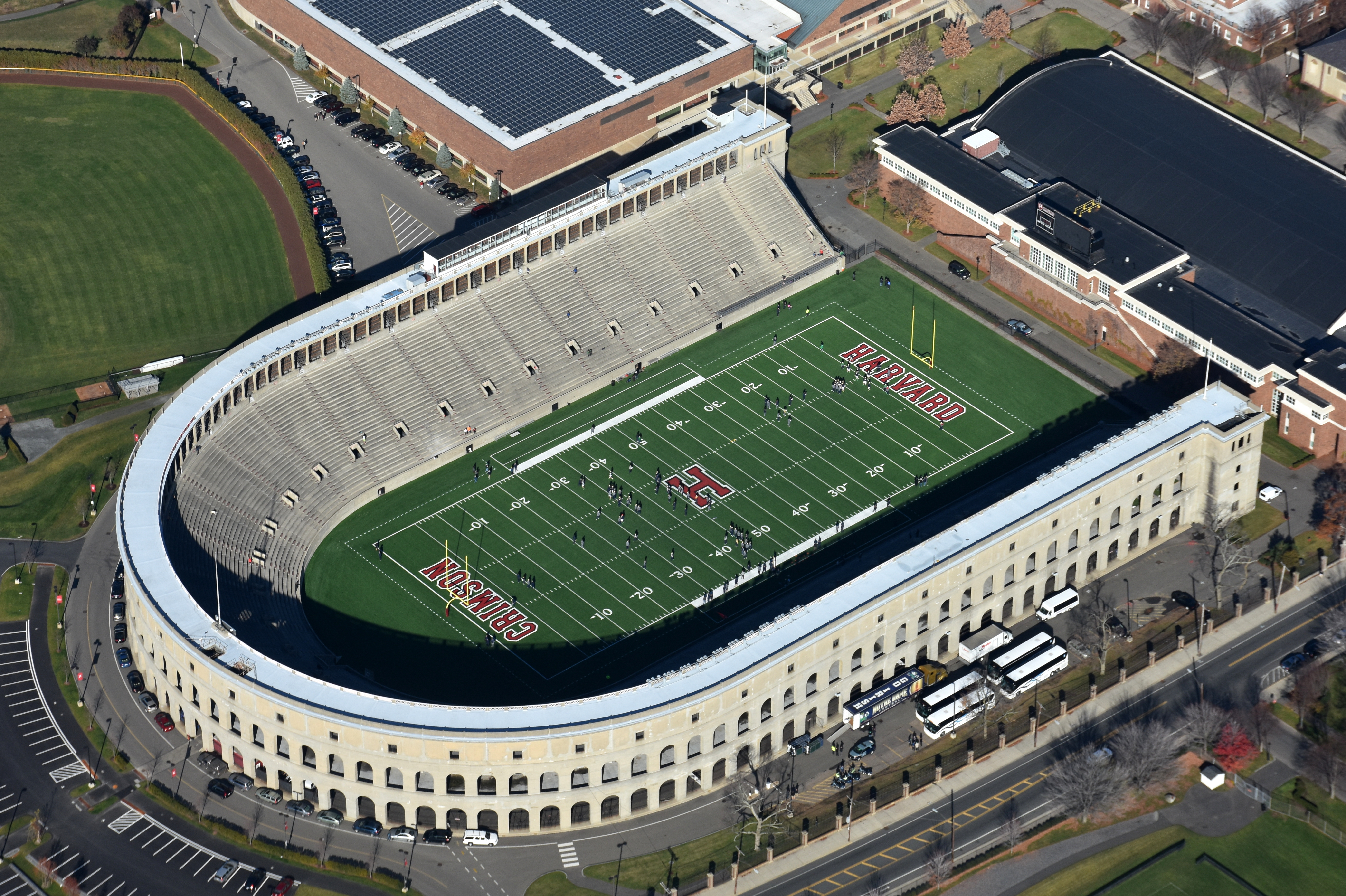
ملعب هارفارد، أول ملعب رياضي جامعي أُنشئ في الولايات المتحدة.

جرى ضم حلبة تي دي غاردن، المعروفة سابقًا بفليت سنتر وأُنشئت لتحل محل حلبة بوسطن غاردنز القديمة والمهدومة آنذاك، إلى نورث ستيشن، موطن فريقين رئيسيين في الدوري: بوسطن برونيز من دوري الهوكي الوطني وبوسطن سيلتكس من الرابطة الوطنية لكرة السلة. يبلغ عدد مقاعد الحلبة هي 18,624 لمباريات كرة السلة و17,565 لمباريات هوكي الجليد. فريق بروينز هو أول عضو أمريكي في دوري الهوكي الوطني وأحد أعضاء مجموعة فِرق أوريجينال سيكس. شارك فريق بوسطن سيلتكس في تأسيس رابطة كرة السلة الأمريكية، وهي واحدة من رابطتين اندمجتا لتشكيل الدوري الأمريكي لكرة السلة للمحترفين. تميز فريق سيلتكس، بالإضافة إلى لوس أنجلوس ليكرز، بفوزه بعدد بطولات أكثر من أي فريق تابع للدوري الأمريكي لكرة السلة للمحترفين، والتي يبلغ عددها 17 بطولة لكلا الفريقين. من المقرر أن يستضيف هذا الملعب كأس لافير لعام 2020، وهي بطولة دولية لتنس الرجال تتألف من فريقين: فريق أوروبا وفريق العالم الذي يتألف من لاعبين غير أوروبيين. ستكون هذه النسخة الرابعة من البطولة، وأول مرة تستضيف فيها بوسطن بطولة لرابطة محترفي التنس منذ عام 1999، حيث هزم مارات سافين غريغ روزيدسكي.
أُنشئ نادي نيو إنجلاند باترويتس التابع للدوري الوطني لكرة القدم في عام 1960 باسم بوسطن باترويتس، ولعب في ضواحي فوكسبورو منذ عام 1971، وجرى تغيير اسمه بعد الانتقال. فاز ببطولة السوبر بول بعد مواسم 2001 و2003 و2004 و2014 و2016 و2018. يتشارك نيو إنجلاند باترويتس ملعب جيليت مع نادي نيو إنجلاند ريوفولوشن من دوري النخبة الأمريكي لكرة القدم. لعب بوسطن بريكرز التابع لدوري المحترفات لكرة القدم النسائية والمؤسس في عام 2009، مباريات الإياب في ملعب ديلبوي في سومرفيل. تشكل فريق بوسطن ستورم لدوري لاكروس النساء المتحدات في عام 2015.
تنشط العديد من كليات المنطقة وجامعاتها فيما يتعلق بالرياضيين الجامعيين. يلعب أربعة من أعضاء الشعبة الأولى للرابطة الوطنية لرياضة الجامعات في المنطقة –كلية بوسطن وجامعة بوسطن وجامعة هارفارد وجامعة نورث إيسترن. من بين الأربعة، تشارك كلية بوسطن وحدها في كرة قدم الكلية على أعلى مستوى، فرع مباراة كرة القدم النهائية. تشارك هارفارد في ثاني أعلى مستوى، فرع بطولة كرة القدم. يلعب فريق بوسطن كانونز التابع لدوري نخبة اللاكروس في ملعب هارفارد.
يُعد ماراثون بوسطن من أفضل الأحداث الرياضية المعروفة في المدينة، وهو سباق 26.6 ميل (42.2 كم) وأقدم ماراثون سنوي في العالم، ويُقام في يوم الوطنيين في أبريل. في 15 أبريل 2013، أدى انفجارين إلى مقتل ثلاثة أشخاص وجرح المئات في الماراثون. يُقام حدث كبير آخر، سباق تشارلز ريغاتا للتجديف، في كل أكتوبر من كل عام.

## المنتزهات والترفيه

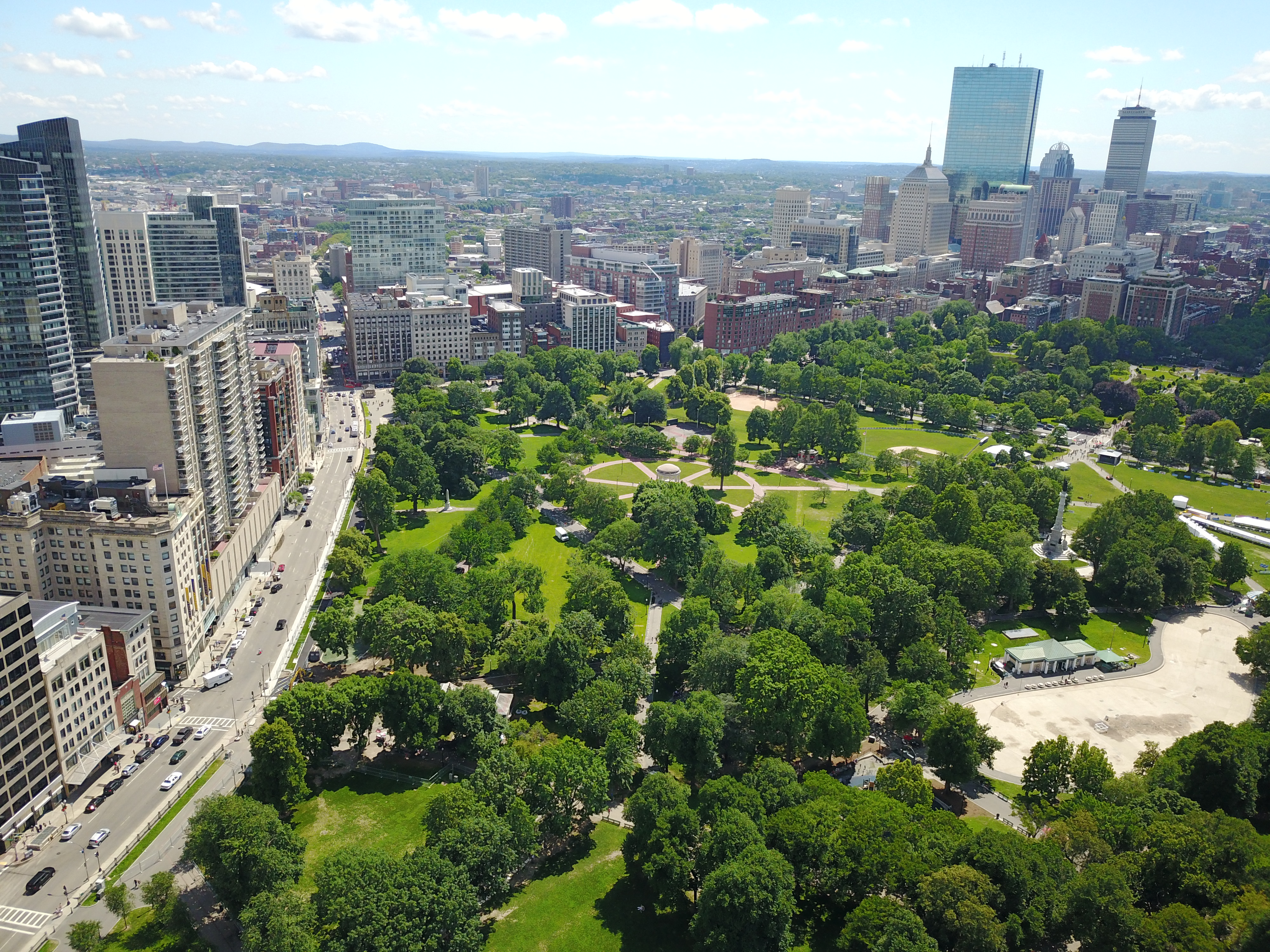
مشهد جوي لبوسطن المشتركة

تُعد بوسطن المشتركة، الواقعة بالقرب من المنطقة المالية وبيكون هيل، أقدم حديقة عامة في الولايات المتحدة، بالإضافة إلى حديقة بوسطن العامة المجاورة، وهي جزء من قلادة الزمرد، سلسلة من الحدائق التي صممها فريدريك لو أولمستد لتحيط بالمدينة. تضم قلادة الزمرد بركة جامايكا، وهي أكبر مصدر للمياه العذبة في بوسطن، ومنتزه فرانكلين، أكبر منتزه في المدينة وموطن حديقة حيوانات فرانكلين بارك. يُعد إسبلاناد أحد المتنزهات الرئيسية في المنطقة كذلك، ويقع على طول ضفاف نهر تشارلز. تُقام بعض الحفلات الموسيقية في مسرح هاتش شيل الخارجي الذي يقع بمحاذاة نهر تشارلز. تنتشر الحدائق الأخرى في جميع أنحاء المدينة، وتقع الحدائق والشواطئ الرئيسية بالقرب من جزيرة كاسل، في تشارلز تاون وعلى امتداد دورشيستر، بوسطن الجنوبية، وشواطئ بوسطن الشرقية.
يشتهر نظام متنزهات بوسطن على الصعيد الوطني. في تصنيف بارك سكور لعام 2013، ذكرت منظمة صندوق الأراضي العامة أن بوسطن تعادلت مع ساكرامنتو وسان فرانسيسكو بامتلاكها ثالث أفضل نظام متنزهات بين أكثر 50 مدينة أمريكية اكتظاظًا بالسكان. صنف بارك سكور أنظمة متنزهات المدينة من خلال صيغة تحلل متوسط حجم المتنزه في المدينة ومساحته بالفدان نسبة لمساحة المدينة ونسبة السكان ضمن نطاق نصف ميل من المتنزه والخدمات التي يقدمها المتنزه لكل مواطن وعدد الملاعب لكل 10,000 مواطن.

## الحكومة والسياسات

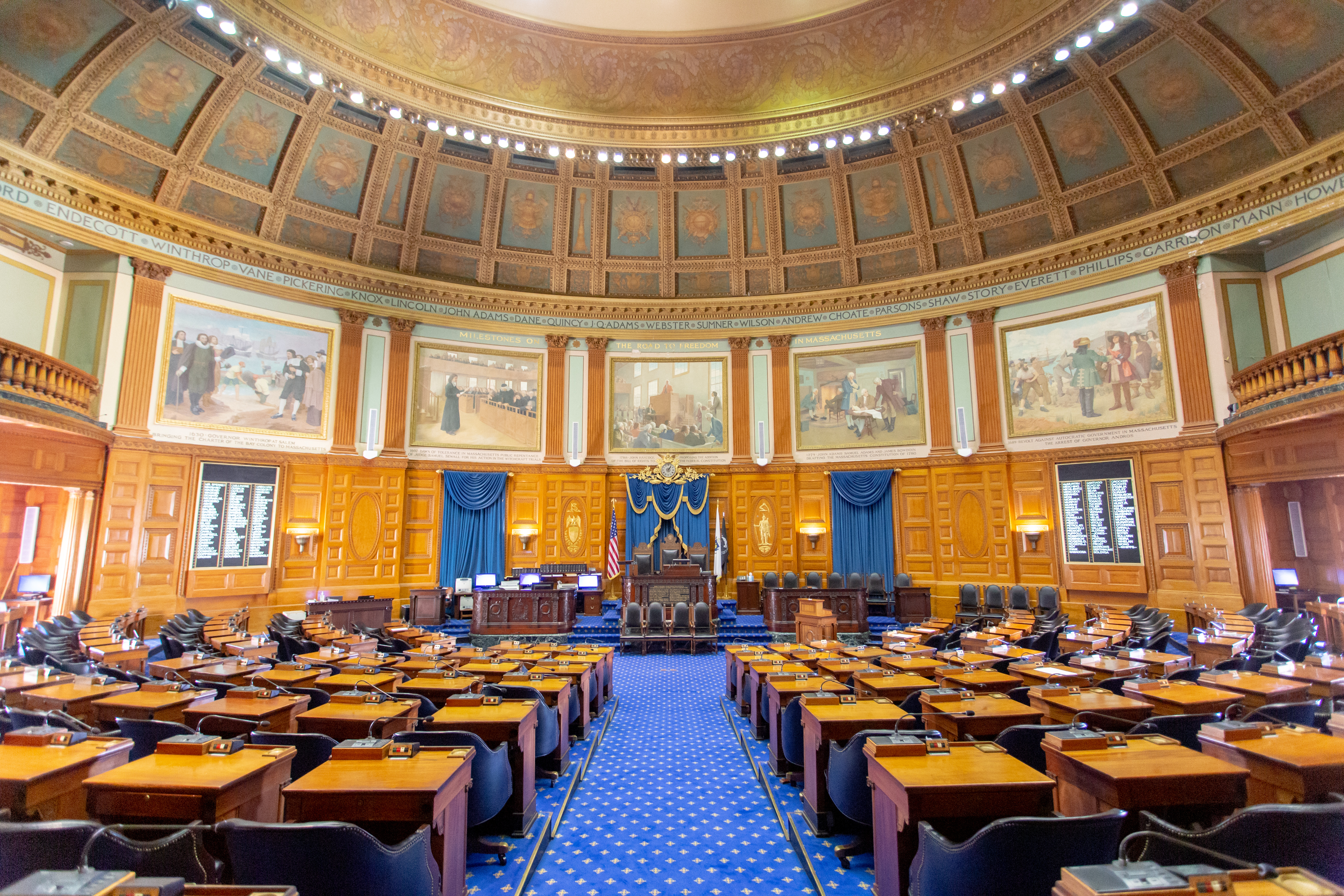
قاعة مجلس نواب ماساتشوستس في مجلس ولاية ماساتشوستس

تتمتع بوسطن بنظام حكومة رئيس مجلس بلدية متين يحظى فيه العمدة (المنتخب كل أربعة أعوام) بسلطة تنفيذية واسعة النطاق. أصبح مارتي والش عمدة في يناير 2014، وكانت فترة حكومة سلفه توماس مينينو الأطول في تاريخ المدينة، إذ بلغت 20 عامًا. يُنتخب مجلس مدينة بوسطن كل عامين، ويوجد تسعة مقاعد للمقاطعة، وأربعة مقاعد على نطاق المدينة عمومًا. يعين العمدة لجنة المدارس التي تشرف على مدارس بوسطن العامة.
إلى جانب حكومة المدينة، تؤدي العديد من اللجان وسلطات الولايات دورًا بارزًا في حياة سكان بوسطن –بما في ذلك إدارة ماساتشوستس لحفظ التراث والترفيه ولجنة الصحة العامة في بوسطن وهيئة موارد المياه في ماساتشوستس وهيئة ميناء ماساتشوستس. تلعب بوسطن دورًا رئيسيًا في سياسات ولاية ماساتشوستس نظرًا لكونها عاصمة الولاية.

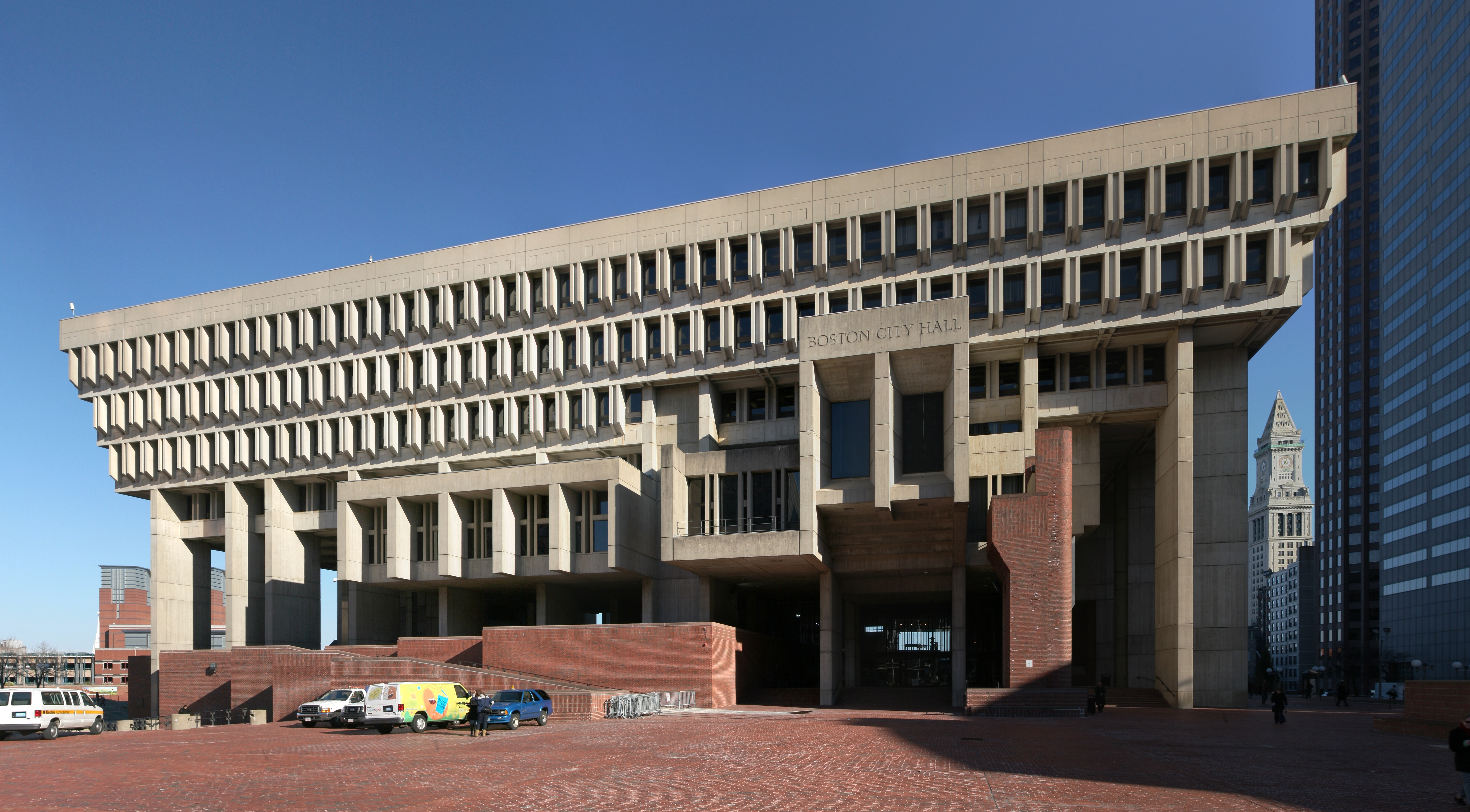
قاعة مدينة بوسطن، معلم خمومي في المدينة.

تحتوي المدينة على العديد من المنشآت الاتحادية، بما في ذلك مبنى مكتب جون كينيدي الاتحادي ومبنى ثوماس بي أونيل الابن الاتحادي ومكتب ومحكمة بريد جون دبليو ماكورماك ومصرف الاحتياط الاتحادي في بوسطن ومحكمة الاستئناف في الولايات المتحدة للدائرة الأولى ومحكمة مقاطعة الولايات المتحدة لمنطقة ماساتشوستس. توجد كلتا المحكمتين في دار عدل جون جوزيف موكلي بالولايات المتحدة.
اتحاديًا، تنقسم بوسطن بين منطقتي كونغرس. يقع ثلاثة أرباع المدينة في المقاطعة السابعة وتمثله الديمقراطية آيانا بريسلي ويقع الربع الجنوبي المتبقي في الدائرة الثامنة ويمثله الديمقراطي ستيفن إف. لونش. لم يمثل الجمهوريون جزءًا كبيرًا من بوسطن خلال فترة تجاوزت القرن. تُعد الديمقراطية إليزابيث وارن أكبر أعضاء مجلس الشيوخ الأمريكي الذين يمثلون الولاية، انتُخبت لأول مرة في عام 2012. العضو الأصغر الذي يمثل الولاية في مجلس الشيوخ الأميركي هو الديمقراطي إدوارد ماركي، الذي انتُخب في عام 2013 خلفًا لجون كيري بعد تعيين كيري لمنصب وزير خارجية الولايات المتحدة واعتماده.
تتبع المدينة نهجًا استحدثته إدارة والش، ويُعرف بسيتي سكور، لقياس مدى فعالية مختلف خدمات المدينة. تُتاح هذه النتيجة على لوحة بيانات عامة عبر الإنترنت وتتيح لمسؤولي المدينة في الشرطة والإطفاء والمدارس وخدمات إدارة الطوارئ والخدمات غير الطارئة (عبر رقم هاتف 311) اتخاذ إجراءات والقيام بتعديلات في مجالات اختصاصها.
تمتلك بوسطن مرسومًا صدر في عام 2014 يمنع إدارة شرطة بوسطن «من احتجاز أي شخص بناء على وضعه كمهاجر ما لم يكن لديهم تفويض جنائي».
| نتائج الانتخابات الرئاسية |                  |                |
| العام                     | الحزب الديمقراطي | الحزب الجمهوري |
| 2020                      | 242,717 %82.6    | 45,425 %15.5   |
| 2016                      | 221,093 %80.6    | 38,087 %13.9   |
| 2012                      | 200,190 %78.8    | 48,985 %19.3   |
| 2008                      | 185,976 %79.0    | 45,548 %19.4   |
| 2004                      | 160,884 %77.3    | 44,518 %21.4   |
| 2000                      | 132,393 %71.7    | 36,389 %19.7   |
| 1996                      | 125,529 %73.8    | 33,366 %19.6   |
| 1992                      | 114,260 %62.4    | 41,868 %22.9   |
| 1988                      | 122,349 %65.2    | 62,202 %33.2   |
| 1984                      | 131,745 %63.4    | 75,311 %36.2   |
| 1980                      | 95,133 %53.3     | 58,656 %32.9   |
| 1976                      | 115,802 %60.4    | 67,604 %35.3   |
| 1972                      | 139,598 %66.2    | 70,298 %33.3   |

## وسائل الإعلام

### الصحف
صحيفة بوسطن غلوب هي أقدم وأكبر صحيفة يومية في المدينة وتشتهر عمومًا بأنها أحد أكثر الصحف مبيعًا. يوجد العديد من المنشورات الأخرى في المدينة، كصحيفة بوسطن هيرالد ومجلة بوسطن وديغ بوسطن ونسخة بوسطن من صحيفة مترو. كانت كريستشن ساينس مونيتور، التي يقع مقرها في بوسطن، صحيفة يومية عالمية ولكنها أنهت نشر الطبعات اليومية في عام 2009، وواصلت النشر عبر الإنترنت وإصدار منشورات أسبوعية على شكل مجلات. تصدر صحيفة بوسطن غلوب كذلك نشرة عن المراهقين للمدارس الثانوية العامة في المدينة، وتُعرف باسم تين إن برنت، والتي يكتبها المراهقون في المدينة وتصدر كل ثلاثة أشهر في غضون العام الدراسي. نُشرت مجلة ذا إمبروبر بوستونيان، التي تُعنى بنمط الحياة الفاخر، من عام 1991 حتى أبريل 2019.
تعنى صحيفة باي ستيت بانر المستقلة بمصالح القراء من المجتمع الأفريقي الأمريكي في بوسطن، ماساتشوستس. أسس ميلفن بي. ميلر صحيفة باي ستيت بانر في عام 1965 وما يزال رئيس تحريرها ونشرها. في عام 2015، احتفلت الصحيفة بالذكرى السنوية الخمسين في خدمة أحياء المنطقة التي تغلب فيها الأقليات.
أسفر تزايد عدد السكان اللاتينيين في المدينة عن تأسيس عدد من الصحف المحلية والإقليمية باللغة الإسبانية. من بين هذه الصحف إل بلانيتا (التي يملكها الناشر السابق لصحيفة بوسطن فينيكس) وإل موندو ولا سيمانا وسيغلو 21، وتقع مكاتبها الرئيسية في مدينة لورانس المجاورة، وتنتشر على نطاق واسع.
يوجد عدد من الصحف الأسبوعية المخصصة لأحياء بوسطن. من بينها ساوث بوسطن أون لاين، التي تأسست في عام 1999، وتصدر على شكل مطبوعات وعبر الإنترنت، وتغطي الأحداث في جنوب بوسطن ومنطقة الميناء البحري.
تعنى العديد من المنشورات بمجتمع الميم (المثليات والمثليين ومزدوجي التوجه الجنسي والمتحولين جنسيًا) مثل صحيفة رينبو تايمز، وهي المجلة الإخبارية الوحيدة المملوكة للمثليات وتخدم مجتمع الميم. تأسست صحيفة رينبو تايمز في عام 2006، ويقع مقرها حاليًا خارج بوسطن، ولكنها تصدر في جميع أنحاء نيو إنجلاند.

### الإذاعة والتلفاز
تشتهر بوسطن بكونها أكبر سوق للبث الإذاعي في نيو إنجلاند، إذ يحتل سوق الإذاعة فيها المرتبة التاسعة في الولايات المتحدة. من ضمن العديد من محطات البث الإذاعي ت م محطة دبليو آر كيه أو الإذاعية الحوارية ودبليو إي إي آي الرياضية والحوارية ودبليو بي زي التابعة لمحطة سي بي اس الإذاعية. تبث محطة دبليو بي زي (ت م) إذاعة إخبارية وهي محطة «قناة واضحة» تبلغ طاقة جهاز بثها 50,000 واط، ويمكن سماع بثها الليلي على بعد مئات الأميال من بوسطن. تخدم مجموعة من إذاعات إف ام التجارية المنطقة، وكذلك الإذاعة الوطنية العامة ومحطات دبليو بي يو آر ودبليو جي بي اتش. من محطات الإذاعة الجامعية دبليو إي آر اس (إيمرسون)، دبليو اتش آر بي (هارفارد)، دبليو يو إم بي (يوماس بوسطن)، دبليو إم بي آر (معهد ماساتشوستس للتكنولوجيا)، دبليو زي بي سي (كلية بوسطن)، دبليو إم اف أو (جامعة تافتس)، دبليو بي آر اس (جامعة برانديز)، دبليو تي بي يو (جامعة بوسطن، ضمن نطاق الحرم الجامعي وعبر الإنترنت فقط)، دبليو آر بي بي (الجامعة الشمالية الشرقية)، دبليو إم ال أن (كلية كاري).
يحتل سوق تلفاز بوسطن، والذي يضم مانشستر ونيوهامشير، المرتبة الثامنة في الولايات المتحدة. تحتوي المدينة على محطات تمثل جميع الشبكات الأمريكية الرئيسية، بما في ذلك قناة دبليو بي زي الرابعة والمحطة الشقيقة دبليو اس بي كيه 38 (التي كانت سابقًا شبكة سي بي إس أو اند أو التابعة لشبكة ماي نيتوورك) وقناة دبليو سي في بس الخامسة ومحطتها الشقيقة دبليو إم يو آر التاسعة (يتبع كلاهما شبكة أيه بي سي) ودبليو اتش دي اتش السابعة ومحطتها الشقيقة دبليو إل في آي (المحطة الأولى مستقلة، وتتبع الأخرى شبكة سي دبليو) ودبليو بي تي اس- سي دي 15(محطة تابعة لإن بي سي أو اند أو) ودبليو اف اكس تي 25 (فوكس). تحتضن المدينة أيضًا محطة دبليو جي بي اتش الثانية التابعة لشبكة بي بي إس والمنتج الرئيسي لبرامجها، وتدير كذلك قناة دبليو جي بي اكس 44. تحظى شبكات التلفاز الإسبانية بوجود في المنطقة، بما في ذلك شبكة يونيماس (قناة دبليو يو تي اف 27) وتيليموندو (دبليو ان إي يو 60، المحطة الشقيقة لقناة دبليو بي تي إس- سي دي) ويونيفيجين (دبليو يو إن آي 66). تمتلك معظم محطات التلفاز في المنطقة أجهزة إرسال في نيدهام ونيوتن المجاورة على طول ممر الطريق 128. يبث القمر الاصطناعي الكندي بيل تي في ست محطات تلفزيونية في بوسطن وتتواجد مزودات قنوات الكيبل في كندا.

### الأفلام
أُنتجت الأفلام في بوسطن مبكرًا منذ عام 1903، وما تزال المدينة تشكل موقعًا مشهورًا للتصوير. جرى تصوير العديد من الأفلام المشهورة في بوسطن كالمقاتل والبلدة.

## الرعاية الصحية

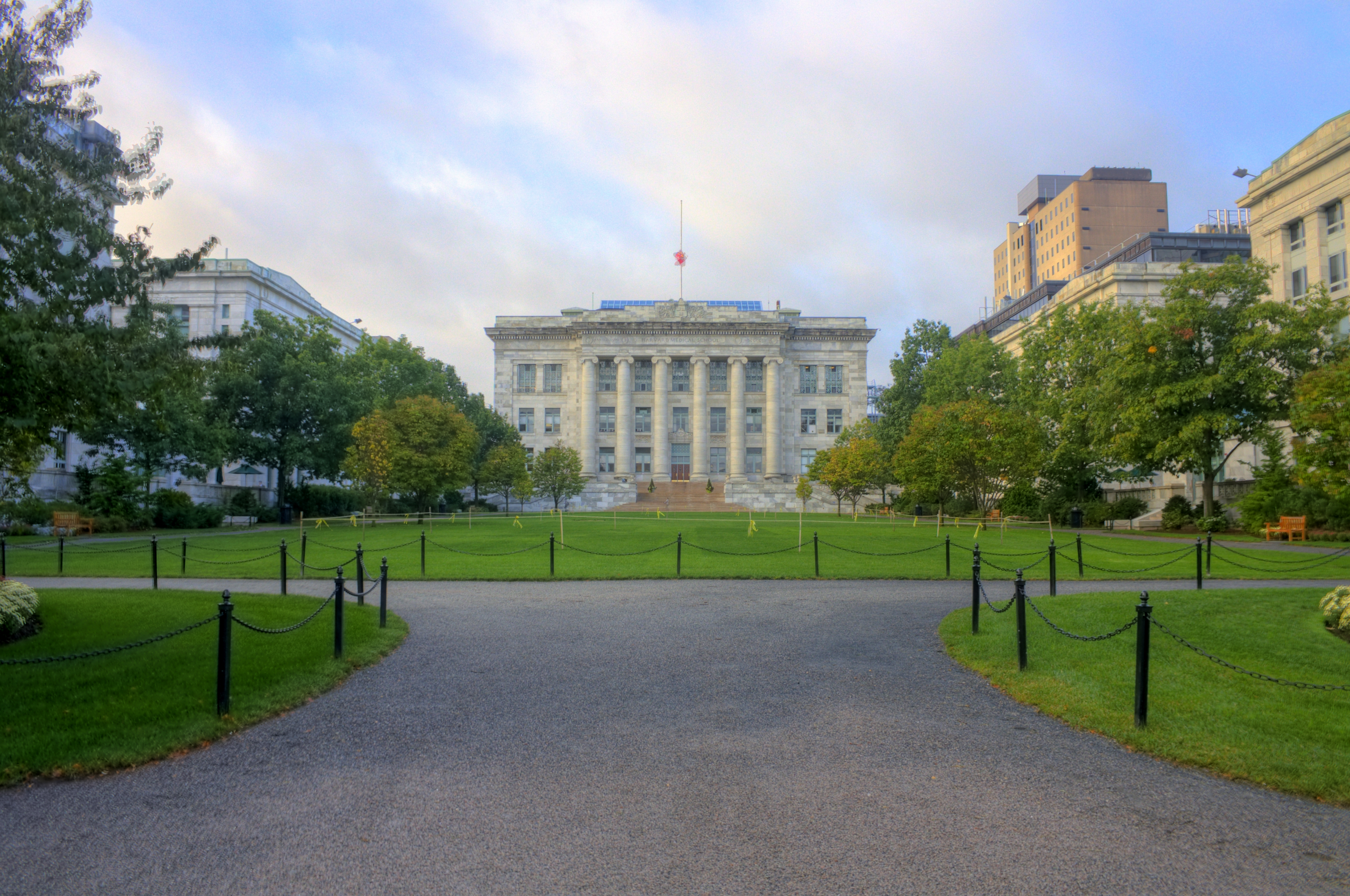
مدرسة طب هارفارد، أحد أعرق المدارس الطبية في العالم

تحتضن منطقة لونغوود الطبية والأكاديمية، المجاورة لمقاطعة فينواي، الكثير من المرافق الطبية والبحثية، بما في ذلك مركز بيث إسرائيل ديكونيس الطبي ومستشفى بريغهام والمرأة ومستشفى بوسطن للأطفال ومعهد دانا- فاربر للسرطان ومدرسة طب هارفارد وكلية هارفارد لطب الأسنان وكلية تي أتش تشان للصحة العامة في جامعة هارفارد ومركز جوسلين للسكري وكلية ماساتشوستس للصيدلة والعلوم الصحية. تحتوي منطقة بيكون هيل مرافق طبية بارزة، منها مستشفى ماساتشوستس العام ومستوصف ماساتشوستس للعيون والأذن ومستشفى سبولدينغ لإعادة التأهيل. يقع مركز سانت إليزابيث الطبي في حي برايتون. يقع مستشفى نيو إنجلاند المعمداني في ميشن هيل. يوجد في المدينة مراكز طبية تختص بشؤون المحاربين القدامى في أحياء جامايكا بلاين وغرب روكسبيري. تشرف لجنة الصحة العامة في بوسطن، وهي وكالة تابعة لحكومة ماساتشوستس، على الاهتمامات الصحية لسكان المدينة. تقدم إدارة الطوارئ في بوسطن الخدمات الطبية الطارئة قبل دخول المستشفى للمقيمين والزوار.
ترتبط العديد من المرافق الطبية في بوسطن بالجامعات. تتبع المرافق في منطقة لونغوود الطبية والأكاديمية ومستشفى ماساتشوستس العام لمدرسة طب هارفارد. يتبع مركز تافتس الطبي (مركز تافتس- نيو إنجلاند الطبي سابقًا)، في الجزء الجنوبي من الحي الصيني، لكلية الطب بجامعة تافتس. يُعد مركز بوسطن الطبي، في حي ساوث إند، مرفق تدريس رئيسي لكلية الطب بجامعة بوسطن، وهو أكبر مركز للصدمات النفسية في منطقة بوسطن تشكل باندماج مستشفى جامعة بوسطن ومستشفى مدينة بوسطن، أول مستشفى محلي في الولايات المتحدة.

## البنية التحتية

### المواصلات

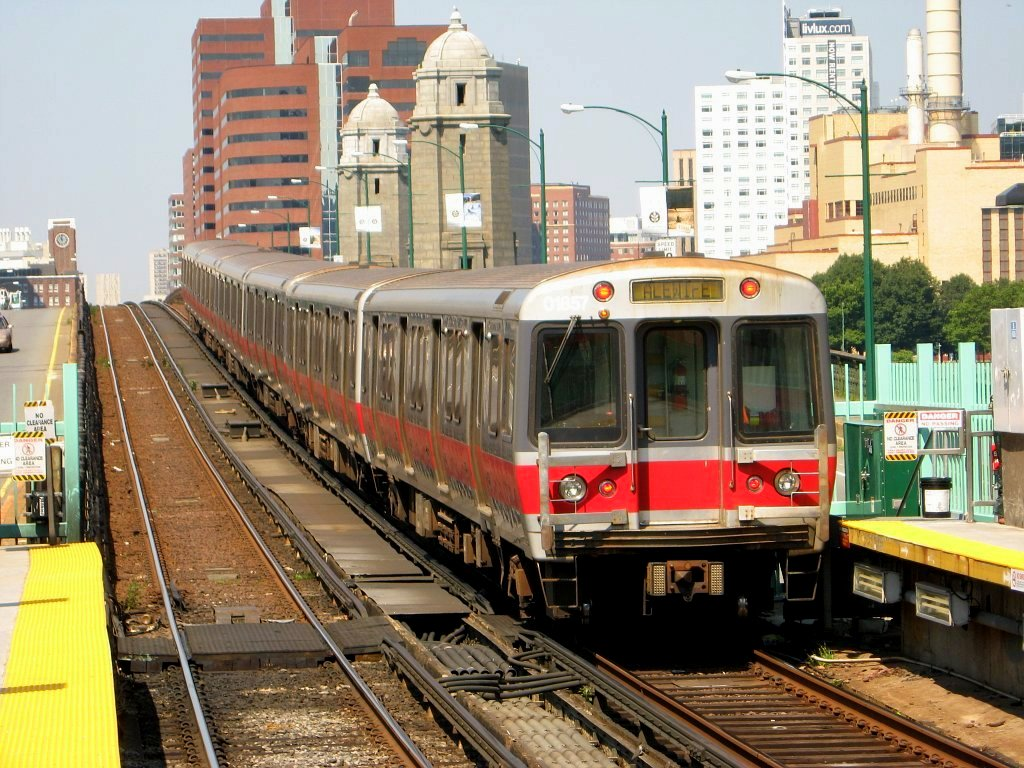
قطار ريد لاين أثناء مغادرته من بوسطن إلى كامبريدج. يعتمد سكان بوسطن كثيرًا على وسائط النقل العام، إذ يستقل أكثر من 1.3 مليون شخص حافلات المدينة وقطاراتها يوميًا (2013).

يقع مطار لوجان الدولي في شرق بوسطن وتديره هيئة ميناء ماساتشوستس، وهو المطار الرئيسي في بوسطن. يوجد كذلك مطارات طيران عامة مجاورة كمطار بلدية بيفرلي شمال المدينة وهانسكوم فيلد غربها ومطار نوروود التذكاري في الجنوب. تدير هيئة ميناء ماساتشوستس كذلك عدة مرافق رئيسية داخل ميناء بوسطن، بما في ذلك محطة للسفن السياحية ومرافق للتعامل مع البضائع الضخمة والحاويات في جنوب بوسطن، ومرافق أخرى في تشارلز تاون وشرق بوسطن.

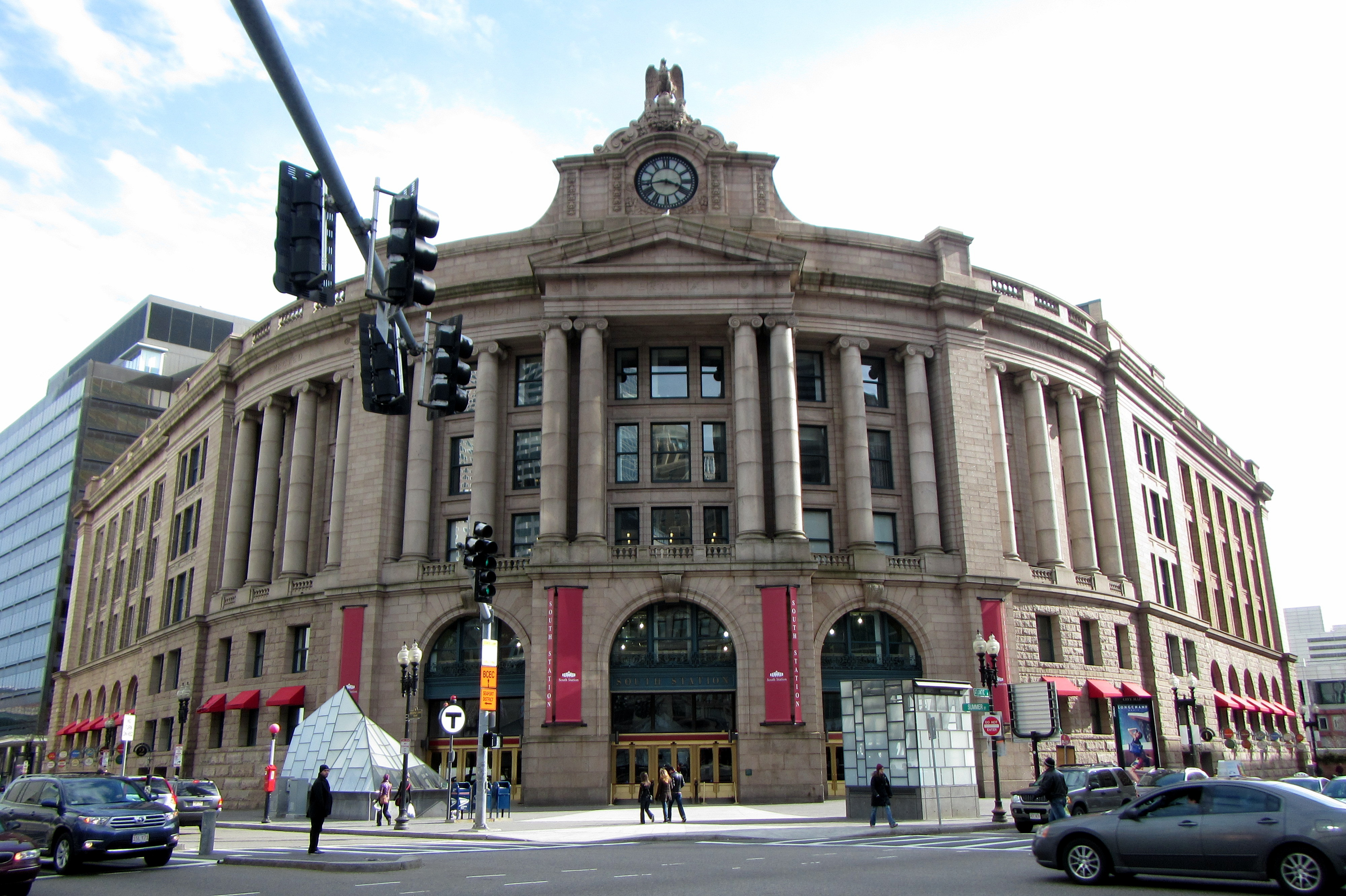
المحطة الجنوبية، أكثر محطات السكك الحديدية ازدحامًا في نيو إنجلاند وأحد محطات شركة أمتراك والعديد من خطوط السكك الحديدية التابعة لهيئة نقل خليج ماساتشوستس.

نشأت شوارع وسط مدينة بوسطن طبيعيًا، وبالتالي فهي لا تشكل مخططًا مصبعيًا، على عكس الطرق المتطورة التي أُنشئت لاحقًا في باك باي وشرق بوسطن والطرف الجنوبي وجنوب بوسطن. بوسطن هي الطرف الشرقي من طريق آي-90، الممتد على طول طريق ماساتشوستس العام. استُبدل الجزء المرتفع من الطريق الرئيسي، الذي نقل معظم حركة المرور في وسط مدينة بوسطن، بنفق أونيل أثناء مشروع بيغ ديغ، واكتمل أغلبه في مطلع عام 2006. يتبع الطريق الرئيسي السابق والحالي طريق آي-93 لكونه الطريق الرئيسي من شمال المدينة إلى جنوبها. من الطرق الرئيسية الأخرى طريق يو إس 1، الذي ينقل حركة المرور إلى الشاطئ الشمالي والمناطق جنوب بوسطن، وطريق يو إس 3، الذي يوصل إلى الضواحي الشمالية الغربية، وطريق ماساتشوستس 3، الذي يصل إلى الشاطئ الجنوبي وكيب كود، وطريق ماساتشوستس 2، الذي يصل إلى الضواحي الغربية. يحيط طريق ماساتشوستس 128 بالمدينة، وهو طريق جزئي جرى دمجه بطرق أخرى (أغلبها طريق آي- 95 وآي- 93).

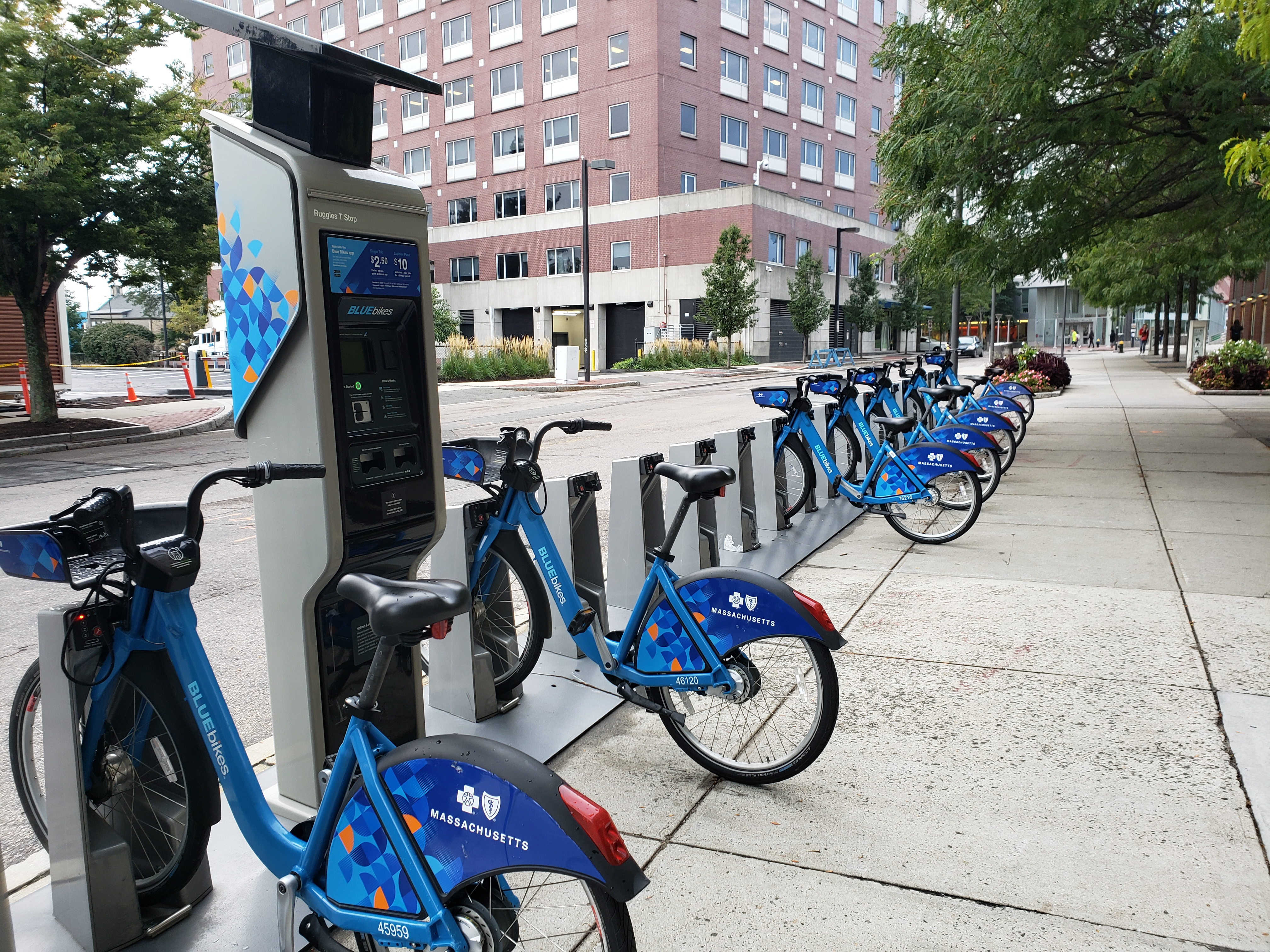
بلوبايكس في بوسطن

تحتل بوسطن المرتبة الخامسة لأعلى معدل لاستخدام وسائل النقل العمومي في البلاد نظرًا لاستخدام نحو ثلث سكانها النقل العام أثناء الذهاب إلى العمل. تتجاوز نسبة الأسر التي لا تمتلك سيارة في مدينة بوسطن المعدل الطبيعي. في عام 2015، لم تمتلك 35.4 % من الأسر في بوسطن سيارة، وانخفضت هذه النسبة قليلًا لتصبح 33.8 % في عام 2016. بلغ المتوسط على الصعيد الوطني 8.7 % في عام 2016. وبلغ متوسط عدد السيارات في بوسطن 0.94 سيارة لكل أسرة في عام 2016، مقارنة بمتوسط وطني قدره 1.8. تدير وكالة النقل العام في بوسطن، هيئة نقل خليج ماساتشوستس، أقدم نظام نقل سريع تحت الأرض في الأمريكيتين، وهي رابع أكثر أنظمة النقل السريع ازدحامًا في البلاد، ويبلغ طول مسارها 65.5 ميلًا (105 كم) موزعة على أربعة طرق. تدير الهيئة كذلك مجموعة من شبكات الحافلات والسكك الحديدية والمركبات المائية.
توفر شركة ركاب السكك الحديدية الوطنية (أمتراك) الطريق إلى بوسطن من خلال أربع محطات: المحطة الجنوبية والمحطة الشمالية وباك باي وطريق 128. تُعد المحطة الجنوبية مركز نقل متعدد الوسائط وهي محطة لسكة حديد أمتراك الشمالية الشرقية وقطار أسالا السريع وقطار ليك شور ليميتد، بالإضافة إلى العديد من مرافق هيئة نقل خليج ماساتشوستس. تخدم هيئة نقل خليج ماساتشوستس وثلاثة من طرق أمتراك منطقة باك باي، بينما يخدم قطار أسالا السريع والسكة الشمالية الشرقية الطريق 128، في الضواحي الجنوبية الغربية من بوسطن. حاليًا، تقع محطة قطار داونسيتر الموصل إلى بلدة برونزويك في المحطة الشمالية، وهو طريق أمتراك الوحيد الذي يفعل ذلك.
تُلقب بوسطن بـ«مدينة المشي»، إذ تحتوي عدد مشاة أكثر من المدن الأخرى المأهولة بالسكان. ينتقل 13% من السكان سيرًا على الأقدام نظرا لعدة عوامل كالضرورة وازدحام المدينة وعدد الطلاب الكبير، ما يجعلها تمتلك أعلى نسبة من المشاة في البلاد مقارنة بالمدن الأمريكية الرئيسية. في عام 2011، صنفت شركة ووك سكور بوسطن في المرتبة الثالثة بين أكثر المدن التي تحتوي مشاة في الولايات المتحدة. اعتبارًا من عام 2015، ما تزال ووك سكور تصنف بوسطن ثالث أكثر مدن الولايات المتحدة احتواء للمشاة، مع 80 نقطة للسير و75 نقطة للتنقل و70 نقطة للدراجات الهوائية.
بين عامي 1999 و2006، وصفت مجلة بايسكلنغ بوسطن ثلاث مرات بأنها واحدة من أسوأ المدن لركوب الدراجات في الولايات المتحدة، إلا أنها تمتلك أحد أعلى معدلات ركوب الدراجات. في عام 2008، ونتيجة للتحسينات المُدخلة على ظروف ركوب الدراجات داخل المدينة، وضعت نفس المجلة بوسطن على قائمة «خمسة للمستقبل» باعتبارها أحد أفضل المدن لركوب الدراجات مستقبلًا، وزادت نسبة ركوب الدراجات في بوسطن من 1% في عام 2000 إلى 2.1 % في عام 2009. سجل برنامج تقاسم ركوب الدراجات، بلوبايكس المعروف سابقًا باسم هاب واي وبدأ في أواخر يوليو 2011، أكثر من 140 ألف رحلة قبل نهاية موسمه الأول. انضمت البلديات المجاورة في كامبريدج وسومرفيل وبروكلاين إلى برنامج هاب واي في صيف عام 2012. في عام 2016، احتوت المدينة على 1,461 دراجة و158 محطة لاصطفاف الدراجات في جميع أنحائها. تزود الشركة العامة لنظام الدراجات والحلول الحضرية المدينة بالدراجات وتكنولوجيا نظام تقاسم الدراجات.
في عام 2013، امتلكت منطقة بوسطن- كامبريدج- نيوتن الإحصائية سابع أقل نسبة من العمال المتنقلين بالسيارات الخاصة (75.6%)، وبلغت نسبة عمال المنطقة المتنقلين عبر السكك الحديدية 6.2%. خلال الفترة بين عامي 2006 و2013، شهدت منطقة بوسطن الاحصائية أكبر انخفاض في النسبة المئوية للعمال المتنقلين بالسيارات (3.3 %) بين المناطق الإحصائية التي يقطنها أكثر من نصف مليون نسمة.

## العلاقات الدولية
تمتلك مدينة بوسطن إحدى عشرة مدينة توأمة رسمية:
- كيوتو، اليابان (1959)
- ستراسبورغ، فرنسا (1960)
- برشلونة، إسبانيا (1980)
- هانغتشو، الصين (1982)
- بادوفا، إيطاليا (1983)
- ملبورن، أستراليا (1985)
- بيرا، موزمبيق (1990)
- تايبيه، تايوان (1996)
- سيكوندي تاكورادي، غانا (2001)
- بلفاست، أيرلندا الشمالية، المملكة المتحدة (2014)
- برايا، الرأس الأخضر (2015)

وتقيم بوسطن علاقات شراكة رسمية من خلال مذكرة تفاهم مع أربع مدن أو مناطق إضافية:
- غوانزو، الصين (2014)[268]
- ليون، فرنسا (2016)[269]
- كوبنهاغن، الدنمارك (2017)[270]
- مدينة مكسيكو، المكسيك (2017)[270]
- شمال غرب أيرلندا، أيرلندا (2017)[271]

## اقرأ أيضاً
- كارثة دبس بوسطن

## وصلات خارجية
- الموقع الرسمي (بالإنجليزية)